# 福岡ソフトバンクホークス
福岡ソフトバンクホークス （ふくおかソフトバンクホークス、英語: Fukuoka SoftBank Hawks）は、日本のプロ野球球団。パシフィック・リーグに所属している。法人の会長は王貞治が務めている。
福岡県をフランチャイズとし、福岡市中央区にあるみずほPayPayドーム福岡を本拠地、北九州市小倉北区にある北九州市民球場を準本拠地としている。また、二軍（ウエスタン・リーグ所属）の本拠地は筑後市津島にあるHAWKSベースボールパーク筑後（タマスタ筑後）を使用している。
1938年から1988年までの50年にわたり、基本的には南海電気鉄道を親会社とし大阪府大阪市の大阪スタヂアムを本拠地として活動。1989年からはダイエーに売却されるとともに本拠地を福岡市に移して福岡ダイエーホークスとなり、2005年からは本拠地を変えずにソフトバンクを親会社とする福岡ソフトバンクホークスとなった。なお、本記事ではこれらの前身球団時代についても述べる。

## 球団の歴史

### 球団創立
1938年3月1日に関西私鉄の南海鉄道を親会社とする南海軍（なんかいぐん）が結成され（運営会社は「南海野球株式会社」）、関西の私鉄界では阪神電気鉄道、阪神急行電鉄（阪急）に続く3番目のプロ野球球団となった。阪神の細野躋や阪急の小林一三が南海の寺田甚吉社長と小原英一取締役に設立を勧め、寺田のツルの一声で決まったとされている。誕生に際しては「陣痛の苦しみを知らぬおおらかさで産声を上げた」と『南海ホークス四十年史』で記述されている。本拠地は大阪府堺市の堺大浜球場。
3月29日に行われた日本職業野球連盟の総会で加盟が承認されたが、この総会の状況についてはいくつかの異なる証言がある。当時連盟理事長の鈴木竜二が「古い話で誰が言ったか定かでない」と述べているが、名古屋金鯱軍の山口勲が反対意見を出したのが定説とされる。反対意見は既に1937年度から8チームでのリーグ戦を開催していたため、南海軍の出場を認めると9チームで開催することとなり、日程上1チームは試合から外されてしまう事への抵抗だったとされる。一方で大阪タイガース常務の細野躋が南海の加盟が認められないなら脱退も辞さぬと述べたともされるが、そのような険悪な雰囲気はなかったと、総会に参加した書記の野口務の報告にある。また、当時の部員は監督と選手合わせて14名と人数的にも少なかった。しかし、連盟とリーグ参加各チームは条件付きの参入を決めた。これは春季リーグの参加は開幕が近づいており、日程編成の調整が難しかったことも考えられているが、一番の理由としては「選手を補強し、その実力を考慮に入れた上で秋季リーグからの参加を認める」というもので、春季リーグはいわばリーグ戦に参加できない準加盟チーム扱いでのスタートだった。そのため、秋季リーグ戦から参加となる。

### 戦前

#### 堺大浜→中モズ時代（南海軍時代）
1938年
7月22日、南海初の公式戦となる「第2回読売優勝大会」の対ライオン軍戦が後楽園球場で行われるが、先発の劉瀬章が3回3失点で降板など5対8で敗れている。7月28日、堺大浜球場において、阪急軍との「南海結成記念試合」が行われ、3回に2点を先制したものの直後に雨天中止となっている。8月27日に秋季リーグ戦が開幕し、南海のリーグ公式戦初試合となる対東京巨人軍戦（後楽園）が行われ、巨人に3点を先制され、その後南海が同点としたものの、リリーフで登板したヴィクトル・スタルヒンに抑えられた上、決勝のタイムリーも打たれて3対4で敗戦に終わる。9月6日の対名古屋金鯱軍戦（後楽園）に3対2で勝ち公式戦初勝利を挙げるが、初めて参加したリーグ戦は11勝26敗3分に終わり、首位から18ゲーム差の9チーム中8位に終わる。
1939年
この年に本拠地球場として中モズ球場が完成したが、公式戦は主に阪急西宮球場と阪神甲子園球場で行われた。応召で抜けた岩本義行の後の主将にこの年入団したばかりの鶴岡一人が就任。鶴岡は初年度から10本塁打で球団初のタイトルとなる本塁打王を獲得するなど活躍するが、この年限りで応召され、終戦までチームに復帰できなかった。リーグは年間通じての1シーズン制となり、便宜上、春夏秋の3季制となるが、南海は春、夏季には負け越したが秋季は勝ち越し、年間通じては首位の巨人から25ゲーム差の5位に終わる。
1940年
4月6日の対阪急軍戦で、2対32の記録的大敗を喫する。鶴岡など応召で抜けた主力選手の穴を埋められず、勝率.283で首位から45.5ゲーム差の9チーム中の8位に終わる。この年の有料入場者数は88万人近くと戦前最高となった。オフには東京六大学野球の選手、阪急から石田光彦、翼軍から鬼頭政一などを加入させるなど、それまでに無い選手の補強に乗り出している。
1941年
翼軍と名古屋金鯱軍の合併により、8球団制になる。選手の応召は続き、投手陣は神田武夫と川崎徳次の2人で全試合の8割を投げているという状況だった。春、夏はそれぞれ12勝16敗と負け越すが、秋季は最後まで巨人と首位争いとなり、既に巨人の年間優勝が決まった後であったが、最終戦は1ゲーム差で巨人と戦うが2対3で敗れ、19勝9敗として、通年では初の勝ち越しとなる43勝41敗で4位となる。
1942年
前年12月に始まった太平洋戦争の影響で主力選手の応召がさらに続き、戦力補強で中学出身の選手などを多数入団させるが、翌年度から主力となる別所昭以外は戦力にならなかった（別所はこの年2試合のみ登板）。川崎が病気で欠場となり、その分神田に比重がかかったが、春季は開幕から23試合までは巨人と1勝差ながら首位となり、その後4連敗で首位陥落し、夏季も開幕5連勝の後に12戦で1勝11敗で順位を落とし、首位巨人と26.5ゲーム差の6位に終わる。
1943年
川崎らが応召で抜け、前年まで2年間チームを支えた神田が7月に病気で死去するなど戦力低下が続く。2年目の別所が投手陣の柱となり5月26日の対大和軍戦で球団初のノーヒットノーランを達成したが、春季は最下位阪急と1.5ゲーム差の6位に終わり、 夏季は2勝11敗とした7月29日に監督を加藤喜作に代えるものの、これと前後して6連敗と4連敗を記録するなど6勝19敗で最下位。秋季は開幕から2勝1敗として、直後に11連敗となり、以降浮上することはなく、球団史で最も悪い成績となる勝率.185、5勝22敗1分とし最下位に終わり、年間通じても首位の巨人と28.5ゲーム差の最下位に終わる。投手陣は別所と丸山二三雄の2人で投げている状態だったが、丸山はこの年限りで応召。

#### 中モズ時代（近畿日本軍時代）
1944年
戦時企業統合政策（陸上交通事業調整法）により南海鉄道は関西急行鉄道と合併して同年6月1日より近畿日本鉄道（近鉄）となり、合わせて球団名を近畿日本軍（きんきにっぽんぐん）へ改称。相次ぐ選手の応召によって、1943年には20人、1944年には14人（当時の6球団合わせても90人弱）という陣容で行われていた。
この年は西鉄軍と大和軍が解散したため、6球団制となる。春季は3勝12敗で最下位に終わる。夏はここまで5年連続優勝の巨人がエースのスタルヒンが活動できなくなったこともあり、一時最下位になるなど、低迷し、近畿日本は巨人と同率の3位となるが、全球団の相次ぐ選手の応召でリーグ戦を開催するのが困難となり、戦前におけるリーグ戦は夏季限りとなり、近畿日本軍としての最後の試合は8月27日の対巨人戦（甲子園）で、近畿日本が6対1で勝利している。秋季は9月、リーグ戦の代わりに日本野球総進軍優勝大会の東京大会（後楽園）と大阪大会（甲子園）が開催されるが、単独チーム編成は困難となり、近畿日本は阪急と混成チームを組んでの出場となった。通年成績は2年連続最下位に終わるものの、岡村俊昭が打率.369で首位打者を獲得。

### 戦後

#### 中モズ時代（グレートリング時代）
1946年
プロ野球が8球団によって再開され、リーグに復帰。球団名をグレートリングに変更した。球団愛称は近畿で、近畿グレートリングと呼ばれることもあった（詳細については球団愛称節を参照。また、当時のプロ野球における愛称面全般については日本野球連盟 (プロ野球)#1946年の球団愛称を参照）。
最終戦まで優勝争いとなり、11月5日に巨人がセネタースに負けたことにより、球団初優勝。最終的に2位の巨人とは1ゲーム差となった。

#### 中モズ→甲子園→大阪時代（南海ホークス時代）
1947年
6月1日、旧南海鉄道の事業一切が近畿日本鉄道から南海電気鉄道へ譲渡され、球団の親会社も南海電気鉄道へ移行。これにあわせてチーム名を南海ホークスに変更した。
この年チームは59勝を挙げているが、そのうち半数の30勝が別所によるもので、打線は機動力はすぐれていたが、選手兼任監督山本一人以下21名という少数精鋭の欠点が目立ち、別所が上位に勝った翌日に下位に負けることが多く、5月5日時点で首位の中日から0.5ゲームとしていたが、6月以降は首位の大阪に離されて、最終的に19ゲーム差の8球団中3位となる。
1948年
前年の少数精鋭を補うべく、シベリアから復員した柚木進や木塚忠助などを補強し、シーズンに臨む。中谷信夫が開幕から12連勝。11月8日の対阪急戦（甲子園）に勝利して、1946年以来2年ぶり2度目の優勝、2位の巨人に5ゲーム差をつける。オフ、エースの別所が読売ジャイアンツに引き抜かれる事件が発生した。詳細は別所引き抜き事件を参照。
1949年
勝率5割で首位の巨人から18.5ゲーム差の8球団中4位に終わる。オフの2リーグ分裂でパシフィック・リーグに加盟。
1950年
5月11日に2厘差で首位に立つものの1日で首位陥落し、それ以外は開幕からすべて毎日オリオンズが首位となった。8月に6連敗するなど10ゲーム差となり、最終的に毎日と15ゲーム差がつき、7球団中2位に終わる。シーズン途中の9月12日に新しい自前の本拠地となる大阪球場が難波駅の南西に開場した。
1951年
シーズン終了後に日米野球が行われるため、シーズン途中で打ち切りとなり、21試合を残し、9月23日に2位の西鉄に18.5ゲーム差をつけてパ・リーグ加盟後初のリーグ優勝となる。一塁飯田徳治・二塁山本・三塁蔭山和夫・遊撃木塚忠助による「100万ドルの内野陣」と呼ばれた内野陣で他球団を圧倒。長打力に欠けたものの、得点はリーグ最多、失点はリーグ最少。初めて出場した日本シリーズでは巨人と対戦するが、シリーズを通してその内野陣が5盗塁で終わるなど得意の機動力が発揮できずに、初戦からの3連敗もあり、1勝4敗で敗れる。
1952年
この年は7球団で108試合まで戦い、以降はそれまでの上位4球団による4回戦制となった。6月までは毎日が独走していたが、6月以降は南海が5連勝以上を4度記録するなど、108試合を消化した時点では2位以下を圧倒していたが、上位4球団による争いとなってからは不振に陥り、毎日と優勝争いとなる。最終戦の対大映（大阪）に勝利したことで、2位の毎日と1ゲーム差でリーグ2連覇を決める。日本シリーズでは前年に続き巨人と対戦するが、2勝4敗で敗れる。
この年は本拠地にフランチャイズ制を導入した最初のペナントレースだったため、南海は当時のパ・リーグ全7球団の中で「リーグ優勝を正式な本拠地で決めた最初のパ・リーグ球団」となった。
1953年
前年16勝の服部武夫と11勝の江藤正が1つも勝てず、柚木も16勝は挙げたが故障で2か月離脱するなど、前年までの投手陣が壊滅状態となるが、2年目の大神武俊が19勝、井上慎一が14勝で投手陣の柱となる。首位が28回入れ替わる混戦だったが、南海が残り1試合とした10月6日に2位の大映が負けたことで、リーグ3連覇を決める。監督の山本は引退後および生え抜きによる初のリーグ優勝監督となった。日本シリーズでは3年連続で巨人と対戦するが、2勝4敗1分けで敗れる。
1954年
高橋ユニオンズの加盟により、8球団制になる。西鉄ライオンズがプロ野球新記録の開幕11連勝で飛び出すが、8月から9月にかけて南海は日本プロ野球記録の18連勝、1敗を挟んで8連勝で追い上げ、終盤まで西鉄と優勝争いとなる。西鉄の90勝を上回る91勝を挙げるものの、引き分けの差で西鉄と0.5ゲーム差の2位に終わる。
1955年
この年は南海が開幕10連勝で飛び出すが、この年も西鉄との25度にわたって首位が入れ替わる激しい首位争いとなる。2度3位となったが、阪急に10勝10敗とした以外は他の6球団に勝ち越し、8連勝を1度、7連勝を2度、6連勝を1度するなど8月24日以降は首位を渡さないまま、10月6日に対西鉄戦（平和台）に勝利して、2位の西鉄とは9ゲーム差をつけ、99勝41敗3分 勝率.707で1953年以来2年ぶり5度目のリーグ優勝を決める。99勝は日本プロ野球史上最多記録。またシーズン勝率7割以上達成は同年に勝率.713（92勝37敗1分）でセ・リーグ優勝した巨人と共にNPB史上最後のケースとなっている。4度目の日本シリーズで巨人と4度目の対戦となるが、3勝4敗で敗退。「ナンカイ（何回）戦っても巨人に勝てないナンカイ（南海）」と揶揄された。二軍チームが同年創設のウエスタン・リーグに参加。
機動力野球では巨人に対抗できないと考えた鶴岡はチーム構想を長打力重視の「400フィート打線」へと転換したが、なかなか軌道に乗らなかった。
1956年
2月、球団初の日本国外遠征となるハワイ遠征を行う。序盤、4月15日に首位に立つと途中6月半ばに一時陥落したものの、6月末に返り咲くと首位を譲らないまま、9月上旬の時点では2位の西鉄に7ゲームをつけていた。しかし9月22日からの平和台での直接対決4連戦に3敗1分けと勝てず、同月30日には西鉄に首位を明け渡し翌日に南海が再度返り咲くなど激しい首位争いとなるが、この後南海が対大映4連戦に2勝2敗とし、西鉄が5勝1敗と勝ち越し、10月6日に西鉄の優勝が決定。南海は全球団から勝ち越し、かつ西鉄と同数の96勝を挙げたものの、1954年同様に引き分け1つの差の2位に終わっている。なお、この96勝はNPBでリーグ優勝を逃したチームとしては歴代最多勝利数である。
投手陣はこの年のリーグ規定投球回数230イニングに達した投手が1人も出ず、過去2年で50勝の宅和本司が6勝、前年23勝の中村大成が5勝に終わるなど、絶対的と呼べるエースがいなかったとされ、また打撃陣も飯田・木塚・蔭山らに陰りが見え、新旧過渡期と言える1年となった。
1957年
高橋ユニオンズが大映スターズに吸収合併され、7球団制になる。この年も西鉄との首位争いとなったが、途中7月から8月にかけて西鉄が14連勝で抜け出す。14連勝のうち7勝を献上した南海は西鉄に7勝15敗と大きく負け越し、これが響いて西鉄に7ゲーム差をつけられて2位に終わる。オフには「立教三羽烏」のうち、長嶋茂雄と杉浦忠を獲得しようとするが、当時杉浦より入団が確実とされた長嶋が巨人入りし、杉浦のみの入団に終わる。また、チームの若返りをはかるため、飯田を国鉄、木塚を近鉄に金銭トレードで放出している。
1958年
毎日オリオンズが大映ユニオンズを吸収合併。この年以降、パ・リーグは6球団制となる。杉浦が開幕戦で勝利投手になるなど、チームは4月を12勝3敗とし、序盤から独走状態となり、オールスター前に杉浦が20勝（3敗）を挙げ、2位の西鉄に11ゲーム差をつけていた。しかし後半戦になると杉浦が調子を落とし、8月には西鉄戦で3敗するなど7勝9敗に終わる。西鉄は稲尾和久がチーム36勝のうち31勝に関与するなど活躍を見せて南海を追い上げ、8月16日に4ゲーム差、9月末最後の首位攻防戦2連戦直前の時点では6厘差としていた。その首位攻防戦の9月27日の試合は杉浦が先発、途中からリリーフで登板の稲尾との投げ合いで10回引き分けとしたものの、翌日には杉浦が連投で先発したものの、1回で降板するなど、2対7で敗戦し、首位を西鉄に明け渡す。10月1日に西鉄が優勝し、3年続けて序盤首位に立った南海を逆転した西鉄の優勝という形となった。
1959年
この年は大毎との優勝争いとなり、10月4日の後楽園での直接対決に勝ち、1955年以来4年ぶり7度目のリーグ優勝を決める。月間成績でも優勝が決まった10月を除いてすべて勝ち越し、10敗以上はしない安定した成績で、4月28日に立って以降は8月に10連勝の大毎に首位を奪われた以外はすべて、首位だった。38勝を挙げた杉浦を始め、10勝以上投手が4人出ており、杉浦は最多勝・最優秀防御率・最高勝率の投手三冠王を獲得し、最優秀選手に選ばれている。打者では杉山光平が首位打者を獲得。日本シリーズでは4回の対戦でいずれも敗退した巨人と5度目の対戦となり、杉浦が第2戦以外の3試合で先発、第2戦でもリリーフで登板するなど4連投し、日本シリーズおよび球団史上初となるストレート4連勝により5度目の正直で勝利したことで、1リーグ時代から数えて1948年以来11年ぶり3度目、2リーグ制になって以後初の日本一を生え抜き監督の下で達成した。大阪市内の御堂筋で大阪球場前からスタートしたパレードは20万人（警察発表）のファンで埋め尽くされた。オフに堀井数男が現役を引退した。
1960年
開幕戦では前年より無失点を続けていた杉浦が56イニングぶりに失点するなど、阪急に4対5で敗れ、1946年以来14年ぶりに開幕戦で敗れる。前年に続き、大毎との優勝争いとなるが、8月に9連敗したのが大きく響き、首位大毎に4ゲーム差の2位に終わった。
1961年
それまで下位争いを続けていた東映フライヤーズが水原茂を監督に迎えて躍進、南海と首位争いとなる。10月11日からの南海対東映5連戦で3勝した方が優勝という状況で、10月15日の駒沢での試合で南海が勝ち、3連勝で2年ぶり8度目のリーグ優勝を決める。巨人との日本シリーズでは南海の2勝1敗で迎えた第4戦、南海が1点リードでの9回裏二死で、ジョー・スタンカが2ストライクとした後の投球へのボールの判定に南海側が猛抗議したものの判定が覆らず、この後サヨナラ負けしたことがこのシリーズの明暗を分け、巨人に2勝4敗で敗れる。野村克也がこの年からパ・リーグ記録となる8年連続本塁打王、広瀬叔功がこの年から5年連続盗塁王を獲得する。
1962年
開幕戦を連勝スタートしたものの直後に6連敗、2連勝を挟む形で8連敗、5連敗と敗戦を重ねて6勝19敗で、首位とは10.5ゲーム差となり、5月24日の対阪急戦後に監督の鶴岡が一時休養している。その後6月末から7月にかけて11連勝するなどもあり、鶴岡が8月に復帰した直後の8月9日に勝率を5割に戻す。9月19日には首位東映と4.5ゲーム差まで詰め寄るが、20日からの直接対決で負けたことで追いつけず、東映とは5ゲーム差の2位に終わる。
1963年
夏場まで首位独走、5月5日の時点で2位の東映に8ゲーム差をつけていたが、オールスター直前に6連敗するなど成績が下降。前半戦4位の西鉄が9月を19勝9敗、10月も8連勝するなど追い上げ、南海が10月17日にリーグ全日程を終了した時点で、西鉄が残り4試合を西鉄が2勝以下で南海が優勝という状況で西鉄が4連勝し、最大14ゲーム差を逆転され、優勝を逃す。野村が右打者としての当時年間最多本塁打を樹立。
1964年
東京オリンピック開催の影響で、開幕が3月14日となり、3月を9勝7敗としたものの31日から5連敗で5位に転落。5月までに2位としたものの、直後に7連敗で5位に戻る。前半戦は前年より西本幸雄が監督に就任した阪急の独走状態だったが、オールスター前後から追い上げた南海が8月5日に首位に立つ。9月には7連敗で阪急に3毛差まで迫られるが、9月19日に阪急が東京オリオンズに敗れたことで、2リーグ分立後最短で1959年以来5年ぶり9度目のリーグ優勝を決める。阪神との初の関西地区同士のチームの対決となった日本シリーズは阪神に先に王手を掛けられるが、第6戦・第7戦をジョー・スタンカの2試合連続完封で制し、4勝3敗で1959年以来5年ぶり4度目の日本一を達成。この年は首位打者と盗塁王を広瀬叔功、本塁打王と打点王を野村克也が獲得するなど主な打撃部門のタイトルを南海が独占した。
南海は1989年からチーム名を福岡ダイエーホークスに変更およびフランチャイズを福岡県に移転するため、南海ホークスおよび大阪時代としての日本一はこの年が最後となり、それと同時にこの年から1999年にかけて35年間、日本一から遠ざかることになる。
1965年
開幕から本拠地の大阪球場で19連勝するなど、序盤より連勝を重ね、2連敗を一度した以外は連敗がないまま、7月7日の時点で59試合で50勝9敗というペースで勝ち進み、17連勝も記録した。オールスター以降の勝率は5割を切ったものの、序盤からの独走もあり、2位に12ゲーム差をつけて9月26日に対東映戦ダブルヘッダー（大阪）に連勝し、2年連続10度目のリーグ優勝を決める。日本シリーズではこの年からV9時代に入る巨人に1勝4敗で敗れる。鶴岡が監督を辞任するが、後任の蔭山和夫が就任4日後に急死したため、鶴岡が監督に復帰している（詳細は南海蔭山新監督急死騒動を参照）。野村が2リーグ制以降初の打撃部門三冠王を達成する。
1966年
5月まで26勝12敗で、6月は負け越したものの、以降はすべての月で勝ち越す。西鉄・東映との首位争いとなり、一時5.5ゲーム差をつけていたものの、西鉄に追い上げられ、南海が全日程を終了後、4試合4連勝が優勝の条件だった2位の西鉄が10月9日に敗れたことで、3年連続リーグ優勝が決まる。日本シリーズでは2年連続で巨人と対戦するが、第1戦と第3戦を城之内邦雄に抑えられて敗戦。第4戦では延長14回にケント・ハドリが城之内からサヨナラ本塁打で勝利するが、第6戦にシーズン4勝の益田昭雄に5安打完封負けで、2勝4敗でシリーズ敗退。
1967年
序盤から5位以下に低迷。6月に初めて月間を勝ち越し、7月4日から5連勝で勝率5割で3位に浮上するものの、直後に5連敗。8月以降は5割を保ったものの、最終的に首位の阪急と11ゲーム、3位の東映とは1ゲーム差の4位となり、1944年以来23年ぶり、2リーグ制となってからは初のBクラスに終わる。対西鉄戦では1点差試合で4勝11敗と弱かった影響で9勝17敗、対阪急戦も梶本隆夫に8敗したこともあり9勝17敗と負け越したことが大きく響いた。本塁打がリーグ2位という以外は広瀬叔功が故障欠場したこともあり、投打のバランスが取れずに打率、防御率は近年で最低の数字となった。
1968年
序盤は近鉄が首位だったものの、前半戦終了までに脱落。後半戦は阪急と南海のマッチレースとなり、10月8日の時点で阪急とゲーム差無しで並んでいた。7連勝で迎えた10月11日の最終戦の対近鉄戦（日生）において4対6で敗れ、阪急が勝利したことで、阪急と1ゲーム差の2位に終わる。オフに鶴岡が監督退任、後任は飯田徳治。
1969年
4月1日、南海野球株式会社を発展的解消し、株式会社南海ホークスを設立発足。この年よりキャンプを呉から温暖な高知とするものの、同じ高知にキャンプを張った阪急や阪神に比べ、立地条件が悪く、この年は全国的に多雨でキャンプは失敗だったとされる。前年31勝の皆川睦雄が開幕直前のオープン戦で右手人差し指を複雑骨折。さらに村上雅則・三浦清弘・新山彰忠と投手陣に故障が相次ぎ、野村克也も2度の突き指と2度の肉離れで調整不足のまま開幕を迎えた。開幕2連戦を連続してサヨナラ負けで序盤を3勝7敗、その後7勝3敗で5割、3位に浮上したが、6月には15連敗を記録。開幕後も広瀬叔功・ドン・ブレイザー・小池兼司など主力打者に故障者が続出したことにより打線が低調で、パ・リーグで唯一の100本以下の本塁打となる85本に終わり、パ・リーグとなって初の最下位に転落した。飯田は1年で監督を辞任し、後任として選手兼任で野村が就任。ドラフトでは門田博光が入団。
野村はヘッドコーチに前年で南海を退団していたブレイザーを招聘し、野村ID野球の原点となる「シンキング・ベースボール」をスローガンとした。この年発生した黒い霧事件では南海からは佐藤公博がオートレース八百長行為をしたとして永久追放処分を受けている。
1970年
佐藤道郎がリリーフで18勝を挙げ期待通りの活躍を見せ、打線が好調だったものの、杉浦忠・皆川睦雄・三浦清弘ら投手陣が精彩を欠き、前半戦はなかなか勝てないでいた。7月28日の時点で首位ロッテと8ゲーム差で、大阪球場で3連戦を迎えたが1勝1敗1分で追い上げられず、直後1分を挟む5連敗などもあり、最終的にチームは69勝57敗で首位のロッテと10.5ゲームの2位となる。佐藤は最優秀防御率と新人王を獲得。
1971年
4月は首位の近鉄に次ぐ2位につけたが、5月以降は前年Bクラスの阪急が首位を奪取すると、チームは6月以降、近鉄との3位争いに終始した。2年目の門田博光が3割・30本・120打点で初タイトルとなる打点王を獲得する活躍をしたが最後は近鉄に引き離され、チームは首位阪急から22.5ゲーム差の4位に終わる。
1972年
東映からトレードで獲得した江本孟紀が前年度未勝利から背番号と同じ16勝を挙げ西岡三四郎と並ぶ南海のエース級投手へと成長。チームの要である野村克也が101打点で東映の大杉勝男とともに7度目の打点王を獲得。投手の佐藤道郎が.750で最高勝率で初のタイトルを獲得。チームは4月を首位で終え、6年ぶりの優勝が期待されたが、5月以降は阪急に首位の座を奪われると、東映・近鉄との2位争いが終盤まで続いた。最終的には2位の近鉄と同ゲーム差ながら勝率3毛差、首位・阪急から14ゲーム差の3位。
1973年
この年からパ・リーグは前後期制度を導入。前期はこの年巨人から移籍の山内新一が6月6日にリーグ一番乗りの10勝到達するなど、チームは6月13日に単独首位に立つとそのまま前期優勝。後期は対阪急戦で1分12敗と1勝も出来なかったが、後期はその阪急が優勝し、プレーオフを阪急と戦う。阪急圧倒的有利の声の中、南海が3勝2敗で勝利し、後期の南海の阪急に対する戦いぶりは「死んだ振り」と評された。日本シリーズでは巨人と対戦するも、1勝4敗で敗退した。
オフに日拓ホームフライヤーズの西村昭孝が南海とロッテオリオンズの合併計画を持ち出した。西村は「パ・リーグに将来性はない」として1リーグ制移行を見据えた球団合併を行うことにしたが、合併についてはまだ明らかにされていなかったにも関わらず、関西のあるスポーツ紙が先走って、南海と近鉄の合併を報じたために球界は騒然としたが、日拓が日本ハムへ身売りしたことで1リーグ問題も収束に向かい、近鉄との合併の噂も自然消滅した。
南海は1989年からチーム名を福岡ダイエーホークスに変更およびフランチャイズを福岡県に移転するため、南海ホークスおよび大阪時代としてのリーグ優勝・日本シリーズはこの年が最後となり、それと同時にこの年から1999年にかけて26年間、リーグ優勝・日本シリーズから遠ざかることになる。
1974年
野村克也が開幕2戦目で右ひざ痛で欠場するなど、この年は主力選手の故障が相次ぎ、5月まで負け越し6月以降は成績は上向くが前期は27勝28敗10分に終わる。後期は開幕からオールスターまで7勝3敗と好スタートしたものの、故障者が相次ぎ、それでもロッテ、阪急との三つ巴の争いとなるが、9月に入り、5連敗するなど後退し、3位に終わる。
1975年
4月20日の対近鉄戦ダブルヘッダーにおいて第1試合を投手の自責点無しで4対3で敗れ、第2試合は神部年男にノーヒットノーランを達成されて1対0で敗れ、防御率は2点台だったものの、序盤から15試合で23失策を記録するなど守備の乱れが相次ぎ、5月に入っても連敗が相次ぎ、前期は27勝32敗6分で5位。後期も序盤ロードでの6連戦で得点が失点を上回るものの、2勝4敗と負け越し、本拠地に戻って阪急に3連敗で最下位となり低迷、9月に月間で勝ち越すものの、それまでの敗戦が響き、30勝33敗2分の3位で年間では5位に終わる。特に近鉄に6勝18敗5分と負け越したのが大きく響いた。二軍では13年ぶりにウエスタン・リーグで優勝。オフに南海の江本孟紀と阪神の江夏豊らによる4対2のトレードが行われる。
1976年
期待された江夏豊がシーズン通して6勝12敗と誤算だったものの、この年リーグ1の投手陣だったが、打撃陣は新外国人トム・ロブソンが不振、野村が故障で10本塁打に終わるなど長打力にかけ、前後期ともに2位に終わる。この年、前後期1位の阪急は後期の序盤から不振だったが、8月22日からの阪急3連戦を2勝1敗とした事を足がかりに11連勝し、この間南海は五分の成績で阪急を勢いづかせたのが大きく響いた。
1977年
阪急との開幕戦でサヨナラ負けの後、7連勝で首位に立つが、山内新一・藤原満が故障で離脱するなど、近鉄と阪急に追い上げられて5月に3位に落ちる。近鉄とは序盤から7連敗（1分け含む）するなど相性が悪く、3ゲーム差で迎えた6月3日からの阪急との4連戦で1勝3敗として、前期は最終的に阪急と2勝差の2位に終わる。後期は開幕から2勝10敗1分とするなど連敗が続き、連敗が止まると選手20人が下痢、腹痛を起こすなど、7月はアクシデントが続く。8月はリリーフに専念の江夏豊が6試合連続セーブを挙げ、チームの調子は良くなるが、終盤まで勝率5割寸前まで行っては負けるという繰り返しで、終盤64試合目で勝率5割に到達したが、優勝争いに加わる事も無いまま後期は3位に終わり、プレーオフには進出できなかった（通年順位は2位）、結果的にこの年が南海時代最後Aクラス入りとなる。9月28日、野村の女性関係が問題視され、公私混同を理由に解任される。後任には広瀬叔功が就任。また、この処分を不服として江夏と柏原純一が退団した。
1978年
前期は4月と5月、後期は7月に7連敗するなどあり、共に最下位に終わる。打線は門田博光や藤原満の故障もあり、前年より弱体化、投手陣もエースの山内新一が1勝を挙げた後にスランプとなり、この年は3勝に終わり、ストッパーも佐藤道郎が3勝で江夏豊の抜けた穴が埋まらなかった。村上之宏が新人王を獲得。観客動員は激減し、12球団最少の44万4千人。
この年から1997年にかけて20年間で8回のリーグ最下位を経験する暗黒時代を迎えることになる。
1979年
3割打者を4人輩出（新井宏昌、片平晋作、カルロス・メイ、河埜敬幸）。金城基泰は最優秀救援投手、山内新一の12勝が唯一の2桁勝利。門田博光がキャンプ中にアキレス腱断裂で離脱、5位（前期5位・後期最下位）に終わる。
1980年
「ドカベン」こと香川伸行が入団し、開幕直後は首位争いを演じるも4月30日から7連敗を喫し失速、最下位に終わる。門田が41本塁打、メイが.326を残したが投手陣は山内新の9勝が最多で金城は2年連続最優秀救援投手に。シーズン後、広瀬が辞任。
1981年
野村時代のヘッドコーチであるブレイザーが監督に就任。闘志とシンキング・ベースボールを掲げた。門田は初の本塁打王、山内新一、ルーキーの山内孝徳、山内和宏のトリオ・ザ・山内で26勝を積み上げた。シーズン5位（前期5位・後期最下位）に終わる。
1982年
トリオ・ザ・山内が揃って2桁勝利を挙げ、金城が21セーブと投手陣は整備されたが主砲の門田が故障で戦列を離れることが多く、打線が好機に凡退を繰り返し、チームの最多打点はジム・タイロン、定岡智秋の48に終わり、リーグ最下位。ブレイザーは心臓病に痛風と体調を崩し、同年をもって退団となった。新監督は二軍監督として手腕を発揮していた穴吹義雄が就任。
1983年
序盤に門田が7試合で5本塁打を放つが、4月18日に死球を受け一時離脱。代わって4番に入った香川が一時打率4割を越え首位打者となるが、夏場以降は成績を落とし、最終的に規定打席に到達しなかったものの打率.313、15本塁打を記録。山内和宏が18勝で最多勝、門田が本塁打王を獲得も、総合力不足から5位に終わる。
1984年
5月まで5割をキープするなど一時首位に立つが主力陣の相次ぐ故障などもあり6月には7連敗。オールスター直前には4位としたが、8月には15年ぶりとなる10連敗を喫するなど、5位に終わる。打撃陣に故障者が多く、外野手転向の河埜が打撃10位に入ったのが最高だった。一方、畠山準・藤本修二・加藤伸一の若手投手陣が30試合以上登板するなどの成長を感じさせた。
1985年
1月4日にレギュラー三塁手の久保寺雄二が急性心不全のため26歳で急死というショッキングな出来事から始まる。4月は5割とするが、5月と6月にともに6連敗、7月には連勝できずに最下位となり、一時5位に浮上するも8月8日以降は最下位に定着。9月に入り、18日には対近鉄戦で25-4というパ・リーグ新記録となる大量得点勝利を挙げるが、25日には穴吹の解任と杉浦忠の新監督就任が発表された。10月には1分を挟む10連敗など、借金32で最下位に終わる。
1986年
再建を託されて監督に迎えられたのは切り札・杉浦忠。杉浦は「私を育ててくれた球団を強くする」と就任時に決意表明した。前監督の穴吹が進めていた若返り策が加速。杉浦はルーキーの西川佳明を積極的に起用、中盤戦から井上祐二をストッパーにした。西川は清原和博に新人王を譲ったが期待に応じ10勝、チームは2年連続の最下位。オフには巨人を自由契約となった加藤英司を獲得。
1987年
加藤と門田が2000本安打を達成し、15勝を挙げて台頭した藤本・山内和・山内孝と3人の2桁勝利を挙げ、井上が20セーブポイントで2位となり、チームは前半を3位で折り返し、9月6日には首位西武に3.5ゲーム差まで迫るが、その後失速し、日本ハムに抜かれ、4位に終わる。「来季から湯上谷、立浪のフレッシュ二遊間で売り出す」と球団を挙げて公言するなど、この年のドラフト会議では当時PL学園高校の主将であった立浪和義の獲得と翌年以降の湯上谷宏・立浪の若手コンビによる二遊間形成を目論んだが、結局立浪はくじ引きで中日ドラゴンズが獲得し、この構想は幻に終わった。
1988年
球団創設50周年を迎えたが、4月23日に「おれの目の黒いうちはホークスは売らん」と公言していた川勝傳オーナーが死去。新たに就任した吉村茂夫オーナーは就任早々から球団売却に手をつけるなど身売りへの動きが進み、9月にダイエーへの球団売却を発表。南海ホークスとしての最終シーズンとなった。
結果的に5位に終わるも、門田が44本塁打・125打点を挙げ40歳代の選手としての最高記録を残し、二冠王、さらに年間MVPも獲得し、佐々木誠、トニー・バナザードが活躍した。南海としてのホームゲーム最終戦後のセレモニーで杉浦監督は「長嶋君ではありませんがホークスは不滅です。ありがとうございました、（福岡に）行ってまいります！」とのスピーチを残した。オフに門田は九州行きを拒否してオリックスへ1対3のトレードで移籍した。

#### 福岡時代

##### 福岡ダイエーホークス時代
1988年11月1日、三和銀行（現・三菱UFJ銀行）の仲介で関西国際空港開業に伴う難波再開発事業を推し進め、不採算の球団を売却しようとする南海側と、福岡再開発事業の目玉に球団を保有し、九州を核としてアジアも視野に入れた商圏拡大を目論むダイエー側の思惑が一致し、南海電鉄は「ホークス」の名を残すこと、監督・杉浦忠を留任させること、選手・首脳陣・球団職員は希望者全員を連れていくことを条件に、球団をダイエーに売却した。
なお、ダイエーは当初、神奈川県川崎市の川崎球場を本拠地としていたロッテの買収を福岡に移転することを前提として検討していた。また、当時ダイエーの社長であった中内㓛の強い意向で当初は中内の生まれ故郷であり、ダイエーの御膝元でもある兵庫県神戸市に建設されたグリーンスタジアム神戸への本拠地移転も検討していたが、関西ではセ・リーグの阪神が圧倒的な人気を誇っており、同じパ・リーグの阪急ブレーブスや近鉄が観客動員で苦戦していたこと、また福岡をアジアの玄関口にしたい同市長の桑原敬一やプロ野球本拠地の再設置を望んでいた福岡青年会議所からの根強いアプローチと1989年開催のアジア太平洋博覧会跡地利用で新たなビジネスモデルが出来ると判断したダイエー専務の鈴木達郎と瀬戸山隆三からの説得もあり、中内はこの年の5月に福岡への本拠地移転を正式決定した。
当初はダイエーのグループ会社であり、九州を中心にスーパーマーケットをチェーン展開していたユニードがホークス球団の有力買収先と報じられ、福岡ユニードダイエーホークスとなる予定だったが、当時ユニードは経営難であり、最終的にはダイエーが買収した。また、ダイエー以外では松下電器産業（現・パナソニック）も買収に乗り出していたとされるが、社内での反対意見が多く、最終的に買収を断念している。
本拠地は福岡県福岡市の平和台球場に移転し、球団名及び会社名も福岡ダイエーホークスと改められた。新天地の福岡は、かつて南海と覇権を激しく争った西鉄ライオンズの本拠地であっただけに、福岡の人達に受け入れられるか懸念されていたが、10年ぶりとなる地元プロ球団ということで、歓迎ムードの方が大きかった。移転初年度の1989年には球団史上初めて観客動員数が125万人と初めて100万人を超えた。それでも移転後、ダイエーがしばらく下位低迷を続けたこともあって、スタンドには空席が目立つことも多く、当時の対西武戦では西武ファンの割合が多かった。

###### 杉浦監督時代
1989年
4位に終わるも、優勝した近鉄に13勝11敗2分、2位のオリックス・ブレーブスに12勝13敗1分、3位の西武に11勝13敗2分と上位球団と互角に戦い、最終的に1位と3位のゲーム差が0.5、勝率が2厘差というパ・リーグ史上最大の混戦を演出する立役者となった。さらに準本拠地（当時）の北九州市民球場では7戦全勝だった。4位までのチーム同士ではほぼ5割と大接戦となりダイエーにも優勝の可能性はあったが、上位3チームと違い5位日本ハムには2つの勝ち越し、6位ロッテに対しては牛島和彦に1勝7敗とカモにされるなど、9勝15敗と大きく負け越しこれが優勝は疎かAクラス入りにもできなかった要因となってしまった。1980年代では全てBクラスで終わった。投手陣では初の2桁の12勝を挙げた加藤伸一が軸となり、野手では佐々木誠・藤本博史・岸川勝也などの新戦力も台頭。10月5日の西武戦では8点差をひっくり返す大逆転劇を見せた。井上祐二が27SPでチーム初タイトル。杉浦はこの年をもって監督を勇退し、田淵幸一が監督に就任。田淵と西武時代に同僚だった黒田正宏がヘッドコーチ、大田卓司が打撃コーチに就任。直後のドラフトで野茂英雄の外れ1位指名で元木大介の交渉権獲得も入団を拒否される。

###### 田淵監督時代
1990年
開幕直後に投手コーチの中西勝己が休養。6月には勝ち星のなかった山内和と中日・杉本正ら2選手とのトレードやメジャーで実績のある抑え投手・リッチ・ゴセージを獲得（ゴセージはキャンプでテストしたが、その時は不合格で、シーズン中に再度テストして獲得した経緯がある）。また、巨人で一軍経験のなかった本原正治は5勝と奮闘した。田淵はウィリー・アップショー、バナザードと確執を起こし、両外国人はシーズン中に帰国・退団。4月3勝12敗、5月6勝16敗1分と低迷し、1986年以来4年ぶり、福岡移転後初の最下位。チーム打率・本塁打・得点・失点・防御率はすべてリーグ最下位。パ・リーグ全5球団に負け越し、勝率.325・85敗は2リーグ制以降の球団のワースト記録。10月28日、田淵がセレクション会議に提出する他球団リストを公表、球団は厳重注意、減俸10％の処分を科した。オフに首脳陣が刷新され、権藤博が投手コーチ、広瀬叔功が守備走塁コーチ、高畠康真が打撃コーチ、柴田猛が二軍監督に就任した。
1991年
門田が3年ぶりに復帰。権藤の手腕も光り村田勝喜が前半戦に10勝、阪神から移籍の池田親興もストッパーに転向して活躍。前半戦は4位で終える。上位を狙える位置にいたが、主力投手の村田と本原が故障で途中離脱、20本塁打を打っていた主砲の岸川も故障離脱したこともあり失速し5位に終わる（日本ハムが全日程を終了した時点でロッテ戦5試合を残しており、1勝すれば4位は確保できたが、1引き分けのあと4連敗を喫して最終戦で5位に転落。この最終戦は、ロッテが川崎球場を本拠地とした最終戦でもあった）。広瀬の指導で盗塁数は急激に伸び、特に阪神からトレードで来た大野久は盗塁王を獲得し、大野（42盗塁）・佐々木（36盗塁）・湯上谷宏（30盗塁）と30盗塁以上を3人輩出しチーム盗塁数は両リーグトップの141を記録した。
1992年
オリックスからブーマー・ウェルズが移籍。ルーキー若田部健一が開幕から先発ローテーションに加わり、負け越したものの2桁勝利を挙げる。一時期7年ぶりの単独首位になるも5月下旬7連敗、以降低迷し、4位。なおオリックスに15勝11敗で22年ぶりの勝ち越し。佐々木が首位打者、盗塁王を獲得。監督の田淵は解任され、門田、山内孝徳、この年打点王を獲得したブーマーが引退。1992年を最後に平和台球場から移転。この時期積極的に交換トレードを敢行。生え抜きでも佐々木・吉永幸一郎・村田といった若手の成長、この時期のトレードで獲得した選手は今井雄太郎・島田誠・門田・有田修三・永射保・広橋公寿・新浦壽夫・杉本正・水上善雄と過去の実績は十分であったが、引退間近で力の衰えが顕著な選手も多く、池田・大野・本原といった成功例はあったもののその成功も1-2年のみ活躍した後は長続きしなかった。オフに根本陸夫が監督に就任。

##### 福岡ドーム移転後
日本初の開閉式屋根を持つドーム球場として福岡ドームが完成すると同時にユニフォームのデザインも変更された。

###### 根本監督時代
1993年
ブーマー、門田の抜けた穴は大きい上、福岡ドームが当時の日本一広い球場であるが故に、ホームゲーム60試合で僅か18本塁打しか打てず、投手陣も平和台球場時代の惨状が改善されないまま最下位に転落。これで南海時代の1978年からこの年にかけて16年連続シーズン負け越しで、これはスワローズ・アトムズが記録した15年連続（1962年 - 1976年）を更新した日本プロ野球ワースト記録である。11月に西武から佐々木・村田・橋本武広との3対3トレードで秋山幸二・渡辺智男・内山智之を獲得。また、この年のドラフトから逆指名制度が導入され、渡辺秀一・小久保裕紀を逆指名で獲得している。
1994年
福岡に移転後初めて優勝争いに加わった。阪神よりFA移籍した松永浩美、西武から移籍した秋山、助っ人のケビン・ライマーとブライアン・トラックスラーが加わり、既存戦力のカズ山本・藤本博史・吉永幸一郎・浜名千広と共に重量打線を構成した。投手陣では村田の抜けた穴を若田部・吉田豊彦・下柳剛が埋め、ルーキーの渡辺秀一が新人王を獲得する等奮闘したが、渡辺智男・内山が期待に応えられず敗戦が大きく先行してしまい、更に最多勝争いをしていたエース吉田豊彦が9月10月に1勝もできず、同率2位のオリックス・近鉄にゲーム差なしの勝率僅か6毛差で4位となり、Aクラス入りを逃した。勝敗数は69勝60敗1分で、南海時代の1977年以来17年ぶりに勝ち越した。同年オフ、ドラフト会議では駒澤大学への進学が内定していた城島健司を1位指名した他、FAで西武から石毛宏典・工藤公康が移籍した。根本が監督を勇退し、球団専務職に専念。王貞治が監督に就任した。ヘッド兼守備走塁コーチに寺岡孝、打撃兼走塁コーチに高橋慶彦、バッテリーコーチに達川光男が就任。

###### 王監督時代
1995年
前年のチームの躍進に加え、王貞治の監督就任、石毛・工藤の加入、大物外国人であるケビン・ミッチェルを獲得するなど、期待された。しかし、ミッチェルは開幕戦で満塁本塁打を放つも横柄な態度を繰り返し無断帰国。前年活躍した松永・カズ山本・吉永・ライマー、移籍の石毛等が怪我や不調。前年奮闘した投手陣も軒並み不調・怪我人続出で工藤以外、全く計算が出来ない状況だった（その工藤も故障で一ヶ月離脱してしまった）。そんな中、5年目の村松有人が一軍に抜擢されると一番打者に定着、そして2年目の小久保が28本塁打で本塁打王を獲得したが、チームは首位オリックスと26.5ゲーム差の5位に終わった。
1996年
序盤から低迷し、4月下旬には最下位に転落。5月9日に日生球場での対近鉄戦で敗戦し、9勝22敗となると、試合後に王や選手等が乗ったバスにファンから生卵がぶつけられる事件が発生した（詳細は後述）。シーズンは、日本ハムから移籍の武田一浩が15勝、3年目のヒデカズ（渡辺）が防御率リーグ3位、前年から飛躍のきっかけを掴んだ村松が58盗塁で盗塁王を獲得するが、小久保は前年の活躍でマークされ打率を大幅に下げ、秋山はチームバッティングに徹して久々に3割をマークするものの、本塁打が僅か9本に終わる。工藤も最多奪三振のタイトルを獲得するものの、自身初のリーグ最多敗戦を記録。結局、首位オリックスと22ゲーム差の最下位に終わった。この年で南海時代から19年連続Bクラスとなり、それまで広島が記録した連続Bクラス日本記録である1950年から1967年までの18年連続を更新した。
1997年
前年に行われたアトランタオリンピックの野球日本代表で大活躍した井口忠仁・松中信彦がドラフトで入団。3年目の城島健司が開幕から正捕手として起用された。正捕手になった城島は規定打席到達、3割2桁本塁打を放ち、それまで正捕手だった吉永が指名打者で3割29本塁打を放ち、小久保が打点王を獲得するが、井口がオープン戦で故障。復帰初戦初本塁打が満塁ホームランとなり、鮮烈なデビューを飾るが、その後はプロの洗礼を浴びる。松中も金属バットから木製バットへの対応が遅れ、戦力にならず、投手陣も前年の勝ち頭、武田が好投しても全く勝てず、工藤以外に計算出来る投手が不在であった。最終的には日本ハムと同率の4位、20年連続Bクラスに終わった。連続4位以下の記録は近鉄の1950年から1968年までの19年連続を更新する日本プロ野球ワースト記録となった。
暗黒時代はこの年までとされることが多く、リーグ最下位は前年を最後に2007年までに回避している。
1998年
前年に発覚したプロ野球脱税事件に関与した小久保・ヒデカズ・斉藤貢・本間満・藤井将雄の5選手が3-8週間の出場停止処分を下され、開幕からしばらく出場出来なかった。さらに小久保は復帰して間もなく大怪我でシーズンを棒に振る。エース工藤、ストッパー岡本克道がシーズン途中で離脱。苦しい中、2年目の柴原洋・井口がレギュラーを獲得。主砲小久保の出場停止と怪我の穴埋めに、広島で活躍したルイス・ロペスを急遽獲得。武田が最多勝、吉田修司が最多ホールド獲得、近鉄から戦力外となりテスト入団の西村龍次もローテーションを守り、5年ぶりの10勝を挙げ、カムバック賞を獲得。その結果、オリックス・ブルーウェーブと同率の3位に入り、南海時代から続いていた連続Bクラスの記録は20年で止まる（5連敗で閉幕するも、後にオリックスも西武とのダブルヘッダーに連敗して閉幕し、同率となった。共に勝率.500だが、ダイエーは67勝、オリックスは66勝で、勝利数はダイエーが上回っていた）。ただし、前年度の順位がオリックスの2位に対し、ダイエーは同率4位だったため、翌年の本拠地開幕権を獲得出来なかった。そのため、実質の4位でもあり、21年連続Bクラスでもあることもある。
この年、「球団職員がアルバイト学生に金銭を渡し、相手捕手のサインを応援バットの動きで選手に教えさせていた」という疑惑が西日本新聞の報道で持ち上がった。疑惑を持たれた選手は吉永幸一郎・大道典良・柳田聖人で、写真付きで大々的に報じられたために問題となったが、フロントはこれを強く否定。その後、パ・リーグ特別調査委員会による調査が行われ、翌年1月18日に「疑惑を完全には払拭できない」という結論を出して球団社長らに対して職務停止などの制裁を科した。スパイ行為は本拠地（福岡ドーム）で行われていたと報道されたが、疑惑の3選手の打率を他球場と比較したところ、2選手については本拠地での打率が僅かに高かったが、残りの1選手は本拠地の打率の方が低かった。
1999年
前年オフにFAで武田が中日へ移籍し、さらにライバル・西武に松坂大輔が入団したことにより、優勝争いは西武が本命でダイエーの評価は低かったが、この年、投手コーチとして就任した尾花高夫が手腕を発揮する。武田や、離脱した西村の穴を2年目の永井智浩・星野順治を抜擢し、共に10勝をマーク、同じく2年目の篠原貴行が中継ぎながら14勝1敗で最高勝率のタイトルを獲得。藤井が最優秀中継ぎ投手、工藤が最優秀防御率・最多奪三振・シーズンMVP獲得。若田部が不振を脱出し5年ぶりに10勝する。右の先発要員と考えていたロドニー・ペドラザが尾花が「抑えでいけますよ。」と進言し、城島も推して、抑えと定着した。その結果、長年課題と言われていた投手力で球団としては1973年以来26年ぶり、福岡移転後初、1965年以来34年ぶりの本拠地でのリーグ優勝を果たした。この時、シーズン終了直前まで総得点が総失点を下回り、史上初の珍事かと話題になったが、最終的には総得点が上回った（総得点563、総失点553）。サヨナラ勝ち12回は12球団最多だった。福岡移転後初のチーム防御率3点台を記録した。
日本シリーズでは前評判では中日ドラゴンズが圧倒的有利だったが、シーズン打率.330の関川浩一を第4戦まで無安打計21打数2安打打率.095に封じ、4勝1敗で下し、1964年以来35年ぶり、福岡移転後初の日本一を達成した。なお、パ・リーグは翌年からの日本シリーズに3年連続で巨人とヤクルトに敗退するため、ダイエーは「20世紀最後のパ・リーグ日本一球団」となった。秋山が2本の本塁打とファインプレーでシリーズMVPを獲得し、西武時代の1991年に続き、球団史上初の2球団での日本シリーズMVP獲得者となった。
2000年
FAでエース工藤が抜け、藤井が肺癌のため、離脱したものの、前年とは逆に打撃陣がチームを引っ張り、リーグ2連覇を達成する。日本シリーズでは長嶋茂雄率いる巨人との対戦で「ON対決」と話題となった。開幕から敵本拠地で2連勝したが、その後4連敗で敗れた。なお、同年のチーム最多勝は先発では若田部・永井の9勝。一方、リリーフで吉田・篠原が9勝しており、2桁勝利投手0人でのレギュラーシーズン最高勝率や日本シリーズ出場は史上初である。ペドラザが最優秀救援投手した。
この年の日本シリーズは第2戦と第3戦の間、第5戦と第6戦の間の移動日がなく、第3戦までの3連戦から2日空けて第4戦から4連戦という変則日程となった。これは1997年に福岡ドームが、2000年の日本シリーズ開催日として予定されていた10月24日から27日までの4日間を、日本脳神経外科学会のイベントを開くために球団の許可なく貸し出したためである。1998年秋に問題が発覚し、日程変更等を求めたが不可能となり、球場変更等を模索したものの、これも出来ず、脳神経外科学会が26日のイベントを午前で打ち切るなど、一部縮小して対応したため、この様な変則日程となった。なお、この問題は球団が球場確保を怠った責任があるとしてNPBは3,000万円の制裁金を球団に科した。
この年は20世紀最後のペナントレースだったため、ダイエーは「20世紀最後のパ・リーグ優勝球団」となった。
2001年
終盤まで近鉄・西武と優勝争いしたが、最終的に近鉄と2.5ゲーム差の2位に終わり、3連覇を逃した。この年、優勝した近鉄には19勝9敗と大幅に勝ち越したものの、西武ドームと千葉マリンスタジアムと宮城球場で3勝11敗とビジターで弱かったのが敗因となった。この年は30本塁打以上の選手が4人出るなど（パ・リーグ初）、ダイハード打線と呼ばれる打線が猛威を振るった（小久保44本・松中36本・城島31本・井口30本でチーム全体では203本塁打）。
2002年
5月14日と5月15日、台湾の台北市立天母棒球場で、日本プロ野球の公式戦としては戦後初となる台湾での試合が開催された（対オリックス戦。試合は1勝1敗、詳細は後述）。しかし、その後正捕手城島が怪我で離脱するなど、チームは失速。首位西武と16.5ゲーム差、近鉄と同率の2位に終わる。オフに秋山が現役引退。勝ち頭だった若田部がFAで横浜へ移籍した。
2003年
オープン戦で小久保が膝に重傷を負ってシーズンを棒に振ったが、代役として三塁に入った川﨑宗則が活躍。前年まで1982年以来21年連続で負け越していた西武にも16勝12敗と勝ち越し、全球団に勝ち越し、2000年以来3年ぶりのリーグ優勝を達成。阪神との日本シリーズを4勝3敗で制し、1999年以来4年ぶり6度目の日本一を前身を含め、初めて本拠地で決めたと同時に「21世紀最初のパ・リーグ日本一球団」球団となった。打線はチーム打率が日本新記録となる.297で、打率3割の打者が6人、また、史上初の100打点の選手を1チームで4人（井口109打点・盗塁王も獲得、松中123打点・打点王を獲得、城島119打点・シーズンMVPを獲得、ペドロ・バルデス104打点）出し、この「100打点カルテット」を中心に活躍した（詳細はダイハード打線を参照）。投手陣は前年4勝ながら開幕投手となった斉藤和巳が20勝を挙げ、パ・リーグでは18年ぶりの20勝投手となったほか、ルーキーながら14勝を挙げて新人王となった和田毅、同じくルーキーの新垣渚、2年目の杉内俊哉の3人の「松坂世代」投手、そして寺原隼人などの前年とは全く一新された先発投手陣の活躍があった。しかし、優勝パレード直後の11月3日に小久保裕紀が無償トレードで巨人に移籍する事が発表され（小久保事件）、多くのファンのみならず、選手・関係者からも抗議が殺到した。
ダイエーは2005年からチーム名を福岡ソフトバンクホークスに変更するため、福岡ダイエーホークスとしてのリーグ優勝・日本シリーズ・日本一はこの年が最後となった。
パ・リーグは翌年からプレーオフ、2007年からセ・パ両リーグ共にクライマックスシリーズを導入するため、ダイエーは「年間勝率1位によるリーグ優勝 = 日本シリーズ出場を経験した最後のパ・リーグ優勝球団」となった。
2004年
先発投手陣には不調・怪我人が出るものの、打線がこの年も健在。松中が打撃三冠王を獲得しMVPになった。28歳新人の三瀬幸司が抑え投手として活躍し、最優秀救援投手となり、新人王に選ばれた。ベストナインにも4名が入った。レギュラーシーズンを1位で終えたが、この年から新たに導入されたプレーオフ第2ステージで西武に2勝3敗で敗れ、リーグ優勝を逃した。
10月13日、経営再建をしていたダイエーが自主再建を断念して産業再生機構への支援を要請し、機構側が「国営ホークスになる事は無い」と語った事から球団の売却が濃厚になる。一方で、オリックスと近鉄の合併問題に端を発したプロ野球再編問題等も絡み、ロッテとダイエーを合併して「福岡ロッテホークス」を発足させる案が取り沙汰された事もあった。観客動員数の伸び悩みや千葉市の財政難等に苦しむマリーンズ側と、親会社の経営難に苦しむ一方で、地理的に近い韓国への足がかりを狙っており、韓国にもプロ野球球団を持つロッテに大きな魅力を感じていたホークス側の思惑もあり、ロッテとの合併説も強く噂される事となった。しかし、最終的には11月30日にIT企業大手のソフトバンクが球団を総額200億円で買収することを正式発表し、同日付でNPB（日本プロフェッショナル野球組織）への加盟申請を行い、12月24日に加盟申請（球団譲渡）がプロ野球オーナー会議で承認され、翌年1月28日にダイエーが持つ球団株式（所有割合98%、残りの2%は中内正ダイエーオーナーが継続保有）をソフトバンクが50億円で譲り受けることで、問題は決着した。
同時にソフトバンクとホークスタウンは営業譲渡と合わせ、20年間の福岡ドーム使用契約を結んだ。1年間の球場使用料は48億円となる。また、同日付でコロニー・キャピタル傘下のホークスタウンが所有する興行権を150億円で取得する営業譲渡契約を締結する事で合意し、ソフトバンクは新チーム名福岡ソフトバンクホークスと球団ロゴマークを発表。なお、次項に掲載しているマスコットや球団の応援歌等についてはダイエー時代のものを必要最小限の変更に留め、そのまま継承する事を合わせて発表した。
オフに井口がシカゴ・ホワイトソックスに移籍。

##### 福岡ソフトバンクホークス時代
2005年1月28日、ソフトバンクがダイエーの保有していた球団株式と興行権を取得し、福岡ドームの使用契約を締結することで、名実共に「福岡ソフトバンクホークス」のスタートを切った。また、監督の王が球団の取締役副社長兼ゼネラルマネージャーに就任することも発表された。
新チームマークは英語の「S（SoftBank）」と「h（Hawks）」を組み合わせたもので、チームロゴに挿入されている黄色の2本線はソフトバンクのCIロゴをアレンジしたもの（元々は海援隊の旗印から取った物）である。
戦力面では近鉄からFA宣言した大村直之、大リーグでの通算214本塁打のトニー・バティスタを2年総額1,500万ドル（約15億8,000万円）、シアトル・マリナーズでプレーしていたホルベルト・カブレラを年俸2億8,000万円で獲得。
2005年
1月30日にファン交流イベント「The First Reception 2005」が福岡Yahoo!JAPANドームで行われ、新ユニフォームや新応援歌、2005年のスローガンなどが発表された。応援歌は歌詞などの一部を改定した（「ダイエー」の部分を「ソフトバンク」に変えた）のみでそのまま引き継がれた。
3月9日、6月28日と6月29日に予定されていた対ロッテ戦の韓国開催がソウルで試合ができなくなったことと、韓国プロ野球の人気低迷から採算が合わないと判断されたため、中止されることとなった。この2試合はロッテ側の主催試合だったため、千葉マリンスタジアムで代替開催された。
開幕直後はロッテが首位に立つが、セ・パ交流戦終盤からの15連勝や本拠地ヤフードームでの12連勝で首位に立つと、その後は首位を譲らず、王監督時代のホークスとしては最多となる89勝を記録し、首位となる。しかし、2位ロッテとのゲーム差は4.5で、プレーオフでは前年に続き、1勝のアドバンテージを得るための条件「5ゲーム差以上」には届かず、城島の負傷離脱、松中の不振が最後まで響き、ロッテに2勝3敗で敗れた。オフに城島がシアトル・マリナーズにFA移籍。
2006年
交流戦は20勝16敗で5位。7月5日、ヤフードームでの対西武戦後に王監督が記者会見を開き、胃の手術のため休養することを発表し、翌日からシーズンオフまでチームを離脱した。監督代行はチーフコーチの森脇浩司が務めた。シーズンは首位北海道日本ハムファイターズと5.5ゲーム差の3位に終わる。プレーオフ第1ステージで西武と対戦し、2勝1敗で下すも、続く第2ステージで日本ハムと対戦し、2連敗して敗退した。ヤクルトを自由契約となったリック・ガトームソンを獲得。巨人からFA宣言した小久保が復帰。横浜ベイスターズから寺原隼人とのトレードで多村仁を獲得。
2007年
前年オフの大型補強により、優勝の最有力候補に挙げられていたが、川﨑・斉藤・大村・新垣渚・小久保など、主力選手に故障者が続出した。チーム打率・チーム防御率がともにリーグ1位だったが、シーズンを通じて波に乗れず、首位日本ハムと6ゲーム差の3位に終わる。多村・松中・小久保の3人が「TMK砲」と呼ばれ、期待されるが、3人合計で53本塁打に留まった。
クライマックスシリーズ第1ステージでもロッテに1勝2敗で敗れ、4年連続ポストシーズン敗退となった。
2008年
セ・パ交流戦では15勝9敗で阪神と勝率、勝ち数で並んだが、交流戦の前年順位（9位＝ソフトバンク、10位＝阪神）で順位を決定する規定により、初優勝が決まった。シーズン後半になると中継ぎ投手陣や川﨑など故障者が出た影響で打線の不振が目立つようになり、9月1日時点では2位だったが、9月は5勝18敗と大きく負け越す。球団側は王を終身監督とする意向があったが、9月23日、王監督が体調不良を原因に今シーズンを最後に勇退することを発表した。10月7日のリーグ最終戦で同率最下位で並んでいた楽天とのKスタ宮城での直接対決でサヨナラ負けで敗れ、最終的に64勝77敗3分、1996年以来12年ぶり、ソフトバンク譲渡後初の最下位が確定した。チーム防御率は1点台以上悪化し、投手コーチの杉本正は解任された。二軍はウエスタン・リーグで1984年以来24年ぶりの優勝を決め、ファーム日本選手権ではヤクルトを破り、初の日本一となった。チーフコーチの秋山幸二が監督に昇格する形で就任。王は球団副社長から会長に昇任し、2025年現在も球団に残っている。
この年は西武がチーム名を「埼玉西武ライオンズ」に変更した最初のペナントレースだったため、ソフトバンクは「パ・リーグ全球団が現在のチーム名になった初年度の最下位球団」となった。

###### 秋山監督時代
2009年
交流戦序盤の6連勝などで、6月16日に2年連続での交流戦優勝を決め、20日に横浜に勝ち、初の交流戦全球団勝ち越しての優勝を達成した。7月には一時首位に立つが、後半になると6カード連続負け越しを喫し、10月1日に対楽天戦で負け越しと3位が確定した。クライマックスシリーズは第1ステージで楽天に0勝2敗で敗退した。攝津正が新人王を獲得。
2010年
攝津、ブライアン・ファルケンボーグ、馬原孝浩、甲藤啓介の「SBM48」や森福允彦などの救援投手陣が活躍して12球団トップとなる救援防御率2.84（唯一の2点台）を記録した。杉内と和田以外は不振だった先発投手陣を中継ぎ陣が支えた。チーム奪三振数が2005年に阪神が記録したNPB記録である1208を、1244で更新した。9月26日にマジック対象チームの西武が日本ハムに敗れたため、2003年以来7年ぶり、ソフトバンク譲渡後初のリーグ優勝を果たした。なお、その日のソフトバンクの試合はKスタ宮城での楽天戦だったため、ロードの球場での胴上げとなった。前身を含め、球団OB監督によるリーグ優勝は福岡移転後初。
クライマックスシリーズでは打率1割6分9厘0本塁打と打撃陣が振るわず、ファイナルステージで3勝4敗で3位ロッテに敗れ、2004年、2005年に続き、日本シリーズ進出は逃した。クライマックスシリーズは2006年までのプレーオフと異なり、結果にかかわらず、公式戦の最高勝率チームが優勝となるため、リーグ優勝チームが日本シリーズ出場を逃すのはパ・リーグでは初、両リーグ全体では2007年の巨人に次ぐ2例目となった。MVPは和田毅が受賞。ドラフトで柳田悠岐、育成ドラフトで千賀滉大、牧原大成、甲斐拓也を指名した。特に千賀と甲斐は日本を代表する選手に成長し、後に育成ドラフトで大量の選手を指名する方針へと転換する契機となった。横浜を自由契約となった大西宏明と育成契約を結んだ。西武からFA宣言した細川亨、横浜からFA宣言した内川聖一、オリックスを自由契約となったアレックス・カブレラを獲得。
2011年

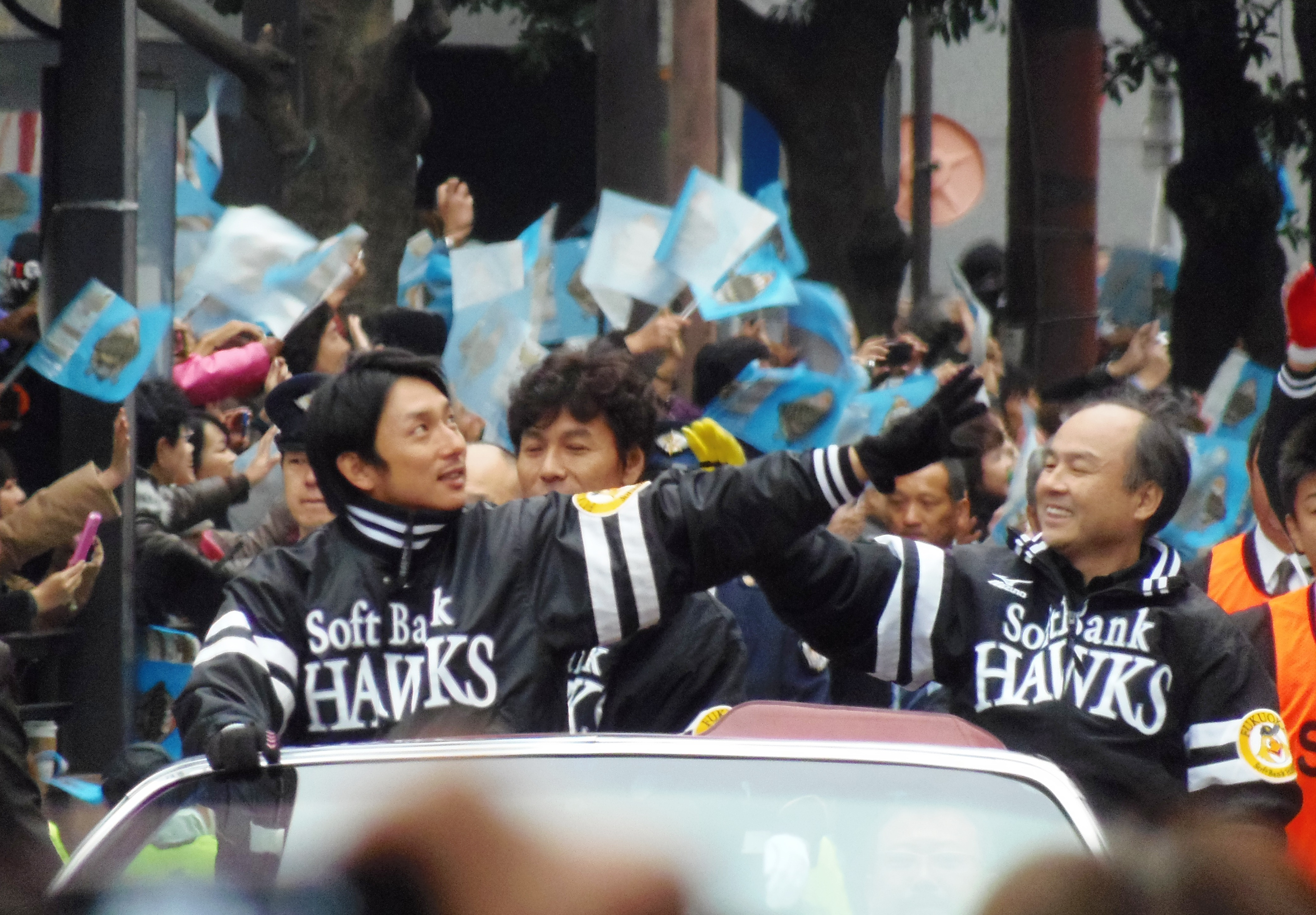
福岡市内での優勝パレード（2011年12月11日）

球界初の三軍を創設し、若手の育成により、注力する。
交流戦が始まってから首位に立ち、交流戦を過去最高の18勝4敗1分けの成績で優勝、内川が交流戦MVPを獲得した。9月17日にマジックナンバー17が点灯、10月1日の西武戦（西武ドーム）で2年連続リーグ優勝を決めた。88勝46敗10分、2位日本ハムと17.5ゲーム差の大差で公式戦を終えた。史上初となる11球団全てに勝ち越し、月間成績でも一度も負け越さなかった。内川はMVP・首位打者（両リーグでは2人目）を獲得。
クライマックスシリーズではファイナルステージで西武を相手に4勝0敗として3連勝し、2004年から導入されたプレーオフ制度が始まって以来7度目にして、ソフトバンク譲渡後初の日本シリーズ出場となった。中日との日本シリーズでは第6戦までお互いにホームで負け、ビジターで勝つという展開で3勝3敗としたが、第7戦に3-0で勝利し、2003年以来8年ぶり、ソフトバンク譲渡後初の日本一を本拠地で決めた。前身を含め、球団OB監督による日本一は福岡移転後初。台湾で開催されたアジアシリーズでは韓国の三星ライオンズに決勝で敗れている。オフに自由契約となったホールトンが巨人に移籍。杉内が巨人、和田がボルチモア・オリオールズ、川﨑がシアトル・マリナーズにFA移籍。西武からFA宣言した帆足和幸を獲得。
2012年
3月24日、ソフトバンク本社が福岡ドームをシンガポール政府投資公社（GIC）から870億円で買収することが報道される。開幕戦の3月30日の対オリックス戦（福岡ドーム）に3対1で勝利すると、10試合で8勝2敗と首位に立つ。5月8日、ブラッド・ペニーが右肩故障から1試合の登板で退団する。交流戦では8連敗と低迷し、8勝13敗3分の11位で終わる。前半戦を16年ぶりの借金を抱えたまま、3位で折り返す。後半戦では8月22日に7連勝で首位日本ハムと1.5ゲーム差とする。一時は4位に後退するものの、終盤は楽天、ロッテとクライマックスシリーズ進出を争い、10月4日に楽天が西武に敗れたため、クライマックスシリーズ進出を決めた。最終的に67勝65敗、首位から6.5ゲーム差の3位。チーム防御率は2年連続リーグトップだったが、打撃陣は得点5位、得点圏打率最下位と低迷した。
クライマックスシリーズではファーストステージで西武と対戦し、2勝1敗で勝ちあがるが、続くファイナルステージで日本ハムと対戦し、3連敗で敗れた。二軍はウエスタンリーグで4年ぶりに優勝している。小久保裕紀が現役を引退した。攝津正が最優秀投手・最多勝利投手・沢村栄治賞、内川聖一が最多安打を獲得。8勝を挙げた武田翔太が特別表彰（優秀新人賞）を受賞。ドラフトでは亜大の東浜巨を1位指名、西武・DeNAとの競合の末に獲得。オフにDeNAから多村仁志、吉川輝昭、神内靖との3対3トレードで吉村裕基、江尻慎太郎、山本省吾、ニューヨーク・ヤンキースを自由契約となった五十嵐亮太を獲得。オリックスからFA宣言した寺原隼人が7年ぶりに復帰。FAで7年ぶりに復帰した寺原の人的補償として馬原孝浩がオリックスに移籍。
2013年
充実した戦力で優勝候補筆頭とも言われながら、外国人選手が投打にわたって軒並み振るわず、先発投手不足にも悩まされるなど苦戦。2年ぶり4度目のセ・パ交流戦優勝こそ達成したものの、交流戦終了後は攝津が登板する試合以外勝てないなど不調が続き、7月24日には最下位に転落。一方、7月31日に斉藤和巳が現役への復帰を断念し、退団した（9月28日にヤフオクドームで行われた引退セレモニーを最後に現役を引退）。西武ドームで西武に同一カード3連勝した8月15日に西武を抜き、3位に浮上して以降はAクラスを維持し、9月18日に勝利した時点でロッテを抜き、2位に浮上し、4位の西武と5ゲーム差まで開いたにもかかわらず、19日以降の残り14試合で5勝9敗とズルズル後退し、終盤の西武ドームでの直接対決で連敗した10月3日には直前10試合で8勝2敗の好成績を挙げた西武に逆転され、ゲーム差なしの4位に転落し、5日にはシーズン最終戦となる対日本ハム戦に勝利し連敗を3で止めるも、この試合後に西武が対楽天戦に勝利したことで、4位が確定し、クライマックスシリーズ進出の可能性がなくなった。長谷川がホークスの外野手としては1955年の飯田徳治以来58シーズンぶりとなる全試合フルイニング出場、かつパ・リーグ歴代3位のシーズン198安打を放ち首位打者と最多安打のタイトルを獲得するなど活躍し、チームの総得点660総失点562、得失点差98というリーグトップクラスの成績を残しながらも、2008年以来5年ぶり、秋山監督が指揮をとってからは初のBクラスとなった。なお、二軍は2年連続の優勝と2008年以来5年ぶりの日本一を決めている。オフにウィリー・モー・ペーニャとブライアン・ファルケンボーグの両外国人選手が退団した（ペーニャはオリックス、ファルケンボーグは楽天に移籍）。オークランド・アスレチックスを自由契約となった岡島秀樹が1年ぶり、阪神を退団したジェイソン・スタンリッジが6年ぶりに復帰。他球団からFA宣言した鶴岡慎也、中田賢一、他球団を退団したデニス・サファテ、ブライアン・ウルフ、李大浩を獲得。山崎勝己がオリックスにFA移籍。
2014年

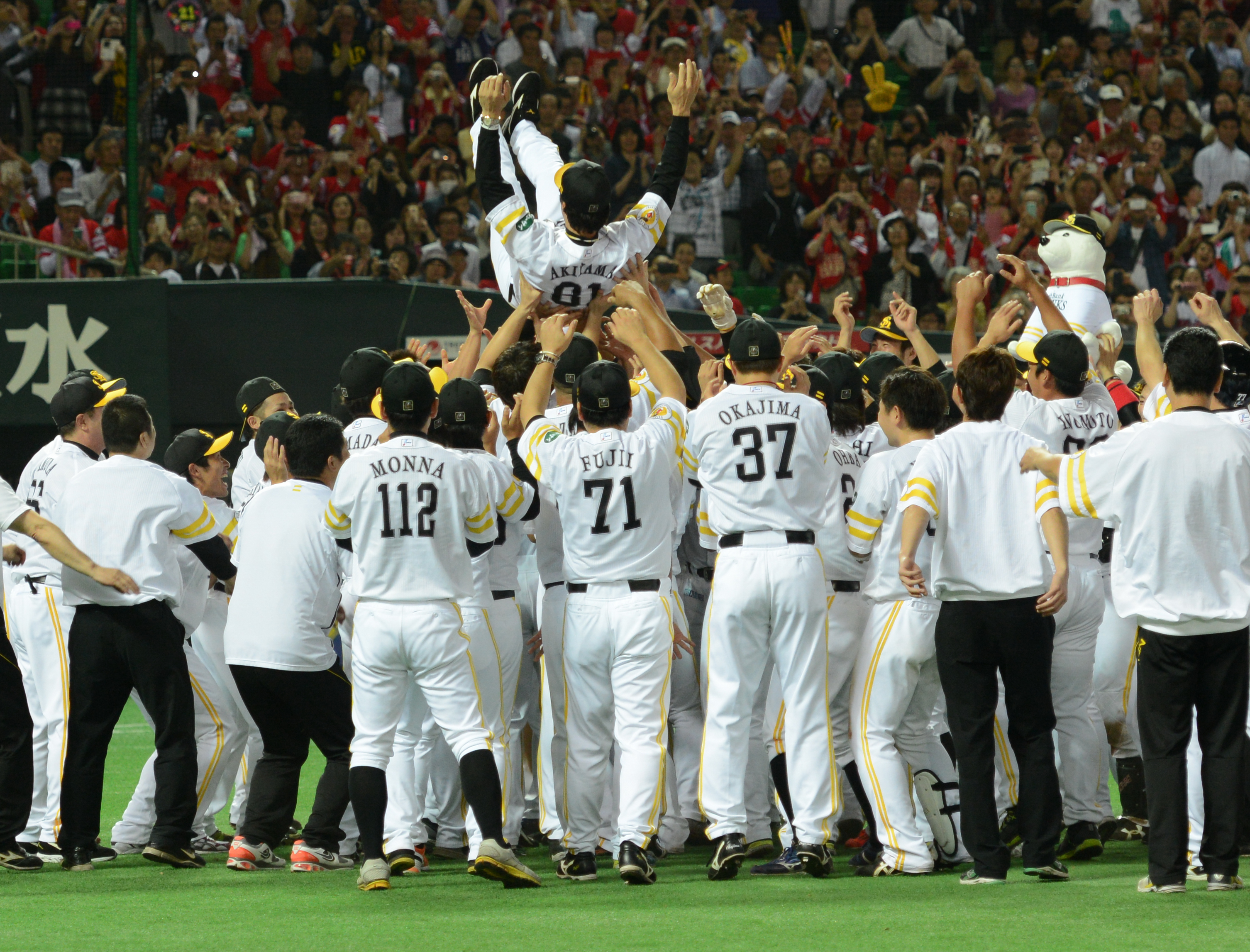
2014年10月2日 パシフィックリーグ優勝

李大浩が4番に定着。内川聖一、柳田悠岐、長谷川勇也や前年初めて規定打席に到達して打率3割をマークした中村晃、不動の遊撃手となった今宮健太がレギュラーとしてチームを牽引した。交流戦では1位で迎えた最終戦で、2位の巨人との直接対決に敗れ、2位に終わる。9月6日の対西武戦（ヤフオクドーム）に6対2で勝利し、12球団で最初のクライマックスシリーズ進出を決めたが、その後は最後までオリックスとの激しい優勝争いとなり、一時は残り試合数の関係で2位のオリックスに優勝へのマジックナンバーが点灯し、逆にソフトバンクは9月17日から1勝9敗で最後までマジックナンバーが点灯せず、迎えたシーズン最終戦のヤフオクドームでのオリックスとの直接対決で、延長10回裏に松田宣浩のサヨナラ打で2011年以来3年ぶり通算18度目、1999年以来15年ぶり、ソフトバンク譲渡後初の本拠地でのリーグ優勝を果たした。マジックナンバーが点灯せずに優勝したのは1992年のヤクルト以来22年ぶりで、シーズン最終戦での優勝決定はNPB史上8度目、最終戦でのサヨナラ勝ちによる優勝決定はNPB史上初となった。また、シーズン観客動員を246万8442人として実数に近い発表となった2005年以降の球団記録を更新。10月14日に秋山の今季限りでの監督退任が発表された。日本ハムとのCSファイナルステージ（ヤフオクドーム）はアドバンテージの1勝を含む4勝3敗で勝利し、2011年以来3年ぶりに日本シリーズに進出し、阪神との日本シリーズでは4勝1敗で2011年以来3年ぶりの日本一となった。11月1日、次期監督は工藤公康が就任すると発表された。オフにニューヨーク・メッツから松坂大輔を獲得。
この年は年間勝率1位によるリーグ優勝を現在の本拠地・福岡ドームで決め、監督は球団OBの秋山だったため、「球団OB監督の下で現在のチーム名になってから年間勝率1位によるリーグ優勝・日本一を現在の本拠地で決める」という偉業を成し遂げた。この記録は当時、球団初のOB監督・平石洋介が就任前だった楽天を除くパ・リーグ現存5球団史上初である。

###### 工藤監督時代
2015年
4月を3位で終えるも、5月17日にはそれまで首位だった日本ハムを抜き、首位に立つ。交流戦は12勝6敗、首位・日本ハムと0.5ゲーム差の2位で終えるも、6月16日の阪神対日本ハム戦で日本ハムが敗れたことで、ソフトバンクの交流戦最高勝率が確定。チーム打率・287、チーム本塁打・23本、90得点はいずれも12球団トップ。前半戦は2位日本ハムと3.5ゲーム差の首位で終える。8月5日の対日本ハム戦に勝ったことで、マジック38が点灯。福岡移転後、最速での点灯となった。9月6日、対楽天戦に5-3で勝利し3位以内が確定、両リーグ一番乗りでのクライマックスシリーズ進出を決めた。9月17日、本拠地での対西武戦に5-3で勝利し、パ・リーグ最速でリーグ優勝を決める。リーグ優勝は2年連続19回目、リーグ連覇は2010年・2011年以来の5回目となる。9月26日の対ロッテ戦勝利で南海・ダイエー時代を含めて史上5球団目の球団通算5000勝を達成。10月4日の対楽天戦に勝利し、シーズン90勝を達成。シーズン90勝は球団では南海時代の1956年に96勝（52敗6分け）して以来59年ぶり。最終的には2位・日本ハムに12ゲームという大差をつけてのリーグ優勝となった。クライマックスシリーズファイナルステージではファーストステージ勝者のロッテと対戦。初戦の内川のサヨナラヒットで先手を取ると李大浩が期間中に2本のホームランを放つなど打線が爆発し、シーズン中の勢いのまま4勝0敗（アドバンテージの1勝を含む）とストレート勝ちで2年連続日本シリーズ出場を決めた。東京ヤクルトスワローズと対戦した日本シリーズでは4勝1敗で2年連続7度目の日本一を達成。日本シリーズ連覇は球団史上初となった。柳田悠岐が打率.363・本塁打34本・盗塁数32個の成績で、首位打者のタイトル獲得と同時にトリプルスリー（3割30本30盗塁）を達成し、パ・リーグMVPにも選出された。ドラフトでは髙橋純平を3球団競合の末に獲得。
オフに新外国人としてロベルト・スアレスを獲得。シカゴ・カブスを自由契約となった和田が5年ぶりに復帰。李大浩、スタンリッジの両外国人選手が自由契約となった（李大浩はマリナーズ、スタンリッジがロッテに移籍）。松中が他球団での現役続行を視野に退団するも、獲得球団が現れなかったため、現役を引退した。
2016年
この年の3月より二軍の本拠地が福岡市雁の巣レクリエーションセンター野球場からHAWKSベースボールパーク筑後へ移転した。
李大浩に代わる新たな外国人野手を補強せず、開幕から純国産打線となるも、前年同様前半戦は快調に首位を飛ばし、交流戦でも2年連続の最高勝率チームになるなど、一時は史上初の6月マジック点灯の可能性もあった。しかし、中盤から最大11.5ゲーム差あった日本ハムの怒涛の追い上げを喰らい、その間主力選手の故障・不振者が続出。特に救援投手の故障・不振者の続出が深刻で、この年のシーズン先発投手勝利12球団トップを記録したものの、救援勝敗では5月以外勝ち越しがなく、後半戦の8月の月間成績における救援勝敗は0勝6敗を記録。その結果、失速の一途をたどり、8月末には日本ハムに首位を奪われ、その後日本ハムとの熾烈な首位争いに突入するも、9月21日・22日の対日本ハム2連戦に連敗。9月28日に日本ハムが優勝したことにより、2位が確定してしまった。
クライマックスシリーズではファーストステージで3位ロッテと対戦。2連勝のストレートで勝利し、2位としては2009年の楽天以来7年ぶりにファイナルステージ進出を決めた。ファイナルステージで首位日本ハムと対戦するも、その日本ハムに2勝4敗で敗れ、3年連続日本シリーズ出場とはならなかった。
日本復帰1年目の和田が15勝を挙げ、最多勝となった。
オフにロッテを自由契約となったアルフレド・デスパイネを獲得。
2017年
3月31日にシカゴ・カブスを自由契約となった川﨑が6年ぶりに復帰。交流戦では広島と同率での最高勝率となり、広島に勝ち越したため3年連続の最高勝率球団となった。公式戦では5月に18勝7敗と大きく勝ち越し4位から2位に浮上。一方、5月10日に新外国人としてリバン・モイネロを獲得。7月7日に首位に立つが、9日には2位に陥落。8月上旬に入り楽天との間で首位と2位の入れ替わりを数回繰り返した後、8月15日に対オリックス戦に勝利し、両リーグ最速の70勝目とソフトバンク球団創設後通算1000勝目を挙げると共に首位に浮上、その後は首位を独走し、9月16日には対西武戦に勝利し、パ・リーグ史上最速でのリーグ優勝を決めた。また、1シーズンのチーム失策38の最小タイ記録を達成した。1991年に西武が挙げて以来の記録で、当時はシーズン試合数が130試合であり、1991年より試合数が多い条件での記録となった。
クライマックスシリーズではリーグ3位の楽天と対戦。2連敗後に3連勝し、アドバンテージ1勝を含む4勝2敗で日本シリーズ出場を決めた。
日本シリーズではDeNAと初の対戦、3連勝して先に王手を決めるも、その後2連敗を喫し、第6戦でサヨナラ勝利して4勝2敗で2015年以来2年ぶりの日本一になった。
サファテが日本プロ野球新記録となる54セーブを挙げ3年連続の最多セーブ投手となり最優秀選手および正力賞に選出されたほか、東浜巨が16勝を挙げ菊池雄星（西武）と同数での最多勝、東浜のほか、千賀滉大とバンデンハークも2桁勝利（それぞれ13勝）を達成、岩嵜翔が46ホールドポイントを挙げ最優秀中継ぎ投手、デスパイネが35本塁打・103打点で本塁打王・打点王の二冠となった。
オフに新外国人としてジュリスベル・グラシアルを獲得。
2018年
開幕前に髙谷裕亮が関節炎で離脱し、同じく栗原陵矢も左肩を脱臼のため全治6か月と開幕絶望的になった。しかし、残る唯一の一軍経験者甲斐拓也が侍ジャパンへ招集されたこともあり、オープン戦に一軍経験のない谷川原健太・九鬼隆平らが同行する緊急事態となった。これを受けて3月27日、育成登録だった捕手の堀内汰門と支配下契約を結ぶ。投手陣も前年右肘内側側副靱帯再建手術を受けたスアレスの来日が開幕後まで遅れ、前年左肘骨片除去手術を受け、その後復帰していた和田毅が左肩の違和感を訴え、出遅れるなど、故障者が多数出たこともあり、オープン戦は5勝10敗1分、12球団中10位の成績に終わった。
レギュラーシーズンでは前年の優勝の立役者だった千賀、サファテ、岩嵜らの怪我人が続出し、5月下旬から8月中旬まではロッテ、オリックスとの3位争いとなり、8月には一時期借金状態となる。8月下旬から連勝し、日本ハムを抜き、2位になり、さらに西武を猛追するが、9月15日からの対西武3連戦で3連敗を喫し、西武にマジック11が点灯、9月27日からの直接対決では再びメットライフドームで西武に連敗し、9月30日の福岡ヤフオク!ドームでのロッテ戦に敗れたことで、優勝マジック1としていた西武の優勝が決定したため、6ゲーム差をつけられ、リーグ連覇を逃し、2位でレギュラーシーズンを終えた。10月6日にヤフオクドームで行われた引退試合を最後に本多雄一が現役を引退した。
クライマックスシリーズではファーストステージで3位日本ハムと対戦し、2勝1敗でファイナルステージ進出を決めると、首位西武と対戦し、柳田の2本塁打・8打点などの活躍もあり、昨年同様、3戦目から5戦目まで3連勝し、4勝2敗（西武のアドバンテージによる1敗含む）で2年連続18度目の日本シリーズ出場を決めた。年間勝率1位未満でリーグ優勝をせずに日本シリーズに出場したのは球団史上初である。
広島東洋カープとの日本シリーズではシリーズ史上最多の8度盗塁阻止（甲斐は6度盗塁阻止で日本シリーズ最多補殺新記録）などの活躍を見せ広島の機動力を完璧に封じ込み、4勝1敗1分けで下し、日本シリーズを2年連続9度目の優勝で飾り、パ・リーグで初めてセ・リーグ全球団を相手に日本シリーズを制した球団となり、球団史上初にして、2024年シーズン終了までで唯一、「年間勝率1位によるリーグ優勝をした上で日本シリーズに出場できなかった」と「年間勝率1位未満でリーグ優勝をせずに出場した日本シリーズで日本一になった」の両方を経験する球団となった。同一監督による2年連続日本一は球団史上初。年間勝率1位未満でリーグ連覇せずに出場した日本シリーズでの連続日本一はソフトバンクが球団史上初であり、平成の日本一はこれが7度目で、それまで6度で並んでいた巨人を抜いて単独最多となった。ソフトバンクは2003年、2011年を含め日本シリーズ出場6連続優勝。史上最長11連続の巨人（1961、1963、1965～1973年）に次ぎ、西武（1986～1988、1990～1992年）に並ぶパ・リーグ最長記録となった。日本シリーズMVPに選ばれた甲斐拓也は育成出身史上初のMVPとなった。
オフに城所龍磨と攝津が戦力外通告を受け、2人ともその後現役を引退した。
2019年
シーズン開幕から故障者が続発する中、投手陣ではプロ2年目のアンダースローの高橋礼（同年の新人王を受賞）が先発で、高卒4年目の髙橋純平、ドラフト1位ルーキーの甲斐野央が中継ぎ・セットアッパーとして奮闘した。野手陣では故障者が続発する外野手の中で、飛躍を見せた育成出身の釜元豪や、同じく育成から支配下登録され、勝負所での代走や守備固めとして起用された周東佑京などの若手選手がその穴を埋めてみせた。若手の活躍もあり7月には2位に7ゲーム差前後つけて首位に立つものの、8月下旬頃から西武が猛追、9月中旬に首位から陥落、そして9月24日の試合で西武が勝利し、ソフトバンクが敗れたため、西武の優勝とソフトバンクの2位が確定、リーグ優勝を逃した。9月6日のロッテ戦では千賀がノーヒットノーランを達成している。
クライマックスシリーズではファーストステージで3位楽天と対戦し、2勝1敗でファイナルステージ進出を決めると、首位西武と対戦し、4連勝（西武のアドバンテージによる1敗含む）で3年連続19度目の日本シリーズ出場を決めた。年間勝率1位未満でリーグ優勝をせずに日本シリーズに2回出場したのは球団史上初である。
2000年以来19年ぶりに巨人との対戦となった日本シリーズでは負けなしの4連勝とポストシーズンを破竹の10連勝で締め、3年連続日本一を達成した。年間勝率1位未満でリーグ優勝をせずに出場した日本シリーズでの連続日本一は球団史上初である。これにより、ソフトバンクは2010年代にセ・リーグ全球団を相手に日本シリーズを制した。
オフに出場機会増加を希望した福田秀平がロッテにFA移籍。福田の移籍はロッテのコーチで元ホークスの鳥越裕介が移籍を熱望したのが大きな理由であったという。江川智晃らが現役を引退した。スアレスが自由契約となった（阪神に移籍）。ヤクルトを自由契約となったウラディミール・バレンティン、新外国人としてマット・ムーアを獲得。
上記の2年連続日本一により、ソフトバンクは「平成最後と、令和最初の日本一球団」となった。
2020年
一軍本拠地の球場名称が「福岡PayPayドーム」に変更された。開幕前の練習試合で内川聖一が大不振で開幕二軍スタートが決まり、また新型コロナウイルス感染症の流行の影響でグラシアルとデスパイネの両外国人選手が来日できず、中村晃もケガのため、開幕に間に合わなかった。開幕後も松田宣浩やバレンティンなど、主力選手の打撃が振るわず、開幕スタートダッシュに失敗した。一方、開幕スタメンに抜擢された若手の栗原陵矢が開幕戦でサヨナラヒットを放つなどシーズン序盤は好調をキープしていた。7月10日（対楽天）に福岡ドーム1000勝を達成した。シーズン開幕の6月19日から無観客試合が続いており、この試合がシーズン初めて観客を入れての試合だった。また、延長10回（2020年シーズンの特別ルールにより延長は10回まで）の柳田悠岐のサヨナラ本塁打で決着し、節目となる記念すべき勝利に華を添えた。打順をほぼ毎日組み替えるなど工夫を重ねた結果、勝利を積み重ねて7月下旬には初めて首位に浮上した。8月1日、二軍で調整中の長谷川勇也が新型コロナウイルス感染症のPCR検査で陽性と判定され、これを受け、翌2日の試合（対西武・福岡PayPayドーム）は中止となった。8月中旬にグラシアルとデスパイネ、下旬にムーアが相次いで復帰。同月内は幾度か首位から陥落するも、いずれも1日で首位に返り咲いた。9月になると楽天が大きく後退し、事実上優勝争いはロッテとソフトバンクの一騎打ちとなった。9月17日（対日本ハム・札幌ドーム）、15日深夜に急逝した三軍コンディショニング担当の川村隆史を悼んで選手はユニホームの左袖に喪章を着けて試合に臨んだ。この試合で1000本安打を達成した中村晃はヒーローインタビューで川村に対する思いを語った。9月後半からは周東佑京が打撃の調子を上げリードオフマンの座を掴んだ。9月・10月初旬にロッテに迫られて再び首位陥落の危機に立たされるも、10月中旬以降は投手陣が安定、10月のチーム得点は142点を記録するなど打線も好調で、11日（対ロッテ・福岡PayPayドーム）、13日・14日（対オリックス・京セラドーム大阪）と球団記録に並ぶ3試合連続の無失点勝利を達成するなど、10日（対ロッテ・福岡PayPayドーム）から連勝を続け、コロナ禍で主力選手多数が一時戦線離脱したロッテを一気に突き放し、21日（対日本ハム・札幌ドーム）には工藤監督就任後最長となる10連勝を達成し、優勝マジック「8」を点灯させた。連勝を23日（対西武・福岡PayPayドーム）に12まで伸ばすなど、11試合で先発が勝ち投手になり、その後も順調にマジックを減らし、27日の試合（対ロッテ・福岡PayPayドーム）に勝利し、2017年以来3年ぶり19度目のリーグ優勝を決めた。31日（対西武・メットライフドーム）の勝利で、月間22勝（4敗1分）・月間貯金18のプロ野球新記録を樹立した。終わってみれば、2位ロッテと14ゲーム差つけての圧勝であった。
周東が10月にプロ野球新記録となる13試合連続盗塁を決めるなど8月から一気に盗塁を積み重ね、最終的にはシーズン50盗塁を決めて盗塁王に輝いた。また、柳田が最多安打のタイトルを獲得し、2度目のパ・リーグMVPに選出された。投手では千賀滉大と石川柊太がともに11勝を挙げ、同じく11勝の楽天・涌井秀章と最多勝のタイトルを分け合った。千賀は最優秀防御率および最多奪三振（オリックス・山本由伸と同数）のタイトル、石川は最高勝率のタイトルも手にした。また、モイネロが最多ホールドのタイトル、中村晃も自身初のゴールデン・グラブ賞（一塁）を獲得した。森唯斗はリーグ2位の32セーブ、ほぼ1年間スタメンに名を連れた栗原は得点圏打率.333を記録した。チーム防御率は12球団唯一の2点台（2.92）、チーム得点は前年2019年のリーグ4位（582）から同2位（531）、本塁打はリーグトップの126本、盗塁もリーグトップの99。
ロッテとのクライマックスシリーズ（CS）では2戦ともに先制点を取られながらも逆転勝ちを収め、アドバンテージの1勝を含め3勝とし史上初のCS4連覇を果たした。11月25日、日本シリーズ・第4戦（福岡PayPayドーム）で読売ジャイアンツに4対1で勝利し、4勝0敗で4年連続11度目の日本一を達成した。2年連続4勝0敗は球団史上初、4年連続日本一はパ・リーグ初となった。栗原がMVPに輝いた。
オフに内川聖一が退団し（ヤクルトに移籍）、ムーアが自由契約となった。日本ハムを自由契約となったニック・マルティネス、新外国人としてコリン・レイを獲得。
2021年
開幕4連勝と滑り出しは良く、序盤は首位に立つこともあったが、その後千賀滉大、東浜巨、森唯斗、モイネロ、グラシアル、周東佑京といった主力選手に故障が相次いだ上、松田宣浩、デスパイネ、バレンティンらベテラン陣の不振も重なり、上位をキープすることはできなかった。8度の優勝を誇った得意の交流戦でも5勝9敗4分け、球団ワーストの勝率3割5分7厘と大失速した。一方、阪神から二保旭とのトレードで中谷将大を獲得。5月9日にはソフトバンク三軍が元広島の藤井皓哉にノーヒットノーランを浴びるが、スカウトが藤井が戦力になると判断、オフになって育成契約するに至った。
東京オリンピック日本代表には柳田悠岐・栗原陵矢・千賀滉大・甲斐拓也が選出され、金メダルを獲得した。また、アメリカ代表にもマルティネスが選出され、銀メダルを獲得している。
オリンピックの中断期間中に新外国人としてダリエル・アルバレスを獲得するも、中断期間明けの後半戦も低迷から抜け出すことはできず、9月には借金生活に突入。9月後半に入ると、持ち直して3位楽天に迫るが、10月に入ると、引き分けを挟んで8連敗と再び大きく後退したことが響き、最終的には10月23日の楽天戦で直接対決に敗れ、4位が確定し、球団初の日本一翌年のBクラスとなり、5年連続日本一はならなかった。
10月21日にペイペイドームで行われた引退試合を最後に長谷川勇也が現役を引退した。
契約最終年だった工藤監督は監督7年間で5回の日本一の実績を残して退任。工藤の後任監督として藤本博史が就任した。福岡移転後、元南海ホークスの選手がホークスの監督となるのは、福岡移転初年度に南海時代から引き続きダイエーの監督を務めた杉浦忠以来32年ぶりで、ソフトバンクとなってからは初。一方、ドラフト1位で風間球打投手の交渉権を獲得した。また、将来的には現在の三軍制を「四軍制」にまで拡張する方針を示し、育成ドラフトでも大量14人を指名した。
甲斐、中村晃、柳田がゴールデングラブ賞、柳田がベストナインに選出された。
オフにバレンティンがウェイバー公示され、渡邉雄大、川島慶三、釜元豪、アルバレスとマルティネスの両外国人選手、ロッカー内で他の選手の私物が盗まれた事案に関与したことを認めた古谷優人が自由契約となった（渡邉は阪神、川島と釜元は楽天、アルバレスはモンテレイ・サルタンズ、マルティネスはサンディエゴ・パドレスに移籍）。川原弘之、吉住晴斗、髙谷裕亮が戦力外通告を受け、3人ともその後現役を引退した。中日からFA宣言した又吉克樹、新外国人としてフレディ・ガルビス、タイラー・チャトウッドを獲得。8月8日付で退団したコリン・レイが復帰。FA入団した又吉の人的補償として岩嵜翔が中日に移籍。

###### 藤本監督時代
2022年
球団としては1955年以来67年ぶりの開幕8連勝と好調な滑り出しだった（藤本監督は新人監督としての開幕連勝記録を達成）が、この連勝中に栗原が左膝前十字靭帯断裂で今季絶望となり、連勝ストップ後に柳田が左肩の負傷で一時登録を抹消された。その後も5月に上林誠知の右アキレス腱断裂、さらには6月から7月にかけてコロナ禍や又吉克樹の右足骨折なども重なり、ベストメンバーが揃わない時期が続いたが、ルーキーの野村勇、3年目の柳町達ら25歳以下の若手や怪我から復帰した周東佑京らがその穴を埋め、上位をキープした。東浜が5月11日の西武戦でノーヒットノーランを達成した。7月16日に骨折離脱の又吉の代替要員として日本ハムを自由契約となり、福井ネクサスエレファンツに所属していた経験豊富なリリーバーの秋吉亮を獲得。9月15日に優勝マジック11が点灯したが、マジック点灯直後のオリックスとの最後の3連戦（京セラドーム大阪）で3連敗を喫し、優勝争いがもつれることとなる。その最中、9月24日に福岡PayPayドームで行われた引退試合を最後に明石健志が現役を引退した。その後、9月30日の楽天戦（楽天生命パーク宮城）に勝利してマジック1となるも、10月1日の西武戦（ベルーナドーム）でサヨナラ負けを喫し、マジック1のまま足止めとなった。それでも翌2日のシーズン最終戦に引き分け以上もしくはオリックスが引き分け以下となった場合には優勝という依然有利な状況だったが、ZOZOマリンスタジアムでのロッテ戦で逆転負けを喫し、その数分前にオリックスが楽天生命パーク宮城での楽天戦に勝利していたため、オリックスに逆転され、優勝を逃した。
クライマックスシリーズでは3位西武とのファーストステージを2連勝で突破し、ポストシーズン18連勝を達成したが、首位オリックスとのファイナルステージではアドバンテージを含め、1勝4敗で敗退した。Aクラス入りしながら日本シリーズ進出できなかったのは2016年以来6年ぶりで、クライマックスシリーズ敗退もそれ以来となった。
甲斐、中村晃がゴールデングラブ賞、甲斐、今宮、柳田がベストナインに選出された。
千賀が海外FA権行使しニューヨーク・メッツへ移籍した。オフに松田宣浩、秋吉亮、高田知季、中谷将大、真砂勇介が自由契約となった。DeNAからFA宣言した嶺井博希、日本ハムからFA宣言した近藤健介、ロッテを自由契約となったロベルト・オスナ、阪神を自由契約となったジョー・ガンケル、新外国人としてウイリアンス・アストゥディーヨ、コートニー・ホーキンス、テキサス・レンジャーズからFAとなった有原航平を獲得。FA入団した近藤の人的補償として田中正義が日本ハムに移籍。
2023年
三軍に続き、球界初の四軍を創設し、若手の育成により、注力する。三軍と四軍の違いについて三笠GMは、「三軍は試合経験を通じた育成、四軍は高卒やけが明けなど、体力づくりが必要な選手が所属する。」と説明した。これにより、球団との契約選手は120人を超えた。
開幕5連勝とスタートダッシュに成功。優勝争いを展開していたが、7月に1969年以来54年ぶりの12連敗、8月も10勝14敗と負け越して優勝争いから脱落した。後半戦は大きな連勝がなく、シーズン最終戦までCS争いがもつれた末に3位に終わり、CSに出場した。
CSファーストステージで2位のロッテに1勝2敗で敗れ、CSファーストステージ敗退。この年は外国人打者が揃って機能しなかった。
オフに藤本監督は退任し、二軍監督の小久保が監督に昇格する形で就任し、ヘッドコーチには小久保の大学の先輩奈良原浩、投手コーチは投手陣、特に先発陣の立て直しを掲げ、倉野信次を呼び戻した。西武からFA宣言していた山川穂高、現役ドラフトで日本ハムから長谷川威展を獲得した一方、水谷瞬が日本ハムに移籍。山川の人的補償で甲斐野央が西武に移籍。森唯斗、嘉弥真新也、上林らが戦力外となり、退団した。ドラフトでは前田悠伍、岩井俊介、廣瀬隆太、大山凌、澤柳亮太郎、藤田悠太郎などを指名した。

###### 小久保監督時代
2024年
リバン・モイネロと大津亮介を先発に配置転換した。柳田が5月31日の広島戦で走塁中に右足を痛め右半腱様筋損傷で全治4か月と判断され、チームに激震が走る。7月5日に守護神のオスナが出場選手登録を抹消、8月2日に渡米。柳田離脱後は柳町達、正木智也が奮闘して戦力が落ちなかった。オスナ離脱後は抑えは松本裕樹、ダーウィンゾン・ヘルナンデスが務めた。7月30日の楽天戦で快勝しマジック42が初点灯、7月点灯は1995年のオリックス以来29年ぶり。9月23日のオリックス戦（京セラドーム大阪）で4年ぶりのリーグ優勝を決めた。攻撃陣が12球団最多得点の607、投手陣もチーム防御率2.53に、12球団最少53失策、失点はリーグ最少、91勝で小久保は2002年の伊原春樹（西武）、2015年の工藤公康（ソフトバンク）を抜き新人監督最多勝利になった。前年は防御率リーグ5位の3.63と苦しんだ先発陣だが今季はリーグトップの2.50と大幅に改善。前身を含め、球団生え抜き監督によるリーグ優勝は福岡移転後初。3・4月18勝6敗2分、5月13勝9敗、6月17勝5敗1分、7月11勝10敗、8月14勝11敗、9月・10月16勝9敗と全ての月で勝ち越した。対戦成績は日本ハムは12勝12敗1分と5割だったが、ロッテは16勝8敗1分、楽天は16勝9敗、オリックスは18勝6敗1分、西武は17勝8敗と勝ち越した。2位・日本ハムに13.5ゲームの大差をつけた。主催72試合の観客動員272万6058人となり、ソフトバンクとなった2005年以降の最多を更新したと発表した。有原が14勝、モイネロが11勝、スチュワート・ジュニアが9勝、大関友久が8勝を挙げ、救援陣も安定していた。野手では近藤が首位打者と最高出塁率、山川が本塁打王と打点王、周東が盗塁王、有原が最多勝、モイネロが最優秀防御率に輝いた。3、4月から毎月MVPに選出され、2005年以来の快挙（3月、4月柳田、5月栗原、6月モイネロ、近藤、7月有原、8月モイネロ、9月、10月栗原）。ベストナインは球団史上最多6人（有原、山川、栗原、今宮、近藤、周東）が選出された。MVPは近藤が受賞した。
クライマックスシリーズでは日本ハムをアドバンテージを含む4連勝で下し、2020年以来4年ぶりの日本シリーズ出場を決めた。
日本シリーズではDeNAに2勝4敗で敗れ、開幕2連勝からの4連敗で2000年以来24年ぶり、ソフトバンク譲渡後初の日本シリーズ敗退となり、2020年以来4年ぶりの日本一を逃した。日本シリーズ敗退は21世紀初となり、2リーグ制に移行してから初めて日本シリーズで巨人以外のセ・リーグ球団に敗れるということになった。
オフに和田が現役を引退した。
2025年
オフシーズンではボストン・レッドソックスからFAとなっていた上沢直之を獲得。また、DeNAとのトレードで濵口遥大を獲得し、三森大貴を放出。FAで甲斐拓也が巨人、石川柊太がロッテへ移籍。現役ドラフトではDeNAから上茶谷大河を指名した一方、吉田賢吾が日本ハムへ移籍。3、4月に9勝15敗2分けで最下位に低迷、近藤健介、柳田悠岐、周東佑京、今宮健太、正木智也と故障者が続出し、山川穂高、栗原陵矢の打撃不振も悩みのタネとなったが、5月は中村晃、柳町達、野村勇の活躍が光り、投手陣も安定感を取り戻したことで、月間成績15勝8敗と勝ち越して借金を完済した。交流戦は先発投手は有原、前田純、大関友久、モイネロ、上沢、松本晴でローテを回り、チーム12勝のうち先発陣が9勝を挙げた。交流戦は優勝し、首位打者・最高出塁率の柳町がMVP、大関が最優秀選手に選ばれた。

## チーム成績・記録
- リーグ優勝 22回[注釈 42]

1950年以降の順位の変遷。赤い丸は日本シリーズ優勝を示す

  - 1リーグ時代 2回（1946年、1948年）
  - 2リーグ制後 20回（1951年 - 1953年、1955年、1959年、1961年、1964年 - 1966年、1973年[注釈 43]、1999年、2000年、2003年、2010年、2011年、2014年、2015年、2017年、2020年、2024年）
- 日本一 11回

（1959年、1964年、1999年、2003年、2011年、2014年、2015年、2017年 - 2020年）
- セ・パ交流戦優勝・最高勝率 8回（2015年から2018年までは最高勝率）

（2008年、2009年、2011年、2013年、2015年 - 2017年、2019年、2025年）
- クライマックスシリーズ優勝 8回

（2011年、2014年、2015年、2017年 - 2020年、2024年）
- 前期優勝 1回

（1973年）
- Aクラス 53回
  - 1リーグ時代 5回（1941年、1946年 - 1949年）
  - 2リーグ制後 48回（1950年 - 1966年、1968年、1970年、1972年 - 1974年、1976年、1977年、1998年[注釈 44] - 2007年、2009年 - 2012年、2014年 - 2020年、2022年 - 2024年）
- Bクラス 33回
  - 1リーグ時代 7回（1938年秋 - 1940年、1942年 - 1944年）
  - 2リーグ制後 27回（1967年、1969年、1971年、1975年、1978年 - 1997年、2008年、2013年、2021年）
- 最下位 12回
  - 1リーグ時代 2回（1943年 - 1944年）
  - 2リーグ制後 10回（1969年、1978年、1980年、1982年、1985年 - 1986年、1990年、1993年、1996年、2008年）
- 連続Aクラス入り最長記録 21年（1946年 - 1966年）
- 連続Bクラス最長記録 20年（1978年 - 1997年）※日本プロ野球記録
- 最多勝 99勝（1955年）
- 最多敗 85敗（1990年）
- 最多引分 21分（2021年）[注釈 45]
- 最高勝率 .750（1951年）
- 最低勝率 .283（1940年）
- 最多連勝 18（1954年）
- 最多連敗 15（1969年）※1引き分けを挟む

※2004年・2005年のプレーオフはレギュラーシーズン最高勝率球団として第2ステージに進出（5ゲーム差以上で1勝のアドバンテージを得られることになっていたが、両年とも4.5ゲーム差で、アドバンテージ無しでの戦いとなった）。2004年は西武、2005年はロッテに共に2勝3敗で敗退。当時のプレーオフの規定により、両年とも最終成績は2位となった。
※2006年のプレーオフは年間勝率3位により、第1ステージから登場。年間勝率2位の西武を2勝1敗で破って第2ステージに進むものの、この年は2004年・2005年と2年続けてレギュラーシーズン最高勝率球団のチーム（ソフトバンク）が敗れたため、制度が変更され、ゲーム差に関係なく、無条件で1位チームに1勝のアドバンテージが与えられたこともあり、年間勝率1位の日本ハムに2連敗で敗退した。
※2007年は年間勝率3位でこの年からセ・リーグもプレーオフ制を導入し、名称変更されたクライマックスシリーズに第1ステージから登場。年間勝率2位のロッテに1勝2敗で敗退した。
※2018年と2019年は年間勝率1位未満でリーグ優勝をせずに出場した日本シリーズで日本一になっている。

### その他の記録
- 最小ゲーム差 0.0ゲーム（2022年）※オリックス・バファローズと同率で2位
- 最大ゲーム差 45.5ゲーム（1940年）
- 最高得点 822（2003年）
- 最多安打 1461本（2003年）
- 最多本塁打 203本（2001年）
- 最小本塁打 3本（1944年）
- 最高打率 .297（2003年）
- 最低打率 .184（1943年）
- 最高防御率 1.82（1941年）
- 最低防御率 5.63（1980年）

## 歴代本拠地
- 1938年 堺大浜球場
- 1939年 - 1947年 中百舌鳥球場
- 1948年 - 1949年 甲子園球場
- 1950年 - 1988年 大阪球場（1950年のシーズンは9月に大阪球場が完成するまで藤井寺球場などを使用）
- 1989年 - 1992年 平和台野球場
- 1993年 - 現在 福岡ドーム（2005年から"福岡 Yahoo! JAPANドーム"、2013年から"福岡 ヤフオク!ドーム"、2020年から"福岡PayPayドーム"、2024年4月25日からは、"みずほPayPayドーム福岡"に改称）

その他、福岡移転後は準本拠地として北九州市民球場（北九州市）や藤崎台県営野球場（熊本県熊本市中央区）でも公式戦を行っている。

## 歴代監督
※太字はリーグ優勝、◎は日本一
1. 1938年 - 1940年 ： 高須一雄
2. 1941年 - 1942年 ： 三谷八郎
3. 1942年 ： 加藤喜作 （第1次）
4. 1943年 ： 高田勝生
5. 1943年 - 1944年 ： 加藤喜作 （第2次） [※ 1]
6. 1946年 - 1965年 ： 山本一人（改名）→鶴岡一人 （第1次）◎[※ 2][※ 3][※ 4]
7. （1965年 ： 蔭山和夫） [※ 5]
8. 1966年 - 1968年 ： 鶴岡一人 （第2次）[※ 6]
9. 1969年 ： 飯田徳治
10. 1970年 - 1977年 ： 野村克也 [※ 7]
11. 1978年 - 1980年 ： 広瀬叔功
12. 1981年 - 1982年 ： ドン・ブレイザー
13. 1983年 - 1985年 ： 穴吹義雄
14. 1986年 - 1989年 ： 杉浦忠 [※ 8]
15. 1990年 - 1992年 ： 田淵幸一
16. 1993年 - 1994年 ： 根本陸夫
17. 1995年 - 2008年 ： 王貞治◎[※ 9][※ 10]
18. 2009年 - 2014年： 秋山幸二◎
19. 2015年 - 2021年： 工藤公康◎
20. 2022年 - 2023年： 藤本博史[※ 11]
21. 2024年 - ： 小久保裕紀

1. ↑  1944年から近畿日本軍
2. ↑  1946年からグレートリング
3. ↑  1947年から南海ホークス
4. ↑  1962年シーズンは成績不振を理由に数か月間休養。この間に蔭山和夫が代行。
5. ↑  就任4日後に指揮を執ることなく急逝。南海蔭山新監督急死騒動を参照。
6. ↑  実質的に続投
7. ↑  1977年はシーズン終了まで2試合を残して解任。残り2試合は穴吹義雄が代行。
8. ↑  1989年から福岡ダイエーホークス
9. ↑  2005年から福岡ソフトバンクホークス
10. ↑  2006年7月6日から2006年シーズンオフまで手術のため休養。森脇浩司が代行。
11. ↑  2023年4月4日は森浩之が代行。

## 歴代主将
- 1999年 - 2002年 秋山幸二※第19代一軍監督[※ 1]
- 2009年 - 2012年 小久保裕紀 ※野球日本代表 WBC日本代表の第4代監督 現福岡ソフトバンクホークス監督[※ 2]
- 2015年 - 2018年 内川聖一[※ 3]
- 2022年 -  2023年 柳田悠岐

太字は監督経験者（他球団及び日本代表も含める）
1. ↑  秋山幸二から小久保裕紀までの6年は空席
2. ↑  小久保裕紀から内川聖一までの2年は空席
3. ↑  内川聖一から柳田悠岐までの3年は空席

## 準永久欠番扱いの背番号
南海時代以来、正式な永久欠番は存在しないとされるが、以下の背番号がそれに準じた扱いを受けている。
15：藤井将雄
「炎の中継ぎ」として活躍し1999年、当時のパ・リーグ最多ホールド記録を樹立。福岡移転後のリーグ初優勝および日本一の原動力となる。日本シリーズ中に胸部の痛みを訴え、入退院を繰り返しつつも復活を期して二軍で調整していたが、2000年10月13日、チームのV2を見届けたのち、肺癌のために逝去。享年31。
2001年以降、15番は欠番となっており2016年時点の報道で”半永久欠番”の記載がある。
89：王貞治
1995年から2008年までの14年間、ホークスの監督として指揮を執り3度のリーグ優勝と2度の日本一を成し遂げ（巨人監督時代を含むと4度のリーグ優勝）、ゼネラルマネージャーとしても球団に多大な功績を残した。球団は背番号89番を空けて将来の監督に与える方針を示していたが、王の後を継いだ秋山幸二が「恐れ多くも自分が背負うには重すぎる」と辞退。これにより球団は89番を欠番扱いとすることを表明した。

## 沢村栄治賞受賞者
別所昭が日本プロ野球投手史上初の沢村栄治賞受賞者である。ホークスで沢村賞を複数回受賞しているのは斉藤和巳のみである（他球団での受賞も合わせると別所昭がホークス時代に1回、巨人時代に1回で複数回受賞を達成している）。斎藤はパシフィック・リーグ初の複数回受賞者でもある。別所と斎藤の間の時代に杉浦忠が投手三冠王を達成するなど活躍をしたが、当時、パ・リーグは沢村賞の選考対象外だった為、杉浦は受賞出来なかった。
- 別所昭 ：1回（1947年） ※1955年の巨人時代も含めると2回。
- 斉藤和巳 ：2回（2003年、2006年）
- 杉内俊哉 ：1回（2005年）
- 攝津正 ：1回（2012年）

## 三冠王（投手・打者）

### 投手三冠王
ホークスでの投手三冠王の達成者は4人。
- 宅和本司 ：1回（1954年）
- 杉浦忠 ：1回（1959年）
- 斉藤和巳 ：1回（2006年）
- 千賀滉大 ：1回（2020年）

### 打者三冠王
ホークスでの三冠王の達成者は2人。
- 野村克也 ：1回（1965年）
- 松中信彦 ：1回（2004年）

## 最優秀選手受賞者（複数回）

### 投手の複数回受賞者
2024年シーズン終了時点で複数回受賞の達成者はいない。

### 打者の複数回受賞者
ホークスの打者で最優秀選手を複数回受賞しているのは4人。山本一人が日本プロ野球打者史上初の複数回受賞者である。また、野村克也が日本人打者最多タイ記録となる5回受賞を達成している。
- 山本一人 ：3回（1946年、1948年、1951年）
- 野村克也 ：5回（1961年、1963年、1965年、1966年、1973年）
- 松中信彦 ：2回（2000年、2004年）
- 柳田悠岐 ：2回（2015年、2020年）

## チームの特徴

### 南海時代

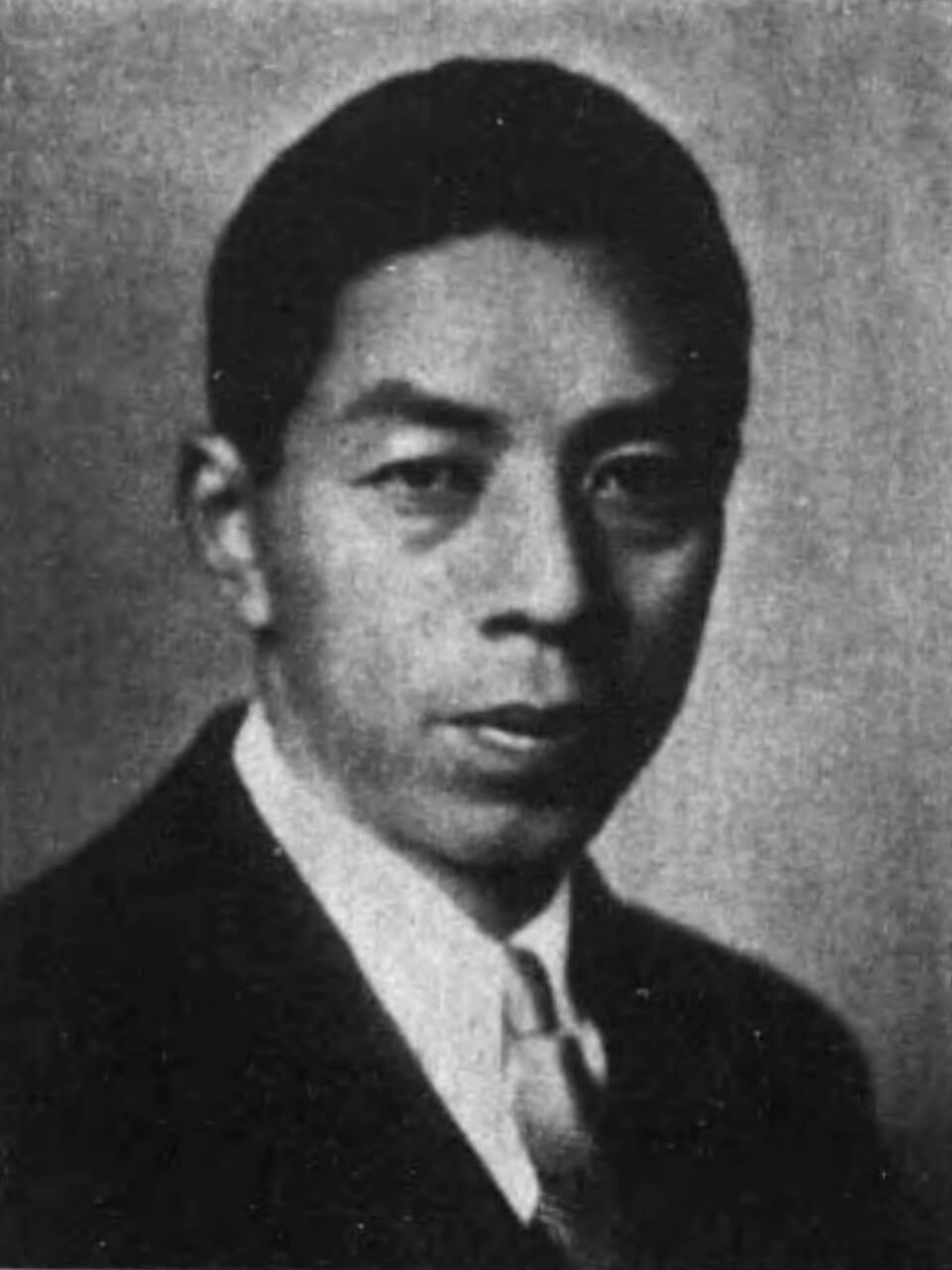
南海軍創設者・初代オーナーの寺田甚吉（1896-1976）

- 1948年のフランチャイズ制導入にあたり、暫定的に本拠地を甲子園球場に決定。1950年9月12日の大阪球場完成に伴い移転。1950年シーズンはそれまで藤井寺球場などを使用した。
- 南海時代のチームカラーは緑。
- 南海時代のテレビ野球中継については、南海電鉄が主要株主でもあった毎日放送が1959年にテレビを開局する際に、大阪球場の全試合の独占中継契約を結んでいる。この年は南海が日本一になり、1961年刊行の毎日放送の社史はこの契約を「一大ヒット」と記すほどだった[217]。この成功で南海側はテレビ中継の旨味を知ることになり、翌1960年の契約に当たっては人気を背景に放映権料要求を大幅にはね上げた[注釈 47]。そこで、毎日放送側はホームゲーム35試合の優先放送契約で妥結した。だが、放映権料の高騰を危惧した毎日放送は1961年に南海との交渉を断念して、テレビの野球中継自体を大幅に縮小することとなった[219]（ただ、毎日放送との関係は規模を大幅に縮小しながらもダイエーへの球団売却まで続いた）。その後、東京キー局の発言力が強くなり、関西地区でも日本テレビ放送網やその他の大手キー局系列による巨人戦の全国中継が頻繁に放送されるようになると、巨人と同じセ・リーグのために巨人と何度も対戦する阪神タイガースのテレビでの露出が南海ホークスより飛躍的に多くなった。また、新たに兵庫県U局として開局したサンテレビが対巨人戦以外の阪神主催セ・リーグ試合も多数中継するようになり、その電波が兵庫県だけでなく大阪府内のほぼ全域でも受信でき、更に京都のU局であるKBS京都もその中継に頻繁に参加するようになった事から関西全域で野球人気がセ・リーグ偏重となり、テレビ中継の少ないパ・リーグの南海の人気は著しく低落していった。その結果として、南海戦のテレビ中継はさらに減少する悪循環だった。阪神への一極集中が進むにつれ、いかに阪神戦を確保するかに放送局の関心も移っていった[注釈 48]。
- 南海時代の年間観客動員数は、公式発表によれば、1961年の89万7090人をピークに、その後は減少傾向が続き、1971年には45万2400人で底を打ち、1988年には91万8000人に増えたとされている[221]。しかし、2004年の日本プロ野球による観客数発表は概数で、水増しが多かった。1987年には88万3000人とされていたが、ダイエー球団代表を務めた瀬戸山隆三の証言によると、実際には30万人だったとされる[55]。

### 福岡移転後
- 福岡ソフトバンクホークス主催試合の1試合平均の観客数は、2012年度統計で33,933人で、パ・リーグではトップ、プロ野球12球団の中では巨人（40,333人）、阪神（37,886人）、に次ぎ第3位である[222][223]。1993年以降観客動員が200万人を超えていて福岡ドーム（現・みずほPayPayドーム福岡）の開場となった1993年から2022年まで30年連続で主催試合の観客動員数はパ・リーグ1位である[224]。
- 2010年7月27日の対楽天戦（藤崎台県営野球場）でホークスが福岡移転以来、22年目にして公式戦全主催ゲーム（地方ゲーム含む）の通算観客動員数が5,000万人（50,013,137人）を突破した。
- ホークスには『月刊ホークス』という公式情報誌が存在し、全国の書店で販売されている（九州では発売日が2日遅れる）。
- 福岡移転の元年である平成元年（1989年）は、ダイエーの試合を平日のナイターの主催試合限定で、福岡放送（FBS）制作で中継していたものを、FBSのキー局である日本テレビで深夜0時30分から1時間ほどのダイジェストに編集し割と頻繁に録画放送していた（これは同年のみの中継で、解説はFBS専属解説者の長池徳士を中心に、ごく稀にFBSと同じNNN系列局・広島テレビの解説者(当時)だった小林聖始や、中京テレビの解説者(当時)だった三沢淳や、日本テレビの解説者も担当した）。『メディアのしくみ―新聞に制圧される地方テレビ局』（明石書店）によると、ホークス移転に伴いFBSでダイエーとの折衝を担当した南条岳彦が中継権折衝の際、録画中継を含めた全国ネットという曖昧な表現で最終的提案としたという[225]。
- 福岡移転時点の監督であった杉浦忠はダイエーの買収・移転時に背番号を「71」から「81」に変更し、以後、王貞治を除く歴代監督が背番号「81」を使っていたが、2024年就任した小久保裕紀は二軍監督時代からの「90」を引き続き着用する。
- ダイエー時代のチームカラーはオレンジとエメラルド・グリーン。オレンジはユニフォームのラインや球団ロゴなどに使われ、エメラルド・グリーンは球団旗の地色などに使われた。ソフトバンクが親会社になってからは、同社のイメージカラー「レボリューション・イエロー」をチームカラーに使用。ユニフォーム袖のラインや球団旗の地色などに使用。それに伴い、ペットマークおよびマスコットキャラクターの鷹の顔の色が、オレンジからイエローになった。
- 2007年に導入されたクライマックスシリーズでの下克上による日本シリーズ出場を「される（2010年）」方と「する（2018年、2019年）」方の両方を経験している唯一の球団である（2024年度シーズン終了時点）。
- NPBで史上初の昭和、平成、令和の3元号で日本一を達成している。
- ソフトバンクへの球団売却後、選手には毎年最新型のiPhone・iPadが支給され、通信費も無料で使い放題とされている。他球団への移籍や引退などで退団する際には球団に返却するか所定の金額を支払い端末を買い取って使用し続けるか選ぶことができ、松田宣浩は引退後に「ぽかぽか」（フジテレビ系）に出演した際、退団（後に読売ジャイアンツへ移籍）時に端末を買い取って使用し続けていると明かしている。

## 球団愛称
- 戦後チームの球団愛称となった「グレートリング」は鉄道の車輪をイメージし、併せて近鉄の社章や沿線の「大和」地区（大→おおきな、和→わ、に掛けて「大きな輪」→グレートリング）、並びに合併会社である近鉄の一致団結をイメージしたものだった。しかし、これが性に関するスラングのため、このチーム名を面白がって観戦に来た米軍兵士が「グレートリング」という言葉を聞くたびに大笑いしていたという（資料によって「女性器」「男性器」「性行為」と複数の説がある[226]。あくまで俗語であるため真説は不明）。そのため、翌年の親会社変更に合わせて南海「ホークス」と改称している。
- 「ホークス」は南海電気鉄道の社章[注釈 49]が車輪の両側から鳥の羽根が伸びる意匠だったことから、鳥の種類の中から鷹を選択して決定したもので、ダイエーとソフトバンクがそれぞれ買収した後も現在に至るまで引き継がれている。南海ホークスの球団史である『南海ホークス四十年史』（1978年）には、当初「コンドル」も愛称の有力候補に挙がったが、当時の松浦竹松球団代表がはげ頭であったことから、コンドルを名乗るのは遠慮されたとある[227]。また、南海社内報『親和』に1960年に掲載された文章には、最終候補として「ホークス」のほかに「カージナルス」があったという伝聞がみられる[228]。
- 「ホークス」は1947年途中から使っており、これは日本球界では「タイガース」（1936年から、ただし戦時中は「阪神軍」に改名）、「ジャイアンツ」（日本語愛称の「巨人軍」とともに1936年から。ただし戦時中は「巨人軍」のみ）、「ドラゴンズ」（1947年から）に次いで歴史が長い。

## ユニフォームの変遷

### 南海時代
- 1938年 - 1940年：「NANKAI」のロゴで前立てに線が入る。左袖には当時の南海社章（通称：羽車）をアレンジした「ボールに羽が生えたマーク」。
- 1940年 - 1943年：戦況の悪化によりロゴが漢字（四角の囲みに入る）となるが、ワッペンはそのまま残された。1944年に親会社・南海鉄道が関西急行鉄道と合併し近畿日本鉄道となり、球団名も「近畿日本」となるがユニフォームは不明。
- 1946年 - 1947年：前立て線に新しいチームカラーの緑を使用。1947年からユニフォームの左胸に南海のマークを使用。ビジターは「GREATRING」のロゴで後に「N」一文字に。
- 1947年 - 1949年：球団名が南海ホークスとなり、ダークブルーのユニフォームが登場。胸には黒の筆記体で「Hawks」。帽子が白でツバが緑、ロゴは「H」で金色。
- 1948年：戦後の黎明期に縦縞を使用。優勝するものの1年で廃止。
- 1949年 - 1950年：1988年の球団身売りまで使っていたロゴが登場[注釈 50]。縁取りは黄色。左袖には1946年・1948年の優勝を記念するチャンピオンマークが装着された。ビジター用の灰色のユニフォームは鷹のマークだったが、1950年からシールズ型のユニフォームが登場。帽子は紺色地に深緑色の鷹のマーク（白縁）。
- 1951年 - 1958年：ボタンが比翼仕立てのユニフォームが登場。線も廃止され、シンプルな印象となった。この間、帽子マークが1956年から変更される[注釈 51]。
- 1959年 - 1968年：鶴岡監督のアイデアで肩から袖、パンツに黒い太線を入れたデザインが登場。1960年から腰番号が付けられる。南海黄金時代を象徴するユニフォームであり、オールドファンの多くは南海と言えばこのユニフォームを連想する。帽子は黒を地色にNHマークがNの右側とHの左側の縦線を共有するものから、電車の車輪をモチーフとしたHをNと組み合わせたものに変更された。
- 1969年：飯田徳治監督就任で心機一転の意味もあり、深緑をオレンジが挟むデザイン。帽子は黒を地色にNHマークがNが白、Hがオレンジの組み合わせ。胸番号が登場（胸番号はオレンジ色）。背番号、胸番号の書体が久保田型ブロック体（近鉄バファローズと同様）のものになる。しかし最下位ということもあって公式戦用としては1年で廃止となり練習用に格下げとなる。
- 1970年 - 1971年：野村克也監督就任時より、鶴岡監督時代のデザインに戻る。ただし、袖には太線が入っているが肩線は無く、胸番号がつき、背番号とともに前デザインの久保田型ブロック体が踏襲された。
- 1972年 - 1977年：カラーテレビの普及で大幅にモデルチェンジ。伸縮性ニット製ユニフォームを採用する。縁起を担ぐ野村兼任監督らしく毎年のように目まぐるしく細部のマイナーチェンジがあった。1974年 - 1976年にかけてはホーム用2種類、ビジター用2種類の計4種類のユニフォームを使い分けた。
  - 【パイレーツ型（1972年 - 1976年）】
    - 1972年より、当時のピッツバーグ・パイレーツを参考にしたベルトレスプルオーバータイプが登場。胸ロゴ、背番号、胸番号、帽子、アンダーシャツ、ストッキングは黒に近い深緑。帽子のNHマークと通気穴は黄土色、首、パンツの線は深緑と黄土色の2本、袖、腰は深緑、白、黄土色の3本。
      - ホーム用は上下白。Hawksのロゴ、背番号、胸番号は黄土色の縁取り。
      - ビジター用は上下ブルーグレーで、NANKAIのロゴ、胸番号、背番号には白の縁取りがつく。

    - 1974年より、パンツの線が深緑と黄土色の2本ラインから黄土色の線の両サイドを深緑の細線で挟んだ3本線に変わる。
    - 1975年より、ホーム、ビジター共左袖にペットマークがつけられる。

  - 【アスレチックス型（1974年 - 1976年）】
    - 1974年よりパイレーツ型ユニフォームにプラスする形で、当時のオークランド・アスレチックスを参考にしたユニフォームを新たに採用する。帽子、アンダーシャツ、ストッキングが黄緑色、NHマークは白。パンツのサイドラインは黄緑・黄・黄緑の3本線で、ソックスが黄色になる（1974年の初期のみアンダーシャツが黄色）。
      - ホーム用は、Hawksロゴ、胸番号、背番号は黄緑色で、縁取りは深緑、首は黄色、黄緑の2本線、袖、腰は黄緑、黄、黄緑の3本線。
      - ビジター用の上着は黄緑色、パンツは白で、NANKAIロゴ、胸番号、背番号は白で、縁取りは深緑、首は黄色、白の2本線、袖、腰は黄、白、黄緑の3本線。

    - 1975年にはVネックになり、3本線に変わる。さらに左袖にパイレーツ型同様、ペットマークが付けられる。
      - ホーム用は黄緑、黄、黄緑の3本線。
      - ビジター用は黄、白、黄の3本線。

    - 1976年には、ビジター用のパンツのサイドラインが消える。

  - 【プロトタイプ（1976年・1977年）】
    - さらに1976年、ホーム用に限り、アスレチックス型の首、袖にラインのない白地のVネックユニフォームがオープン戦とオールスターゲームの期間限定で登場する。（パンツは通常タイプと同様）
    - 1977年には丸首になり、オレンジ色で背番号の上に選手名、左袖のペットマークの下にNANKAIのロゴが入る。
- 1977年のみパイレーツ型ユニフォームが廃止になり、アスレチックス型ユニフォームがマイナーチェンジ。袖、腰のラインに新たに赤が取り入れ、首周りがVネックから丸首に戻る。この年より背番号の上にローマ字で選手名が入り、スパイクの色が白地に黄緑の線となる。帽子はグリーンを地色に白のNHマーク。
  - ホーム用は、袖、腰が黄緑、黄、赤の3本線、首が深緑、黄緑、深緑の3本線。
  - ビジター用は、袖、腰が赤、白、黄の3本線、首が黄、白、黄の3本線。
    - 1978年以降も二軍および練習用としては引き続き使用されたが、ペットマークが取り外された。
- 1978年 - 1983年：野村監督解任、広瀬叔功監督就任に伴い、ユニフォームを一新。左肩のペットマークが取り外され、ホーム、ビジター共色使いはそのままで、鶴岡監督時代の象徴だった肩と袖の太線が復活（太ライン、ロゴ、背番号、胸番号：ホーム用は黄緑、ビジター用は白で、それぞれ黒の縁取り）。帽子はグリーンを地色に白のNHマーク。
  - 1980年のみ、ホーム用が深緑の縦縞に変更され、さらに後期のみ胸番号が赤になる。また帽子のツバがホーム・ビジターとも赤になる。しかし、最下位のため1年で廃止となる[注釈 52]。
  - 1983年にベルトレスからベルト式にマイナーチェンジ。ホーム用はベルトラインをループ状としてサイドラインを存置した一方、ビジター用はベルトラインを通常型に変更し、サイドラインが消える。
- 1984年 - 1988年：前年の穴吹義雄監督就任に伴い、南海黄金時代の象徴であった深緑色が復活。肩、袖のラインが肩、袖に深緑の2本線となる。帽子はグリーンを地色に白のNHマーク。
  - ビジター用は上半身深緑で肩に線がない。
  - 帽子の頂点のボタンが白のものとグリーンのものの2種類があった。

### ダイエー時代
- 1989年 - 1992年：球団名が「福岡ダイエーホークス」となり、三宅一生デザインにより一新。ダイエーのイメージカラーのオレンジと、こげ茶色を基調とした縦縞（ホーム、ビジター共）となる。胸ロゴはホーム用が「Hawks」、「Hawks」の左上に小さく「Daiei」がつき、ビジター用が「Daiei」、「Daiei」の左上に小さく「FUKUOKA」がつく。右袖にはダイエーの社章、左袖はホーム・ビジター両方とも「FUKUOKA」。背番号、胸番号の書体が変更になり、西武ライオンズと同じ書体になる。帽子はこげ茶にオレンジ字で「FDH」だが、ヘルメットは鷹の頭部をイメージしたユニークなデザインを採用。科学忍者隊ガッチャマンのヘルメットにデザインが類似している事から通称「ガッチャマンヘルメット」と呼ばれる[229][230]。
  - なお、ユニフォーム以外ではウインドブレーカーがホーム用・ビジター用の2種類が用意され、カラーはホーム用はダイエーのイメージカラーのオレンジ、ビジター用は南海時代を継承する意味を込めて緑が採用された。背中は、ホーム用・ビジター用共通でローマ字で選手名（黒文字にオレンジの縁取り）、その下に九州地方の地図の上に鷹の刺しゅうを施したもの。
  - 1991年途中から、ビジター用の地色をベージュから灰色に変更する[注釈 53]。縦縞の色もこげ茶からオレンジに変更される。
- 1993年 - 2004年：福岡ドーム移転と根本陸夫監督就任により、当時のシカゴ・ホワイトソックスをモチーフにしたシンプルなデザインにモデルチェンジ。上着はホーム用は白地・ビジター用は黒地で、ホーム用は黒・ビジター用は白のラケットライン。パンツは白地。左袖に球団ペットマーク、右袖に「FUKUOKA」。また帽子のFDHマークを縦並びにしたロゴが左胸につき、右みごろの中心には胸番号がつく。帽子は黒地。FDHマークは帽子・ユニフォームともにホーム用はオレンジ、ビジター用は白。
  - 1999年 -（二軍は2001年 - ）：ビジター用・ホーム用ともヘルメット同様に帽子のつばがオレンジ、FDHマークは白になる。
  - 2001年 - ：ペットマークが右袖に移動。

### ソフトバンク時代
- 2005年 - ：球団名が「福岡ソフトバンクホークス」に変更。ダイエー時代のデザインを継承しつつ、基本的な色づかいは変わらないものの、ダイエーのイメージカラーのオレンジから、ソフトバンクのイメージカラーのレボリューション・イエローにチームカラーが変わり、上着は地色がホーム用が白、ビジター用は黒と、ダイエー時代の色を踏襲。灰色のラケットラインが入り、胸に「SoftBank HAWKS」（ホーム）・「SoftBank」（ビジター）のロゴが入る。両袖にはソフトバンクのイメージシンボルの2本の太線が入っている。線の色はホーム用が黄色、ビジター用が白。ビジター用のみ左袖に「HAWKS」の白い文字があるが、スポンサー広告の入るユニフォームの場合は右袖に移される。パンツは白で、ホーム用は黄色、ビジター用は灰色でそれぞれ2本の細線が入っている。胸番号は廃止され、帽子・ヘルメットのつばは再び黒となった。帽子マークは黄色で「S」と「h」を絡めたモノグラム。
  - 2006年7月 - ：帽子が、後述の鷹の祭典ユニフォームで登場したつばが黄色のデザインになる。なお、ヘルメットは以前と同じくつばは同じ黒のまま。
  - 2008年：右肩のペットマークが「球団創設70周年&福岡移転20周年」のロゴマークになる。同年から、スパイクが黒地に白線に変更される。
  - 2010年 - ：胸マークや背番号などが、刺繍から昇華プリントへ変わる[231]。(前年の鷹の祭典ユニフォームでも採用された。)デザイン上の変化はなし。
  - 2013年：右肩のペットマークが「球団創設75周年」のロゴマークになる。
  - 2016年 - ：ユニフォームの供給元が、MLB球団と同じくマジェスティック・アスレティック社になる[232]。デザイン上の変化はなし。また同年5月17日より、熊本・大分地震被災者へのメッセージを込めた「ファイト！九州」のキャッチフレーズが右袖のマスコットマーク上部に取り付けられる。2015年シーズンからキャップへの広告表示が認められ、キャップ右即部にファーウェイの広告が入る。
  - 2018年：右肩のペットマークが「球団創設80周年」のロゴマークになる。
  - 2019年：右肩のペットマークが「福岡移転30周年」のロゴマークになる。
  - 2020年 -：ヘルメットがツヤ消しのものになる。(2018年の球団創設80周年記念のヘルメットでも採用された。)

### 特別ユニフォーム
- 2006年7月15日から17日まで開催された「鷹の祭典2006 in ヤフードーム」において、限定ユニフォームを着用したのを皮切りに、毎年「鷹の祭典」においてさまざまなデザインの限定ユニフォームを着ている（#鷹祭 SUMMER BOOST（旧称：鷹の祭典）を参照）。
- 2018年の球団創設80周年記念企画として、3月31日の対オリックス戦・5月5日の対オリックス戦・6月2日の対DeNA戦・8月26日の対西武戦・9月9日の対オリックス戦での「レジェンドデー」にて歴代ユニフォームから球団創設時の白地に紺のラケットデザイン、帽子を黒地に1947年に採用された鷹マークの最終形のアレンジ、胸に現行のHAWKSロゴ、袖に現行ユニフォームに準じた紺の二本線を入れた「80周年記念ユニフォーム」を着用。
- 2019年4月7日から5月19日にかけて福岡・長崎・北九州・熊本・鹿児島の5会場5試合において「ホークスは九州と共に」をモットーに福岡移転30周年を記念して「WE=KYUSHUデー」（ウィー・イコール・九州デー）を実施。同試合と3月2日のオープン戦において白地に赤色「カチドキレッド」をあしらいキャップや左袖に九州島の形状をあしらった特別ユニフォームを着用。オープン戦時の着用では背番号の縁が細いものとなっていたが、公式戦では太いものに改善された。
- 2019年5月11・12日の対ロッテ戦において「タカガールデー」企画の母の日イベントとしてNPO法人「ハッピーマンマ」協力のもと乳がん啓発を目的に通常のホームユニフォームの黄色部分をピンクに変更しキャップのShマーク横にピンクリボンマークを添えた「ピンクリボンユニフォーム」を着用。

### 復刻ユニフォーム

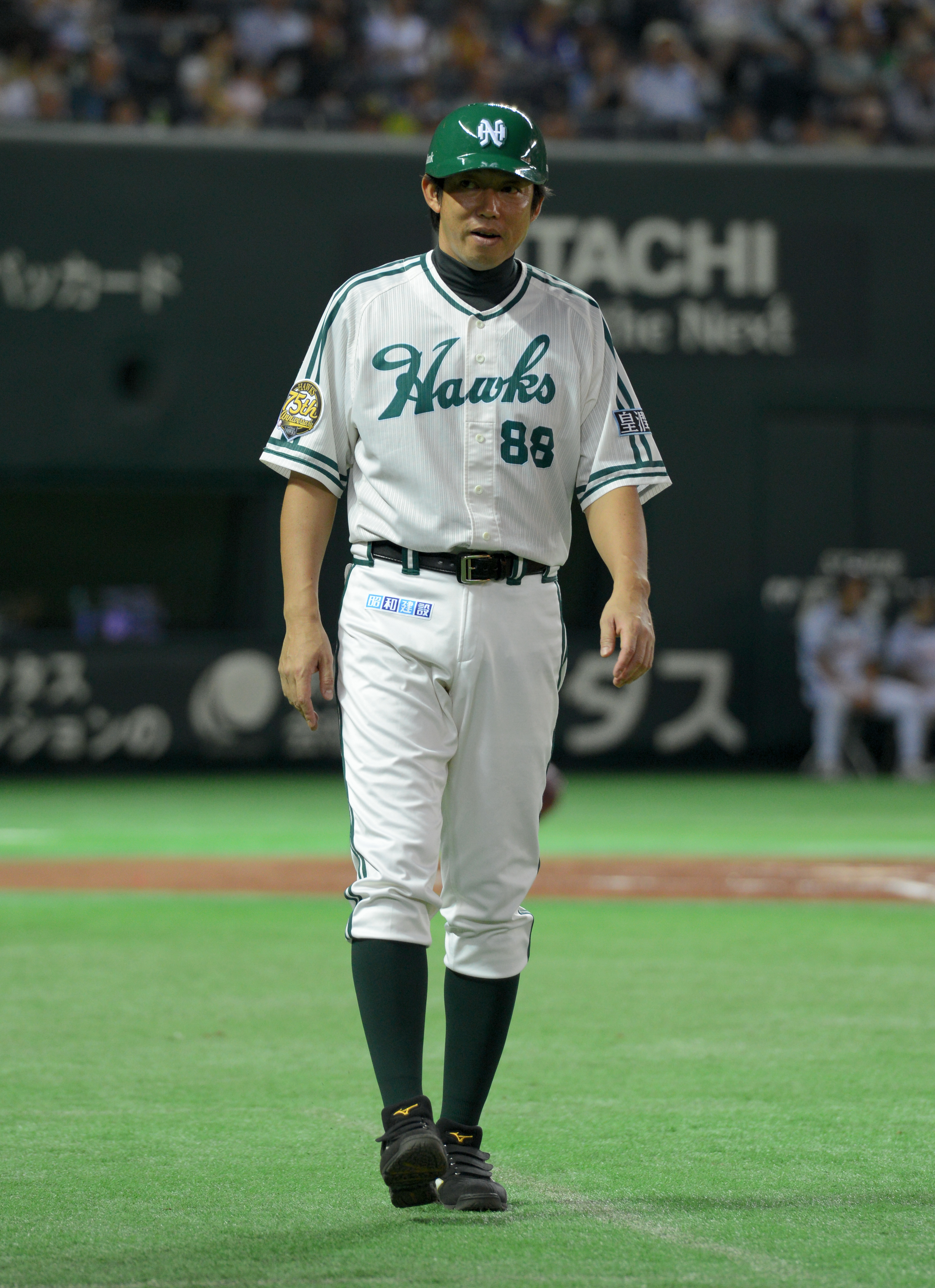
2013年南海復刻ユニフォーム

- 2008年にはホークス誕生70周年及び福岡移転20周年記念事業の一環として南海電鉄とダイエーにも趣旨を説明した上で、以下のユニフォームを復刻した。復刻試合の対戦相手は同リーグのオリックス・バファローズを除き、着用当時に日本一になった際の日本シリーズにおける対戦相手である。どちらのユニフォームも、袖に創立70周年&福岡移転20周年記念マークのワッペンが張り付けられている。
  - 【南海・1959年 - 1968年モデル】
    - 阪神タイガース戦（6月6日、阪神甲子園球場）とオリックス戦（8月3・4日、京セラドーム大阪）で着用。大阪への「里帰り」は1988年以来20年ぶりとなった。

  - 【ダイエー・1999年[注釈 54] - 2004年モデル】
    - 阪神戦（5月24日、ヤフードーム）、と中日ドラゴンズ戦（6月12日、ヤフードーム）で着用。
- 2013年にも創立75周年を記念してユニフォームを復刻した。
  - 【南海・1984年 - 1988年モデル】
    - オリックスとの共同企画「OSAKA CLASSIC 2013」[注釈 55]（4月19日 - 21日、京セラドーム大阪）と、パ・リーグ6球団が復刻ユニフォームで試合を行う共同企画「レジェンド・シリーズ2013」の東北楽天ゴールデンイーグルス戦（8月30日 - 9月1日、ヤフオクドーム）と北海道日本ハムファイターズ戦（9月3日 - 5日、東京ドーム）で着用。ユニフォームの袖には「皇潤」の広告と創立75周年記念マークのワッペンが貼り付けられている。また、ヘルメットにはソフトバンクのロゴマークが入る。グランドコートは南海仕様の物は制作されず秋山監督らは通常の物を着用していた。
- 2014年には以下のユニフォームを復刻した。どちらも左袖には「キューサイ」の広告が貼り付けられている[注釈 56]。
  - 【南海・1972年 - 1973年モデル】
    - 前年に引き続き開催された、オリックスとの共同企画「OSAKA CLASSIC 2014」[注釈 55]（5月16日 - 18日、京セラドーム大阪）において着用。ヘルメットにソフトバンクのロゴマークが入る。

  - 【ダイエー・1989年 - 1992年モデル】
    - 埼玉西武ライオンズ戦（6月27日 - 29日、西武ドームおよび8月19・20日、ヤフオクドーム）において着用[注釈 57]。西武ドームでの着用試合は「ライオンズ・クラシック2014」としての開催。福岡での着用試合は「ソフトバンク10thシリーズ」の一環である「福岡クラシック2014」としての開催である。
- 2015年には以下のユニフォームを復刻した。
  - 【南海・1983年モデル】
    - 前年に引き続き開催された、オリックスとの共同企画「OSAKA CLASSIC 2015」[注釈 55]（5月1日 - 3日、京セラドーム大阪）において着用。なお、左袖には「キューサイ」の広告、ヘルメットにソフトバンクのロゴマークがそれぞれ貼り付けられている。
- 2017年には以下のユニフォームを復刻した。
  - 【南海・1980年モデル】
    - 2年ぶりに開催された、オリックスとの共同企画「KANSAI CLASSIC 2017」（4月28日 - 30日、京セラドーム大阪）において着用。
- 2018年には以下のユニフォームを復刻した。
  - 【南海・1984年 - 1988年モデル（ビジター）】
    - オリックスとの共同企画「KANSAI CLASSIC 2018」（4月28日 - 30日、京セラドーム大阪）において着用。

## 球団旗の変遷
- 1938年 - 1940年：紺色地に当時の南海電鉄の社章（通称：羽車）をアレンジした「ボールに羽が生えたマーク」を中心。
  - 黄色地のものも存在（黄色地のものには、「ボールに羽が生えたマーク」の下に紺色の「NANKAI」の文字）。
- 1946年 - 1947年：「近畿日本グレートリング」に変更となったが、南海社章（いわゆる「羽車」）をそのまま使用。紺色地に「羽車」。
  - 黄色地のものも存在。
- 1947年 - 1948年：紺色地に中央に白の二等辺三角形をデザイン。アルファベットの「N」の上に南海社章。
- 1949年：上のデザインを踏襲し二等辺三角の底辺を反対に。白地に緑の二等辺三角形、その上に黄色フチの鷹のシルエット（今竹七郎が制作）。
- 1950年 - 1976年：2リーグ分裂を機に球団旗を変更。白地に緑の鷹のシルエット。
- 1977年 - 1988年：上のデザインを踏襲。鷹のシルエットを少しリニューアル、その下の部分に赤地のラインに白文字の筆記体で「Hawks」の文字が入る。
- 1989年 - 2004年：ダイエーに身売りされ「福岡ダイエーホークス」に。エメラルド・グリーンを地色に中央に「ホーマーホーク」のイラスト。「ホーマーホーク」の上に黒字で「FUKUOKA」、「ホーマーホーク」の下にオレンジの文字で「Daiei」、その下に黒字で「Hawks」。
- 2005年 - ：ソフトバンクに身売りされ「福岡ソフトバンクホークス」に。海援隊の旗印（二曳）をモチーフに、白地に親会社・ソフトバンクのイメージカラーであるレボリューション・イエローの2本線。上の白い部分には黒文字で「= Softbank」、下の白い部分に黒文字で「HAWKS」。

## マスコット

福岡ドームの最寄り駅である唐人町駅付近に設置された、ハリーホークの描かれたマンホール

南海時代は、1974年から1977年までバットの上に乗る鷹の上に少年が乗るマスコットを使用していたが、このマスコットが野村克也監督（当時）と現夫人・野村沙知代（当時：伊東芳枝）主導で導入されたものだったため、野村の監督解任と同時に使用が中止された。
その後1978年から1988年まで「たかちゃん」という鷹を擬人化したマスコットキャラクターがペットマーク等に使われていた。球団売却後は、南海OBが中心となって運営している少年野球チーム『ジュニアホークス』で一部アレンジしたものが使われている。
ダイエー時代からは「ホークファミリー」と呼ばれる鷹を擬人化したマスコット達が登場。平和台球場時代は「ホーマーホーク」ら4体で構成。福岡ドーム移転後は「ハリーホーク」ら8体で構成されており、ソフトバンクになった現在でも変わっていない。ホークファミリーの体の色はダイエー時代はオレンジ、ソフトバンクになってからはイエローになっている。
また2012年からは、「ウッチーくん」・「マッチくん」・「チョメちゃん」・「ポンちゃん」といった、所属選手をモチーフにしたマスコットがスタジアムキャラクターとして順次登場。2013年途中より「せっつくん」が、2014年途中より「いまみ〜くん」が 新たに登場した。
さらに、2015年5月4日の対千葉ロッテマリーンズ戦より、白星ジェット風船をモチーフにした謎のキャラクター・「ふうさん」が登場した。
2016年からは二軍のHAWKSベースボールパーク筑後専用マスコットとして「ひな丸」が登場している。 なお2017年からははなかっぱから応援マスコットキャラクターとしてはなかっぱ、ももかっぱ、がりぞー、アゲルが選ばれた。
2020年11月9日からは12球団としては初となる公式VTuber・「鷹観音海」と「有鷹ひな」がデビュー、2022年12月末まで活動をしていた。キャラクターデザインはtiv。

## 運営会社
福岡ソフトバンクホークス株式会社（ふくおかソフトバンクホークス、英: Fukuoka SoftBank HAWKS Corp.）は、福岡ソフトバンクホークスの運営会社で、ソフトバンクグループの連結子会社である。

### 子会社
- AcroBats（アクロバッツ）株式会社
  - 福岡ソフトバンクホークス全額出資子会社として2019年8月1日設立。
  - 球団では親会社であるソフトバンクグループなどと協力し、従前から選手・コーチの現役引退後の就労支援などのセカンドキャリア事業を進めてきたが、「さらにアスリート自らの経験や想いを広く社会に還元していき、企業・アスリートの双方にとって有意な価値を提供することにより、様々な分野で活躍する元アスリートを社会に輩出する仕組みづくりを実現する」ことを目指して設立された。
  - 事業としてはスポーツ選手のマネジメント、テレビ・ラジオなどの出演などのキャスティング、地域・企業・団体などのイベントなどのプランニング事業などである。
  - 社名は、「現役時代以上に輝き、アクロバティックなセカンドキャリアを過ごしてほしい」という意味合いが込められている。
  - 設立当初のスタッフは3人体制で、代表取締役社長・安積研二、事業・戦略・企画担当の江尻慎太郎、並びにマネジメント契約を結んだ攝津正である[238][239]。

## 業績推移
| 決算年度 | 売上高 | 営業利益 | 経常利益 | 当期純利益 |
| -------- | ------ | -------- | -------- | ---------- |
| 2017年度 | 30,491 | 3,433    | 1,867    | 785        |
| 2018年度 | 31,774 | 1,779    | 256      | 554        |
| 2019年度 | 32,493 | 3,570    | 2,080    | 537        |
| 2020年度 | 22,996 | 3,942    | 2,346    | ▲7,520     |
| 2021年度 | 23,793 | 110      | ▲1,629   | ▲7,979     |
| 2022年度 | 32,621 | ▲281     | ▲1,750   | ▲1,958     |
| 2023年度 | 35,091 | ▲1,396   | ▲2,778   | ▲2,820     |
| 2024年度 | 46,031 | 6,463    | 4,839    | 4,838      |

※単位100万円

## ユニフォーム等のスポンサー
ユニフォームのスポンサーとサプライヤーは以下のとおり
- ヘルメット - サニックス（2002年 - 2006年途中）→ベスト電器（2007年 - 2011年）→ERICSSON（2012年 - 2014年）→Tポイント（2015年 - 2016年）→ベガコーポレーション（2017年）→レオパレス21（2018年）→オープンハウス（2019年7月 - シーズン終了）→ Tポイント（2020年 - 2021年 ）BellSystem24（2022年 -)

- ユニフォームの袖 - エムシーコーポレーション（2001年 - 2005年）→アパマンショップ（2006年 - 2008年）→ソフトバンクモバイル（2009年）→エバーライフ（2010年 - 2011年、2013年は「皇潤」、2012年のみ「Sence of Etern!ty」表記）→キューサイ（2014年 - 2015年）→ コカ・コーラボトラーズジャパン（2016年 - ）[241]
- パンツ - 日本オラクル（2006年）→日本グッドイヤー（2007年）→外為どっとコム（2008年 - 2009年）→ソフトバンクモバイル（2010年）→昭和建設（2011年 - ）[242]
- キャップ - RIZAP（2015年7月 - シーズン終了）→ HUAWEI（2016年 - 2018年）→ PayPay（2019年）→ 大東建託（2020年 - ）[243]
- 練習着‐ ZTE（2017年5月 - 2018年 ）→ Tポイント（2019年 - ）[240]
- 選手移動時用スーツ - セオリー（2005年 - 2010年）→青山商事（2011年 - ）[244]

## 主な球団歌・応援歌

### 歴代
- 南海軍の歌（作詞：山岡羊村）
雑誌『野球界』1939年11月号付録『職業野球便覧』に歌詞掲載。南海軍時代に制定されたと見られるが、楽譜は確認されていない[注釈 58]。
- 南海ホークスの歌（作詞：佐伯孝夫、作曲：佐々木俊一、歌：灰田勝彦、東京混声合唱団）
1952年制定。灰田勝彦は「歌手よりも野球選手になりたかった」と公言するほどの野球ファンで、野球関連ではこの曲以外にも「野球小僧」「輝けロビンス」（大陽ロビンス球団歌）を歌っている。1980年代からは、東京混声合唱団のカバー版が球場で使用された。福岡ソフトバンクホークスになった現在においても関西でのゲームでは試合の合間に応援団によりトランペットで演奏される。ホークス応援席では南海時代からのファンを中心に異様な盛り上がりを見せるのが常である。
- 球場の鷹（作詞：石原信一、作曲：徳久広司、歌：斎藤努=当時毎日放送アナウンサー）
1980年にレコード発売。香川伸行の応援歌「青春ドカベン」のカップリング（B面）曲だった。
- 鷹の爪（作詞：水島新司、作曲：四方章人、編曲：神保雅彰、歌：香川伸行・加藤伸一・吉田博之・畠山準・湯上谷宏）
1986年にレコード発売。水島監修の下製作。「南海ホークス新応援歌」として企画された。
- ダイヤモンドの鷹（作詞：阿久悠、作曲:宇崎竜童、歌：RYUDOGUMI）
福岡移転以来、「WE ARE THE CHAMPION……」の節で始まる長年公式球団歌としてその役を担っていた。球場（試合開始1時間前に流されていた）の他、ダイエー系列店舗やダイエー系列であったコンビニエンスストアのローソンでもこの曲が流され、優勝の際やシーズン終了のセレモニーで流された。また、平成元年から平和台時代を中心に、時折中継していたサンテレビのホークス戦中継の合間のCMに入る直前の音楽としても（得点スコアをバックに）この歌の終りの演奏部分が起用されていた。しかし、後述の『いざゆけ若鷹軍団』（当時：公式応援歌）に対して知名度が低く、ソフトバンクに球団が移行すると共にその幕を下ろすことになった（後年、阿久悠は、この曲が利用されなくなってしまったことを大変遺憾に思うというコメントを発表している）。
- 可能性（作詞：山本智幸、作曲：山本智幸/久保田光太郎、歌：エスカーゴ）
球団公式サポートソング。九州朝日放送全面協力のもと、KBCラジオ内で応援歌タイトルを募集、それをもとにエスカーゴが楽曲制作、KBC野球放送でのオンエアーの他、STOPやオールザッツホークス等のイベントで歌われた。
なお、エスカーゴは2003年に解散している。

### 現在
- いざゆけ若鷹軍団

『いざゆけ若鷹軍団』（いざゆけわかたかぐんだん）は、福岡ソフトバンクホークスの公式球団歌。前身球団でもある福岡ダイエーホークス時代から存在する。
作詞は原田種良、補作詞は森由里子、作曲は富山光弘、編曲は山本健司が手掛けた。歌はホーク・ウィングス。
- 勝利の空へ（作詞・作曲・歌：藤井フミヤ）
球団公式セレモニーソング。福岡ソフトバンクホークスの誕生に合わせて制作され、2005年の開幕戦で藤井本人によって初披露された。ヤフードームでの試合に勝った時は「勝利の花火」を上げて「いざゆけ若鷹軍団」とこの曲が流れるのが定番となっている。開幕後初勝利の試合後や、藤井本人がライブなどで来福している際、生歌を披露することがある。

## 主なキャンプ地
- 宮崎県宮崎市・生目の杜運動公園（2003年秋季から）
以前は高知県の高知市営球場で行われていた。
- 南海時代は、1960年頃には海外（ハワイ）キャンプを張ったこともあったが、晩年は呉でキャンプを張っていた。
- ダイエー時代は、初年度はハワイで実施。その後は沖縄県でキャンプを張った時期もあったが、多雨に悩まされたこともあり、高知にキャンプ地を移した。1995年にはオーストラリアのゴールドコーストでキャンプを行った。

## スローガン
ダイエー時代
- 1989年：Just Now For The Fan
- 1990年：Action Baseball
- 1991年：Action Baseball II〜嵐を起こせ鷹軍団
- 1992年：BIG CHALLENGE '92
- 1993年：GO WILD! GO!〜野生派宣言
- 1994年：ING 1994年、何かが起こる
- 1995年：AIMING 狙います。
- 1996年：一二三いかせます。
- 1997年：Wild but Balanced
- 1998年：AIMING2（エイミング アゲイン）
- 1999年：Get the top
- 2000年：めざせ! V2
- 2001年：Super Hawks 2001〜鷹の時代
- 2002年：2002 Super Hawks AGAIN〜All Together
- 2003年：Victory Again〜羽ばたけHAWKS
- 2004年：GOLDEN HAWKS〜果てしなき勝利への挑戦

ソフトバンク時代
- 2005年：めざせ世界一!
- 2006年：めざせ世界一!
ほかに「WE = HAWKS」、ロッテ戦限定スローガンとして「倍返し。」
- 2007年：めざせ世界一!
ほかに「WE = HAWKS」、「ストロングホークス」、終盤戦・クライマックスシリーズスローガンとして「優勝へ、全開!」
- 2008年：めざせ世界一!
ほかに「WE = HAWKS」、開幕戦スローガンとして「熱気ブン!ブン! 全員開幕」、シーズン終盤スローガンとして「誇りを胸に、頂点へ」
- 2009年：「フリキレ!! 全員、全開、前進ホークス。」
ほかに「WE = HAWKS」、終盤戦スローガンとして「フリキレ!! いざ、頂点へ。」
- 2010年：「今年はやらんといかんばい!」
ほかに終盤戦スローガンとして「勝たんといかんばい!」
- 2011年：「(ダ)」(◯の中にダ)。
ほかに終盤戦スローガンとして「燃えるん(ダ)」
- 2012年：「VV(ブイブイ)」
ほかに終盤戦スローガンとして「燃えろ! VV」
- 2013年：「超!ガツガツ行こう!」
ほかに終盤戦スローガンとして「超! ガッツメラメラ」
- 2014年：「(俺)がやる。」（◯の中に俺。）
ほかに終盤戦スローガンとして「ゼッタイ! (俺)がやる。」
- 2015年：「熱男」（アツオ）
ほかに終盤戦スローガンとして「全員! 熱男!」
- 2016年：「熱男2016」（『熱男』の読みは2015年と同じ）
ほかに終盤戦スローガンとして「熱男ファイヤー〜頂点へ燃え昇れ!」
- 2017年：「1(ワン)ダホー!」
ほかに終盤戦スローガンとして「ALL FOR 1ダホー!」および、「全力! 1ダホー!」
- 2018年：「もう1頂!(いっちょう)」
ほかに終盤戦スローガンとして「もう1頂! HAWKS魂」
- 2019年：「奪Sh!（ダッシュ）」
ほかに終盤戦スローガンとして「V奪Sh!」
- 2020年：「S15（サァイコー!）」
ほかに終盤戦スローガンとして「全員HAWKS S15」
- 2021年：「鷹く!（たかく!）」
ほかに終盤戦スローガンとして「熱く鷹く!」
- 2022年：「もっと!もっと!もっと!」
ほかに終盤戦スローガンとして「もっと!もっと!もっと!もっと!」
- 2023年：「鷹!鷹!鷹!（おう!おう!おう!）」
ほかに終盤戦スローガンとして「頂点いくぞ! 鷹!鷹!鷹!」
- 2024年：「VIVA 美破!（ビバ）」
ほかに終盤戦スローガンとして「いざ、美破!」
- 2025年：「PS!（ピース）」（Professional Spirit）

## 主なトピック

### 没収試合で掴んだ初優勝
1946年シーズンは、11月5日の最終日まで優勝の行方がわからなかった。この日、後楽園球場で東京巨人軍対セネタース、そしてグレートリング対中部日本軍の変則ダブルヘッダーが行われ、巨人が勝ってグレートリングが敗れると2チームが同勝率で1位となり、同点決勝戦に持ち越される可能性があった。だが、第1試合で巨人が1-4で敗れたため、グレートリングは出番を待たずに創部9年目、悲願のリーグ戦初優勝を決めた。なお、グレートリングはその最終戦で別所昭を先発に迎えたが、鼻血と失神により途中降板するアクシデントがあり、4-7で敗れている。
鶴岡一人は後年「（優勝したのは）パシフィックの藤本さん（同チーム監督）のおかげだよ」と述べている。これは、パシフィックは戦前の既存球団に在籍していた藤井勇・白石敏男を獲得。すでに両選手は戦前所属した球団から給料をもらっていなかったので、藤本は自由契約の身分だと考えて獲得したが、日本野球連盟は調査をすることを決めて「調査が完了するまでは公式戦出場を認めない」とした。だが、それを無視して2人を無断で5月の公式戦4試合に出場させてしまい、後にこれらが没収試合となってしまった。このうち2試合がグレートリング戦で、5月23日の試合は7-5でグレートリングが勝っていたので勝敗には関係ないが、26日の試合はパシフィックに4-7で敗戦していた。これが没収試合の規定で9-0でグレートリングの勝利となった。もし没収試合がなく、最終戦が上記の成績だったら、巨人対グレートリングの同点決勝となっていた。

### 毎回得点試合・毎回失点試合
南海時代の1952年6月7日、後楽園球場での対東急フライヤーズ戦で、日本プロ野球史上初の毎回得点記録が達成された。それも1回から5回までは毎回2点ずつを小刻みに取り、最後の9回には一挙4点を挙げ18-4での大勝劇で史上初の快挙を飾った。スコアは毎回得点の項にテーブルとして掲載している。
逆に毎回失点を喫してしまった経験は2回ある。1回目は南海時代の1975年5月11日の対阪急ブレーブス戦（阪急西宮球場）で4-15で敗れ、阪急に毎回得点 を献上している。2回目はダイエー時代の1997年5月7日の対西武ライオンズ戦で、7回に大量6点を失うなど、0-21の完封負けを喫している。

### 日本シリーズ最少観客動員記録
1953年の日本シリーズ（対巨人戦）は、本来第5戦を後楽園球場、第6・7戦を大阪球場で行う予定だったが、日米野球の日程の関係と当時の大会規定で「第1・3・5・7戦と第2・4・6戦は毎年両リーグが交互に指定し、また第1・2戦、第3・4戦、第5・6戦はそれぞれ連続して同じ地区の球場を指定すること」という取り決めもあり、予定を変えて5・6戦を南海主催、7戦を巨人主催の後楽園という日程で行った。このうち第6戦は本来の大阪球場ではなく大阪タイガースの本拠地の阪神甲子園球場を借りて開催したが、有料観客はわずか6346人というシリーズ史上最少記録となった。

### こけら落しがサスペンデッドゲーム
1987年5月23日、この年に開場した新潟県・柏崎市佐藤池野球場のこけら落しとして、対ロッテオリオンズ戦が開催された。ところが、当日は激しい降雨で、本来なら中止にしたいところだったが、柏崎市では1950年以来37年ぶり の公式戦開催とあって、前売り券も売り切れる好調ぶりであることから、大会を主催した新潟日報と柏崎市は強行開催をしようと天候の回復を待った。
そして小康状態となるのを見てグラウンドの整備や土の補充を行い、当初発表の14時より32分遅れて14時32分に試合開始となったが、再び大雨になったため64分の中断を強いられる。それでも注目度が高いことを考慮して試合成立にこだわり、何とか試合は成立した。中断明け後は問題なく試合が行われ続けたが、佐藤池球場にはナイター照明設備が設置されておらず、日没になればその時点で試合を打ち切らなければいけない。当時の新潟の日没時刻は18時20分で、ギリギリまで開催することも可能だったが、雲が分厚かった影響もあり、これ以上試合を続けると球が見え辛くなって危険という理由で、8回表・4-4で迎えたロッテの攻撃途中の17時44分をもってサスペンデッドゲームが宣告された。この試合の続きは7月8日に平和台で開催され、河埜のサヨナラ適時打で勝利した。
パ・リーグでは1950年代から1960年代にかけて7試合のサスペンデッドゲームがあったが1966年6月7日中断・6月8日再開の東映-東京戦を最後に途絶えており、21年ぶりのサスペンデッドゲームとなった。サスペンデッドゲームの条項はセ・リーグと交流戦にはなく、パ・リーグのみに設けられていたが、これ以降は実施例が一度もないまま2012年度に条項が廃止されたため、この試合が日本プロ野球最後のサスペンデッドゲームとなった。
このサスペンデッドの中断前の試合が行われた次の日の5月24日に新潟市の鳥屋野運動公園野球場で開催が予定されていた試合はこの豪雨の影響によりグラウンドコンディション不良という理由で開催中止された。
なお、南海は1977年から1988年まで、夏季を中心として「新潟シリーズ」を行っており、初日の土曜は原則として長岡市悠久山野球場、2日目は鳥屋野運動公園野球場を会場として行った。ただし、1981年の対西武ライオンズ戦では、初戦が上越市営球場、前述の1987年と1988年の対近鉄バファローズ戦の初戦は柏崎で行われている。また、日曜の開催のうち、1977年・1978年と1982年 は当時2シーズン制であったため、できるだけ1カード3連戦を消化できるようにするためにダブルヘッダーで実施されたことがある。

### 堺市への幻の移転計画
大阪球場は、1994年の関西国際空港開港に伴う難波地区の再開発計画の対象地域に指定されていたため、1990年を最後に閉鎖が決まった。親会社である南海電気鉄道は大阪球場に代わる新球場の建設を検討していたところ、大阪市に隣接する堺市が、当時の市長の意向で熱心に誘致を進めた。しかし、ダイエーへの球団譲渡と福岡市への本拠移転によって、この計画も幻となった。
大阪球場はその後、1989年・1990年の2年間だけ、近鉄バファローズが準本拠地として使ったのを最後に役目を終えた。暫定措置としてフィールド部を住宅展示場として使用した後、1998年に完全閉鎖。その後の再開発事業により、なんばパークスとなった。中百舌鳥球場も地元の草野球や少年野球などの一般利用向けに使われていたが、2001年に閉鎖され、跡地にはマンションが建設された。

### 生卵事件
1996年5月9日、対近鉄バファローズ戦（日本生命球場）での試合に2-3で敗れた後、苛立ちを募らせた一部のファンが暴徒化し、王や選手の乗ったバスに向かって「お前ら、プロか」の罵声と共に生卵を投げつける事件が起きた。この年は開幕から低調で、チームはこの敗戦で4連敗、この日時点での成績は9勝22敗、借金13、勝率も3割を切る惨状に、前日にも敗戦に怒ったファンがバスを取り囲む騒ぎが起きるなど、主に福岡以外の球場で王の采配を疑問視するファンの暴走が相次いでいた。

### 保護地域でのロードゲーム
※福岡ソフトバンクホークス主催試合の地方球場一覧に詳細参照
これまでに公式戦で5試合（3カード）、地元福岡でロード扱いの試合を行ったことがある。
- 1999年6月11日 - 13日、対オリックス・ブルーウェーブ戦（福岡ドーム）

詳細はオリックス・バファローズ#敵地での主催ゲームを参照。
- 2008年5月29日、対横浜ベイスターズ戦（北九州市民球場）
- 2012年5月31日、対横浜DeNAベイスターズ戦（北九州市民球場）

以上の2試合は前日にそれぞれ別の九州地方（前者は新大分球場、後者は長崎ビッグNスタジアム）で試合を行う「九州2連戦」となっている。
以上の3試合とも、ベンチの配置の関係でロード扱いのホークスは一塁側、対戦相手側は三塁側のベンチを使用していた（協約上、ホームチームがベンチを選べる）。新大分球場、長崎ビッグNスタジアムではホークスが三塁側でベイスターズが一塁側を使用した。
オープン戦では、福岡ドームや北九州で読売ジャイアンツと、北九州ではこれに横浜DeNAベイスターズ・広島東洋カープと地元でのロードゲームを行ったケースはあった。この際、福岡ドームでのジャイアンツ主催はジャイアンツが三塁側、ホークスが一塁側を使用した。北九州市民球場では、ジャイアンツやカープが一塁側をホークスが三塁側を使用した。ベイスターズ主催は、公式戦同様、ベイスターズが三塁側を、ホークスが一塁側を使用した。

### 台湾での公式戦
2002年5月14日・15日に、台北市立天母棒球場で対オリックス・ブルーウェーブ2連戦を開催した。井箟重慶によると、台湾での公式戦はもともとオリックスが計画していたものの、収支面の見通しが立たずに断念。計画が宙に浮く格好になっていたが、2002年にダイエーが開催に漕ぎ着けたものだったという。なお、日本のプロ野球が海外で試合を行うのは戦後3回目（1961年5月20日の西鉄ライオンズvs東映フライヤーズ、1962年6月13日・14日の阪急ブレーブスvs大毎オリオンズが当時アメリカ合衆国の占領下にあった沖縄で行って以来）だが、台湾での公式戦は戦後初である。
試合は松浦亜弥の始球式で始まり、第1戦は5-4でダイエーがサヨナラ勝ち、第2戦はオリックスが8-7で勝利した。
球団は翌年の2003年にも高雄市で対西武ライオンズ2連戦を予定していたが、西武との交渉がまとまらず開催には至らなかった。

### 東京での主催ゲーム
2004年6月15日、対大阪近鉄バファローズ戦（2連戦の初戦）を、王貞治の古巣である読売ジャイアンツの本拠地・東京ドームで主催ゲームとして初開催した。なお、この試合の数日前である6月7日の試合で監督通算1000勝を達成したため、急遽通算1000勝記念試合として開催された。また、2012年からは「鷹の祭典」の一環として毎年のように東京ドームで主催ゲームを1 - 2試合開催している。

### 大阪での主催ゲーム
2014年8月18日、ソフトバンクの主催により、京セラドーム大阪にて対西武戦を開催した。試合はソフトバンクが6-5で勝利し、観客は32,093人であった。元々ソフトバンクは前身が大阪府を保護地域とした南海であったことから、京セラドーム大阪にて主催試合を開催することとなった。大阪での主管試合の開催は、福岡移転前の1988年以来26年ぶりのことであった。ソフトバンクは前日まで京セラドーム大阪にてビジターで対オリックス戦が組まれており、試合当日は大阪で主催試合を行い、翌日と翌々日の2日間については従来通り福岡で主催試合を行った。なおこの大阪と福岡での変則3連戦は、ソフトバンクへの球団譲渡10周年を記念した「福岡ソフトバンクホークス10thシリーズ」と題した特別シリーズとして行われた。
2015年以降も毎年1試合継続して行われているほか、京セラドームでの対オリックス戦1カードは年度により南海の復刻試合（オリックス側は年によって阪急または近鉄）として開催されることがある。但し、京セラドームを本拠とするオリックスがソフトバンク主管のビジター球団として出場したことはない。

## 地元・福岡との連携

### ホークスサポーターズクラブ
地元企業・商店が後援のため、ホークスサポーターズクラブとして球団と提携し、各種イベントや試合で勝利した場合に割引（勝ったら企画）を行なうところが増えている。

### 小売業との連携

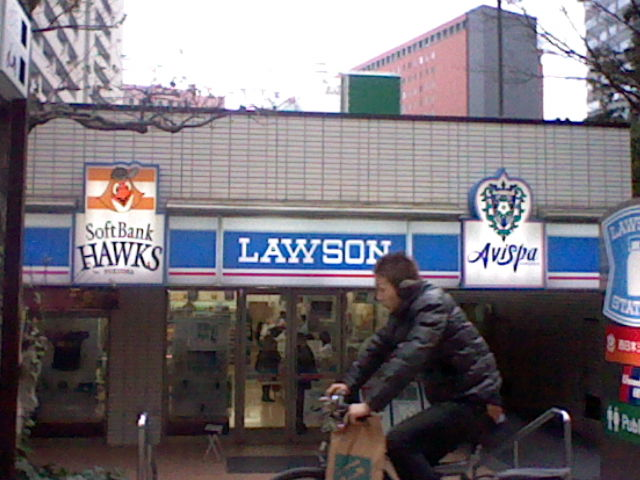
ローソン福岡市役所店（福岡市中央区天神）
ホークスとアビスパのロゴが併設されている。

- ダイエー時代は小売での競合相手である岩田屋、博多井筒屋、博多大丸[注釈 67]、イオン九州[注釈 68][250][251] などの小売業はセールなどは消極的であったが、ペットマークなどの使用の自由化（ロイヤリティーの無料化）といった営業努力、さらに球団の福岡での活躍が重要視されるなど「地域密着」を打ち出すようになり、各種企業の協賛も増えた。ソフトバンクになってからも連携は続いている。ゆめタウン（イズミ）[注釈 69]、エディオン、阪急百貨店（博多阪急）など福岡県以外を本拠地とする企業でも地元に店舗を置いていることから協賛する例も多い[注釈 70]。
  - 南海時代は、小売業では髙島屋が当時の球団親会社の南海電気鉄道と資本提携し、難波駅の南海ビルディングに登記上の本店（大阪店）を構えていたことで間接的に関係があり、南海の球団売却までは企業内にも応援組織として「高島屋ホークス後援会」が存在していた。しかし、1950年代の南海黄金時代は、まだ応援・優勝セールの商習慣がなく、1978年から売却まで4位以下と低迷したため、高島屋大阪店における優勝セールは1973年の1回にとどまった[注釈 71]。
  - ダイエーは球団所有以前から球団所在地の店舗で地元球団の優勝セールを行っていたが、球団所有後も各球団の許諾を得て関西地区で阪神タイガースの、埼玉県で西武ライオンズの優勝セールを行うなど、地域性に応じた柔軟な対応を行い、特に2003年は関西地区で日本シリーズで対戦するダイエー・阪神の両球団の優勝セールを行う異例の対応となった。
- 2007年春よりローソンとのコラボ店舗、ローソン地行三丁目店がオープン。店舗内装には、通常使用されているブルーではなく、ホークスのチームカラーであるイエローをシンボルカラーとして使用。店内壁面に、ホークス選手15名のパネルを掲出。福岡Yahoo!JAPANドームを模した形の専用什器を常設し、ホークスのキャラクターを掲出した2種類の什器で、ホークスグッズ（約60品目）を販売。また、キャンペーンにも積極的に参加している。
- 2010年、7年ぶりのパ・リーグ制覇を記念して、地域の企業とライセンス契約を結びパ・リーグ優勝記念グッズの企画を行い、地域企業との連携を深めている。今までにない企画商品例として、優勝時メンバーの写真とのコラボレーションで製作依頼が出来るオーダーメイドジグソーパズルなどもある。
- 2015年には、イオン九州・マックスバリュ九州・元親会社のダイエーが共同で「福岡ソフトバンクホークス×WAONカード」の発行を開始している[253]。カードにはキャラクターとしてハリーホーク・ハニーホークおよびWAONのイメージキャラクターのハッピーワオンの図柄が印刷されている。
- 広島県内のソフトバンクショップ（Y!mobileショップを含む）では、競合球団の広島東洋カープの優勝セールを行う店舗があるなど、ソフトバンクグループ内では地域性を考慮した柔軟な対応も行われている（特に公式戦での競合が少ないセントラル・リーグ球団の場合）。

### 他のプロスポーツとの連携
2006年から、同じ福岡市を本拠地とするJリーグのアビスパ福岡と連携を深めており、両球団の公式サイトにおいてお互いのバナーを貼るなどしていた。またオーナーの出身地をホームタウンとするサガン鳥栖とも積極的にコラボを行っており、2016年 - 2019年は鷹の祭典の時期に合わせて同じデザインの特別ユニフォームを着用していた。
2024年の「ファイト！九州2024」では九州・沖縄に本拠地を置く全クラブとのコラボグッズを発売しており、良好な関係を保っている。
なお、Bリーグのライジングゼファー福岡とも相互に連携している。

### 公共交通機関
- 西日本鉄道は、川﨑宗則を自社のTVCMや広告看板などに起用。2007年と2009年には球団のラッピング電車（8000形）が運行された。
- 球場へのアクセスをはじめ市内交通で西鉄と競合する福岡市地下鉄も和田毅をキャンペーンに起用。ドーム最寄の唐人町駅には主力選手の写真が飾られている。
- 2011年9月12日から10月16日まで、九州旅客鉄道（JR九州）がホークス応援ラッピング新幹線（800系U004編成）を運行した[255][256]。
- 2010年6月23日から7月21日まで、日本航空のボーイング777（JA009D）に「鷹の祭典2010」をPRするマーキングが施され「JALホークスジェット」として国内線で運行された。

### 在福マスコミとの連携
- ホークスはダイエー時代から在福（北部九州）放送各局との連携が盛んである。
- 読売新聞西部本社は、2000年の日本選手権シリーズ以降、系列の福岡放送に対する配慮からホークス応援の姿勢を他紙以上に強めており、ヤフードームへ広告を出したり、福岡県版ではテレビ欄に中継がある試合のチケットの売れ行き情報を掲載したりしている。地元の西日本新聞社など他の新聞社もそれぞれの方法でホークスとの連携強化を図っている。

### ホークス応援隊
2011年12月11日にヤフードームで開催されたファン感謝イベント「感謝の集い2011」において、女性アイドルグループAKB48の姉妹グループで地元福岡を拠点に活動するHKT48が、ホークス応援隊に就任することが発表された。2012年は春季キャンプでのイベント出演、3月30日の開幕戦での登場をはじめ、FAN!FUN!STAGE（主にドーム近くの劇場で行われるHKT48の公演とホークスの試合開催日が重なった際に、公演前に実施）、試合前のグラウンド（7月15日、8月30日）、ホークスキャラバン、「感謝の集い2012」でのミニライブが実施され、2013年も前年に続いてホークスキャラバン、FAN!FUN!STAGEでのミニライブ等が実施された（不定期）。また、福岡ヤフオク!ドームにはスーパーボックス席を改装したメンバー仕様のHKTルームや、メンバーのサイン等が展示されたブースもあり、ホークスとコラボレーションしたグッズも販売されていた。メンバーでは若田部遥が2012年6月15日、指原莉乃が2013年9月26日と2015年9月28日に、それぞれ始球式に登場している（指原はホークス応援隊としてではなく、試合のスポンサー関係）。応援隊としての活動は2013年で終了しているが、2014年も前年に引き続きホークスキャラバンに参加（不定期）。また、TOKYO MX「STRONG!ホークス野球中継」では、若田部遥（当時・HKT48メンバー。現：フジテレビ報道局報道センター記者）が父・若田部健一が解説を行う試合の際にリポーターとして活動していた時期がある（不定期）。
AKB48の姉妹グループでは、2010年9月10日にSKE48、2011年5月15日にNMB48 が、グラウンドでのミニライブや始球式に登場している。

### その他
筥崎宮で毎年1月に必勝祈願を行うのが恒例である。

## テレビ番組
- 日経スペシャル ガイアの夜明け 「人気選手流出」「長期不況」で揺れる日本球界の将来はどうなる!?（2002年4月21日、テレビ東京）[260]。- 「変革した米国」と「変革しない日本」を対比。福岡ダイエーホークスの今を取材。

## 放送

### 中継番組
テレビ
- NHKプロ野球（NHK福岡放送局）※総合テレビでは九州・沖縄8県で同時放送。
- S☆1 BASEBALL 鷹ちゃんLive（RKB毎日放送）※ビジターゲームの中継にも遠征して中継するが、楽天モバイルパーク・エスコンフィールド・バンテリンドームナゴヤ（交流戦）・マツダスタジアム（交流戦）で開催される試合は、解説者やリポーターを派遣の上で、地元系列局からのネット受けの場合がある。逆にホームゲームをTBSテレビ（関東ローカル向け）やビジター球団の地元局（毎日放送・中国放送など）が別制作したことがある。
- DRAMATIC BASEBALL（福岡放送）※BS日テレやビジター側の地元系列局に同時ネットするか（主に広島テレビ）、地元局が別制作するか（主に札幌テレビ、宮城テレビ）のいずれかとなる。
- カチタカ!（九州朝日放送）※テレビ朝日（関東ローカルとBS朝日のいずれかまたは両方向け）やビジター側の地元局（北海道テレビ・東日本放送・朝日放送テレビ・広島ホームテレビなど）が別制作したことがある。またBS朝日単独放送分は、要員などの都合に合わせて九州朝日放送とテレビ朝日のいずれかが制作する。
- HAWKS BASEBALL LIVE（テレビ西日本）※BSフジにも同時ネットすることがある他、フジテレビ（関東ローカル向け）やビジター側の地元局（テレビ新広島など）が別制作したことがある。
- テレQスーパースタジアム（TVQ九州放送）※BSテレ東で年1～2回同時ネット（BS放送当日は出水酒造が冠協賛スポンサーにつく。この場合ビジターゲームでもTVQ九州放送主導の制作とすることがある）。またBSテレ東で単独放送となる場合はテレビ東京主導で制作する。
- パ・リーグ応援宣言!ホークス中継（TOKYO MX）※在福局ではない。原則としてTOKYO MX2（093ch）で放送するが、東京ドームでの主催試合時などにTOKYO MX1（091ch）で放送する場合もある。
- BS12 プロ野球中継（BS12トゥエルビ。2013年、2018年〜）※球団制作中継（ビジターゲームを含む）を放送。年度により実況をホームチーム応援・ビジターチーム応援で2組配置して独自制作する場合あり。

2020年よりスカパーJSATが直接放映権を獲得し、キャンプ中継はBSスカパー!が、公式戦はスポーツライブ+（スカサカ!を改組）が放送するが、同時にJ:COMなど、一部のケーブルテレビ局でも配信を開始する。また2022年からはBSよしもとが開幕戦となる対日本ハム戦の中継を行う。また球団が制作会社の九州東通と契約してテレビ中継を独自に制作しており、在福局以外ではインターネット配信も含めてこちらがそのまま放送されることが多い。
ラジオ
- RKBエキサイトホークス（RKB毎日放送）
- KBCホークスナイター（九州朝日放送）

どちらも、リーグ優勝決定後の消化試合も含めて最終戦まで放送していた。特に「KBCホークスナイター」は長らく開幕戦から最終戦までホーム・ビジターに関わらずホークスの全試合を中継していたが（JRN単独加盟局であるRKBはNRN独占カードとなる東京ヤクルトスワローズ主催試合の中継ができないため）、制作委託予算が削減されたことにより、2023年から土・日曜のビジターゲームの中継を休止した。
インターネット
- パ・リーグTV
- DAZN
- スカパー!番組配信
- プロ野球24
- イージースポーツ（二軍戦のみ）

過去に放送されていた中継番組
- 毎日放送ダイナミックナイター（MBSラジオ）※南海時代末期は、主に阪神タイガース戦非開催時および、1977年以降放送権の関係でNRN担当日に中継できない巨人主催阪神戦の裏カード時が中心
- ABCフレッシュアップナイター（ABCラジオ）※同上
- 南海ナイター／南海サンデーワイド／ホークス日曜ナイター→OBCビッグナイター（ラジオ大阪）※OBCビッグナイター移行後は同上
- 近鉄バファローズナイター（ラジオ大阪）※原則として対近鉄バファローズ戦のみ。ダイエー時代も近鉄球団の消滅まで自社制作を継続。
- KBS京都エキサイトナイター（KBS京都テレビ）※対近鉄バファローズ戦は近鉄グループ協賛『近鉄エキサイトアワー』として近鉄主催時に準じた内容で近鉄応援の放送。
- MBSプロ野球中継／〇曜ナイター（毎日放送）※ナイターの〇は「日」など曜日が入るが、ナイターの中継頻度は少なかった。
- 和歌山放送でも主に日曜デーゲームを放送（題名不明）されていた時期がある。（南海電車沿線である大阪湾や泉州地区など大阪府南部でも聴取できることを踏まえて行った 詳細はWBSゴールデンナイター参照）
- J SPORTS STADIUM（J SPORTS 3）2006年〜 ※2008年はパ・リーグの放映権の問題があって主催試合のオープン戦は放送できなかったが、2月下旬に問題が解決した。同年3月20日の開幕戦から放送を再開している。2011年で終了し日テレプラスへ移行。
- 日テレプラス プロ野球中継 HAWKS Perfect Live（日テレプラス） 2012年のCS放送によるホームゲーム全試合完全生中継を実施[264]。2013年からはFOX SPORTSへ移行。
- HAWKS BASEBALL PARK（FOXスポーツ&エンターテイメント[注釈 72]）・CS放送（FOXチャンネル・FOXムービープレミアム[注釈 73]）によるホームゲーム全試合完全生中継を実施。FOXスポーツ&エンターテイメントでの関連番組は2020年1月31日で終了した[265]。
- ニコニコ生放送（2012年 - 2014年）
上述の他に、ダイエーが親会社だった時代に、サンテレビが『サンテレビボックス席』で中継したことがある。これは当時サンテレビの主要株主にダイエーが就いていたことによるためで、阪神戦の中継できない試合（当時日本テレビが独占していた読売ジャイアンツや、三重テレビ〔実製作は東海テレビ〕以外が放送権を取った際の中日ドラゴンズとのビジター戦）開催日などを利用して年間20-30試合程度放送していた。オリックス主催時も対ダイエー戦に限りダイエー主催時に準じた放送体制[注釈 74]を組んだ他、ダイエー主催では九州朝日放送からの裏送りや同時ネットも若干あった。また開始初期はテレビ朝日主導の制作で九州朝日放送・サンテレビ（と一部テレビ朝日系列局）での放送とする例もあった（1989年から1994年頃と、2001年。当時はダイエーと取引関係のあった企業が中継の協賛スポンサーとしてコマーシャルを提供したことがあった。また、女子バレーボール・ダイエーオレンジアタッカーズ（現・久光製薬スプリングス）の中継も同様のスポンサー形式で放送したことがあった）。

### 応援・報道番組
現在放送中の応援番組
- サンデーウォッチ（RKB毎日放送）
- 月刊!ホークス→One Heart〜鷹よ強くあれ〜（KBC九州朝日放送）
- 夢空間スポーツ（FBS福岡放送）
- Fan!Fun!スポーツ→ファンスポ（TVQ九州放送）
- ホークス花の応援団（RKBラジオ）
- ホークス&スポーツ（RKBラジオ）
- プロ野球三都物語（RKBラジオ）
- ホークス新年会（RKB毎日放送）
※プロ野球三都物語は開幕前に1年に1度放送、ホークス新年会は正月に1年に1度放送。

過去に放送されていた応援番組
- ホークスじゃんじゃん（KBCラジオ）
- ゴーゴーホークス（MBSラジオ）
南海時代に親会社の南海電鉄の提供で放送。福岡移転の際、MCの横山由美子は「福岡へ行ってもがんばれホークス!」の台詞でチームにエールを送った。
- とことん!ホークス（MONDO21）
- That's Hawks（スポーツ・アイ ESPN）
- JUMP UP! ホークス（FBS福岡放送）
- 熱血!!タカハチ組（TVQ九州放送）
- スポーツスタジアム（スポスタ）（TVQ九州放送）
- 月刊アビ鷹どんぶり（KBCテレビ）
- スポーツジョッキー（KBCラジオ）
- とべとべホークス（TNCテレビ西日本）
- 夜はこれから!ホークス派宣言（KBCラジオ）
- ホークスらぶチャンネル（KBCラジオ）
- VIVA!SPORTAS（TVQ九州放送）
- ホークス歌の応援団（RKBラジオ）
- DO!すぽ（TNCテレビ西日本）
- 瞬感スポーツ（RKB毎日放送、2005年1月 - 2015年3月）
- RKBエキサイトホークス 延・長・戦!（RKBラジオ、2015年10月 - 2017年3月）
- 鷹のミカタ（スポーツライブ+、2020年7月4日 - 2024年1月21日）
※RKBエキサイトホークス 延・長・戦!はナイターオフシーズンのみ。

## イベント
福岡ヤフオク!ドームでのホークス主催公式戦では一部の試合においてさまざまなイベントが開催されている。2009年までは「100%エンタ・ドーム宣言」と銘打って毎試合何らかのイベントを行っていた。

### ○○デー
特定の選手やファンなどを対象とした「○○デー」企画が行われている。以下に例を挙げる。
キッズデー
ファンクラブ会員の子供を中心に、ウグイス嬢やスタジアムDJに代わり場内放送を体験するなどの企画が催されている。場内放送に限り、現在は4回裏、5回裏にその回の先頭から3人の打者に限って休日や夏休みを中心に行われている。
○○選手応援デー
ホークスの主力選手の応援デーで、対象選手のグッズ付きチケットが発売されたり、入場者に無料で対象選手のお面や被り物が配布される。2009年まで開催。
チケット得割デー
内野席は半額、外野席は全席1,000円になる。現在は外野席に限り、平日の試合は開幕戦や鷹の祭典等一部の特定試合を除き全席1,000円となっている。
球音を楽しもうデー
鳴り物応援を禁止し、打球や捕球の音を楽しもうと呼びかけている。2009年まで開催。
クラブホークスデー
ファンクラブ「クラブホークス」会員を対象に様々なイベントが行われる。
男子デー
2011年から開催されている男子学生を対象にした企画で、限定グッズの販売をはじめ、タレントやアイドルを起用したイベントが行われる。
K-POPデー
2012年から開催。K-POPアーティスト1組による試合開始前のミニライブ、始球式等が行われる。また、グッズやイベント参加券が付いた観戦チケットも限定販売される。2012年は超新星、2013年はINFINITE、BOYFRIEND、2014年はU-Kissが登場した。
ルーフオープンデー
福岡ドームの屋根を開放して試合を実施する。ホークスが勝利した場合は勝利の花火の打ち上げの都合上一旦屋根を閉めるが、打ち上げ後再開放している。ただし天候次第では行われない、あるいは途中で屋根を閉める場合もある。
ファイト!!九州デー
2016年4月14日・4月16日に連続して発生した「熊本地震」をきっかけに、震災からの復旧・復興を支援するためのキャンペーンとして「ファイト!!九州」プロジェクトが設立され、九州・沖縄に根差したプロ野球チームとして何をすべきか考えた結果、震災復興や新型コロナウイルス感染症（2020年以後）などからの社会的な復興を目指し「ホークスが九州を元気にする活動」を展開するためのキャンペーンを継続的に展開していくための取り組みとして、九州・沖縄の各地で行うホークス主管の公式戦での遠征試合で特別ユニフォームを着用するほか、野球教室やCSR（社会奉仕）活動、また九州・沖縄出身やゆかりのある選手がその魅力を伝えるアンバサダーに就任するなどの取り組みを行っている。

### 鷹祭 SUMMER BOOST（旧称：鷹の祭典）

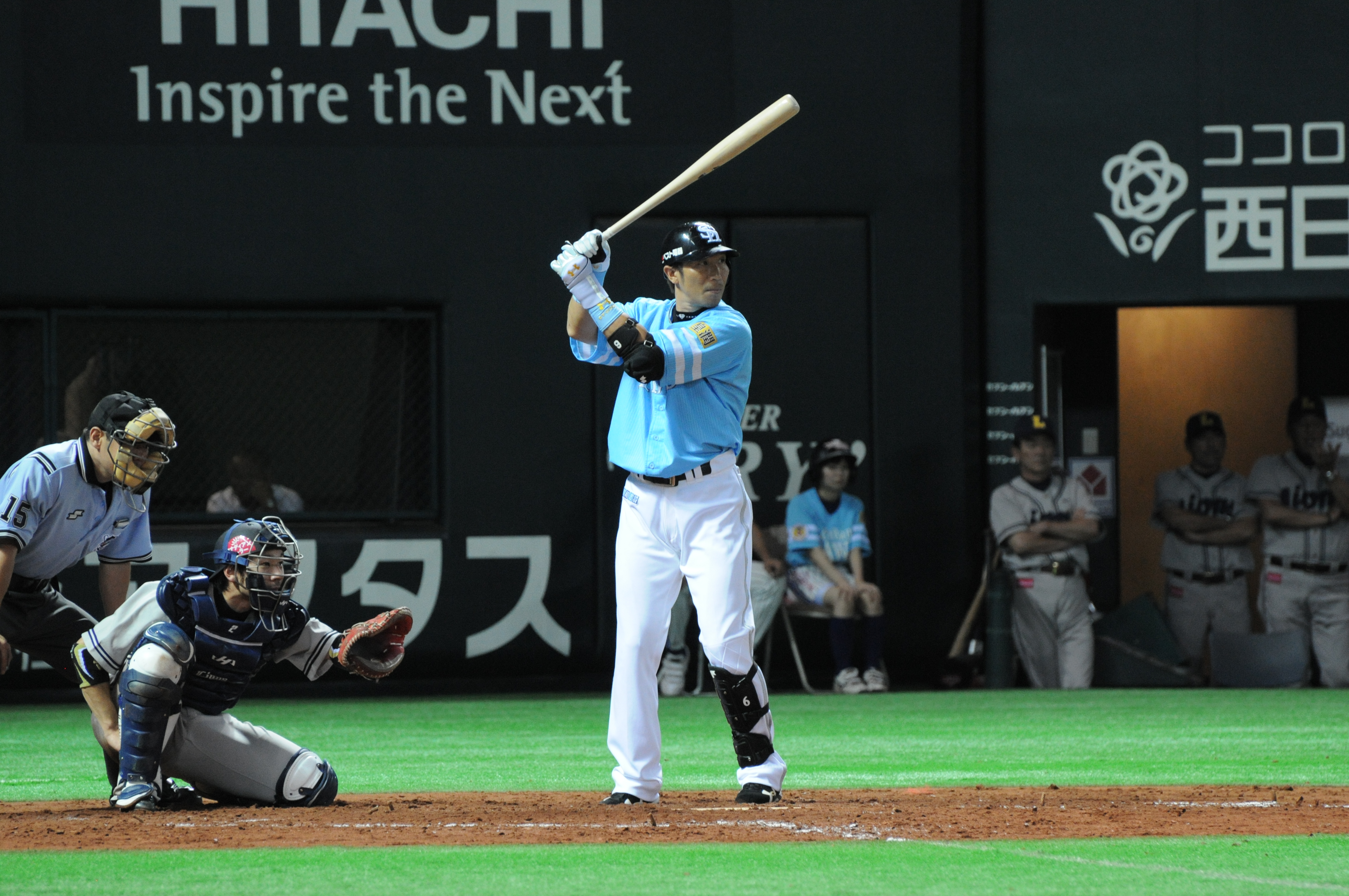
2011年度の鷹の祭典で着用した「チャンピオンブルー」のユニフォーム

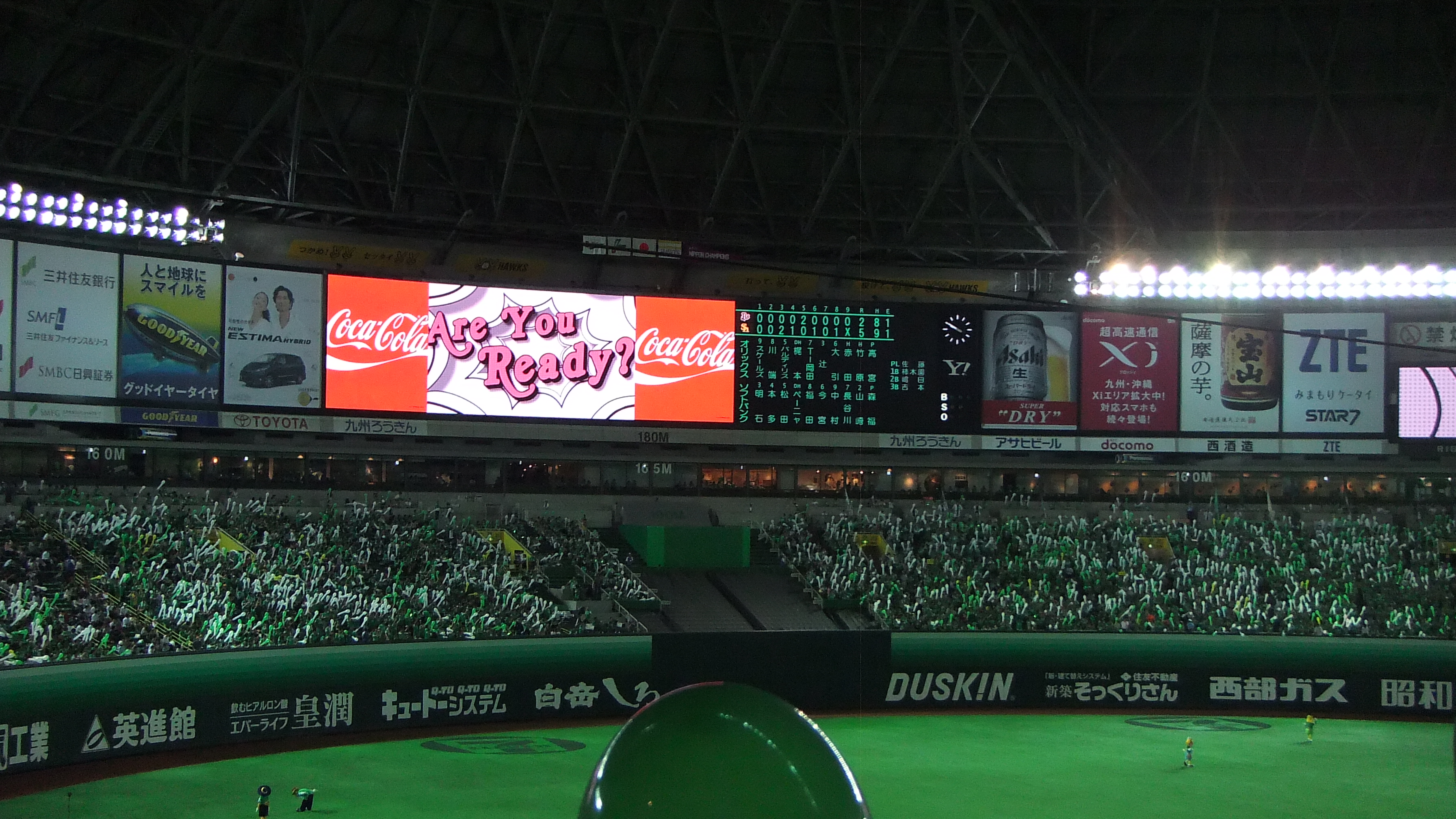
2012年度の鷹の祭典。ユニホーム、風船、ホークスビジョンの文字色がVVグリーンとなっている（2012年7月18日）。

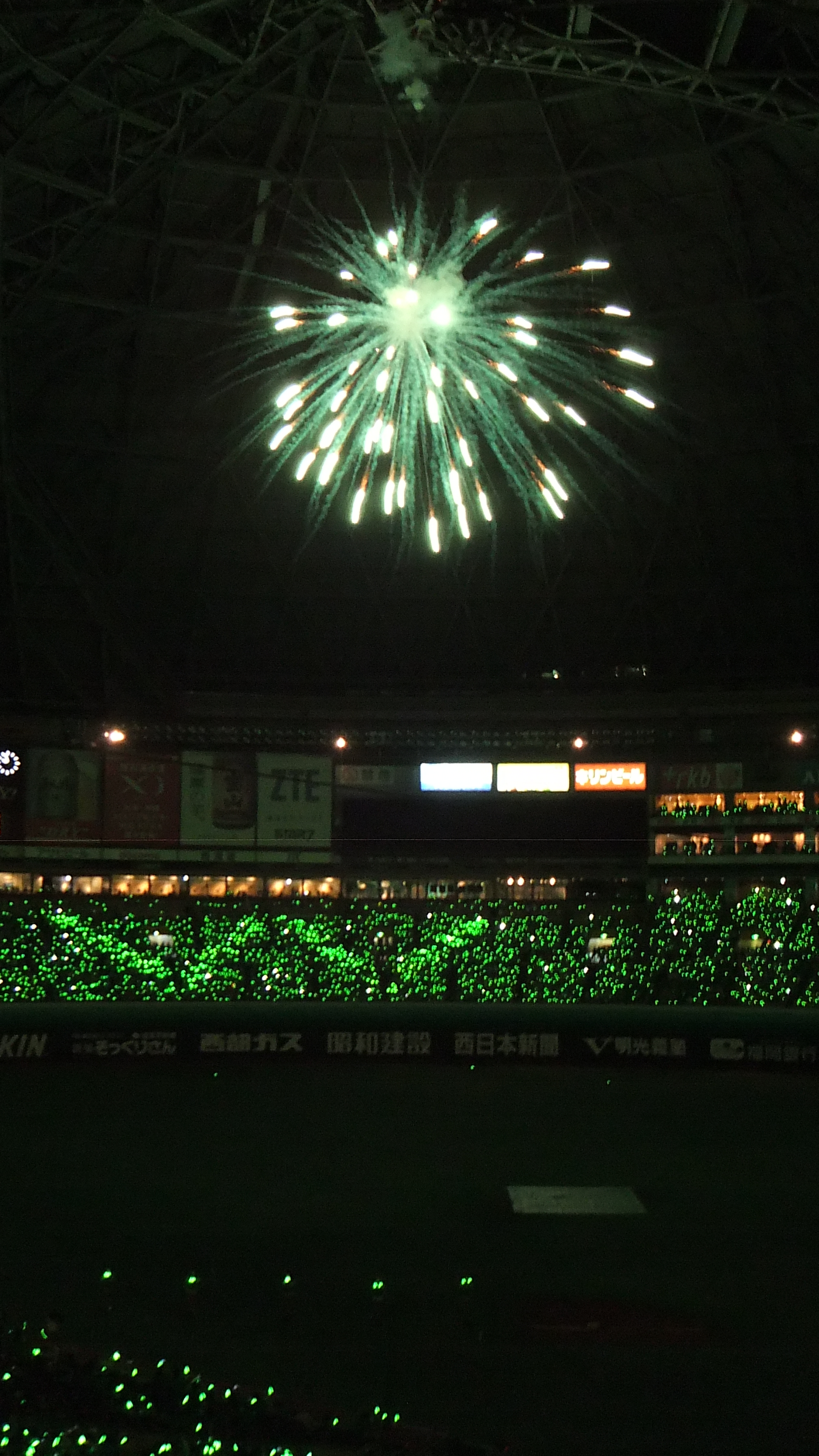
2012年度の鷹の祭典における勝利の花火。花火の色がVVグリーンとなっている他、自由席左方にケミカルライトによる「VV」の文字が浮かび上がっている（2012年7月18日）。

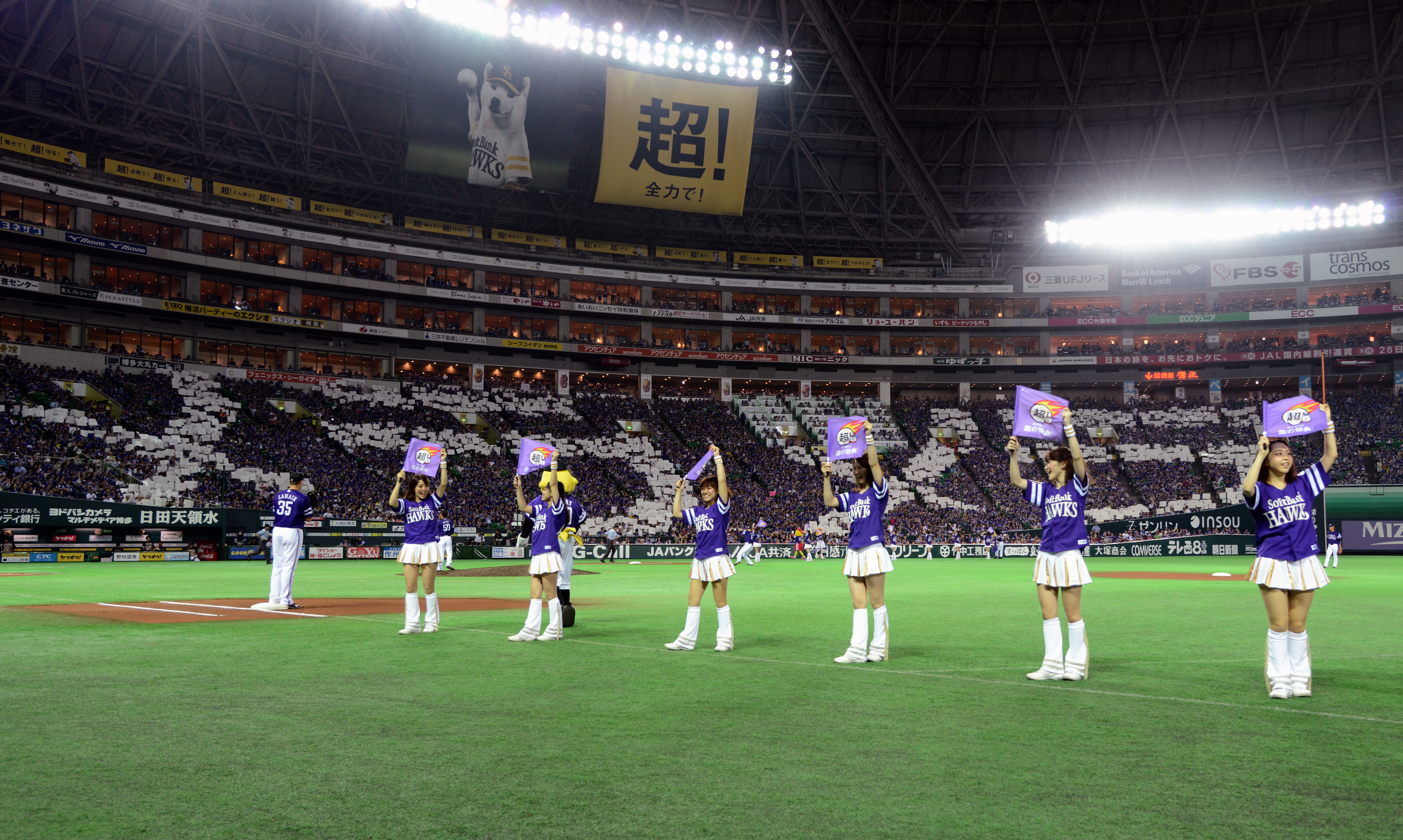
2013年度の鷹の祭典。一、三塁側内野席に白いプラカードによる「ガッツ・メラメラ」の文字が浮かび上がる。写真は三塁側「メラメラ」の文字（2013年7月27日）。

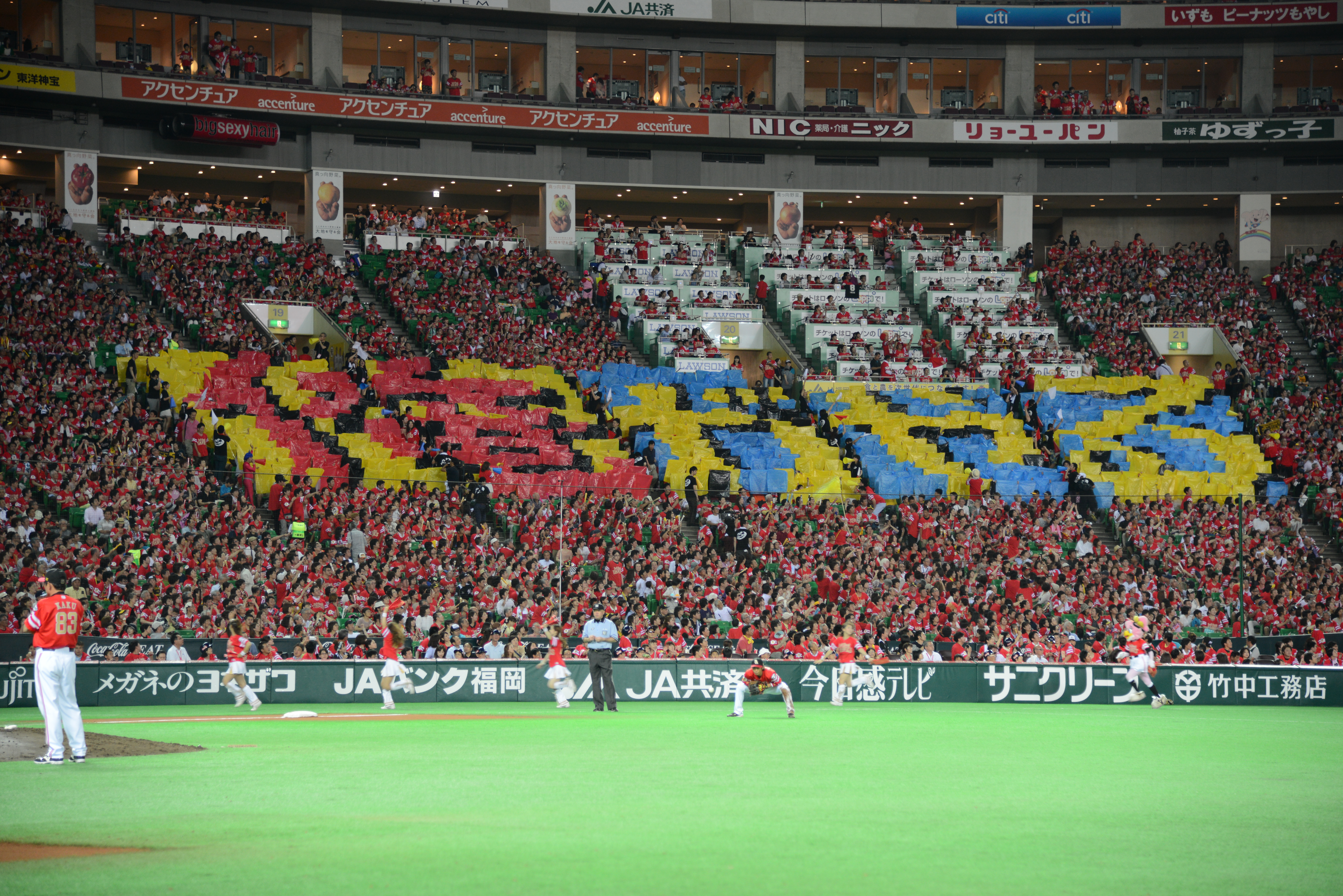
2014年度の鷹の祭典。九州朝日放送と共同で三塁側内野席に「俺がやる」の文字が浮かび上がる。（2014年7月23日）。

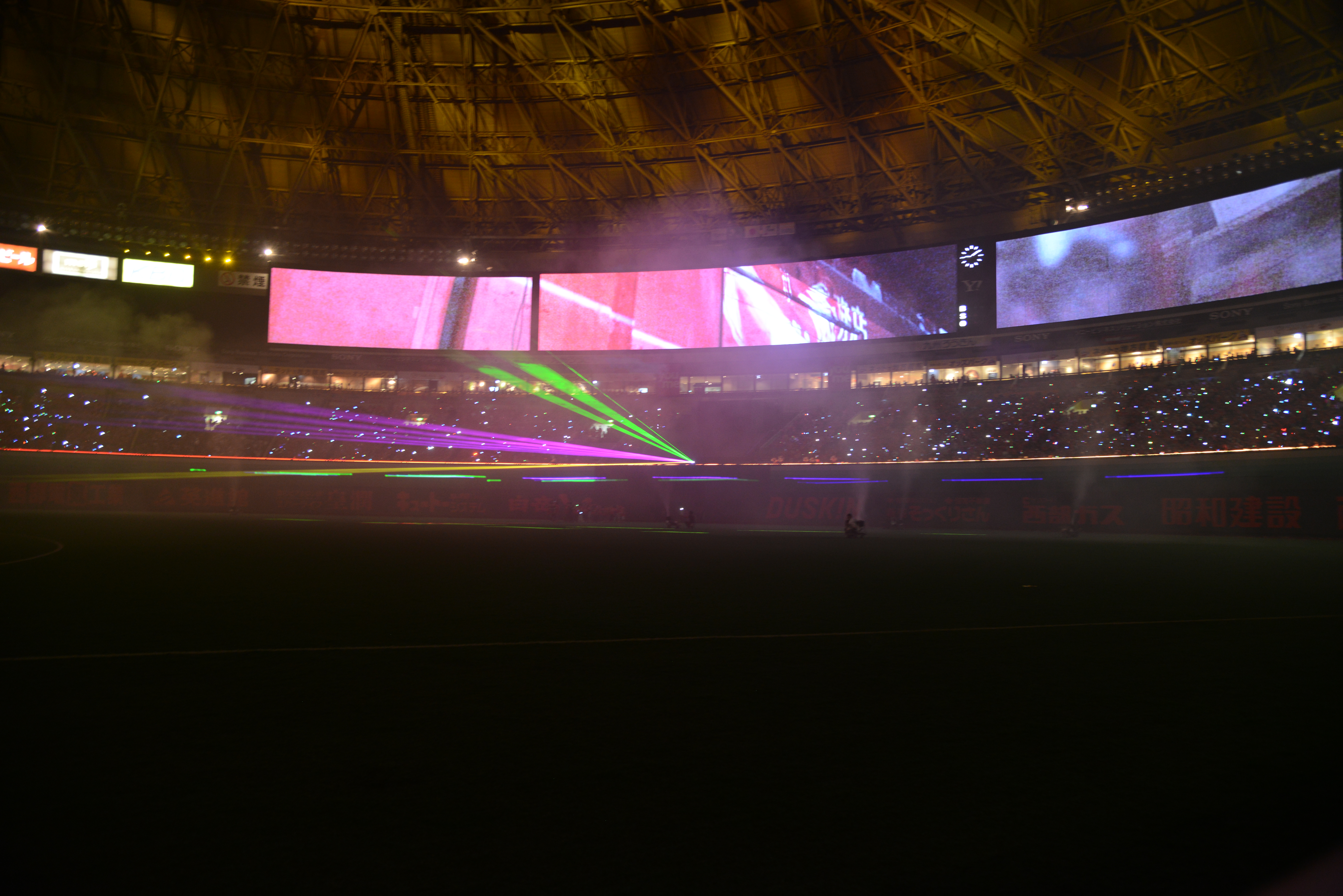
2014年度の鷹の祭典。試合終了後ホークス・スターフラッシュ、レーザー光線および花火のコラボによるパーフォーマンス「光のドーム伝説」が行われた。（2014年7月23日）。

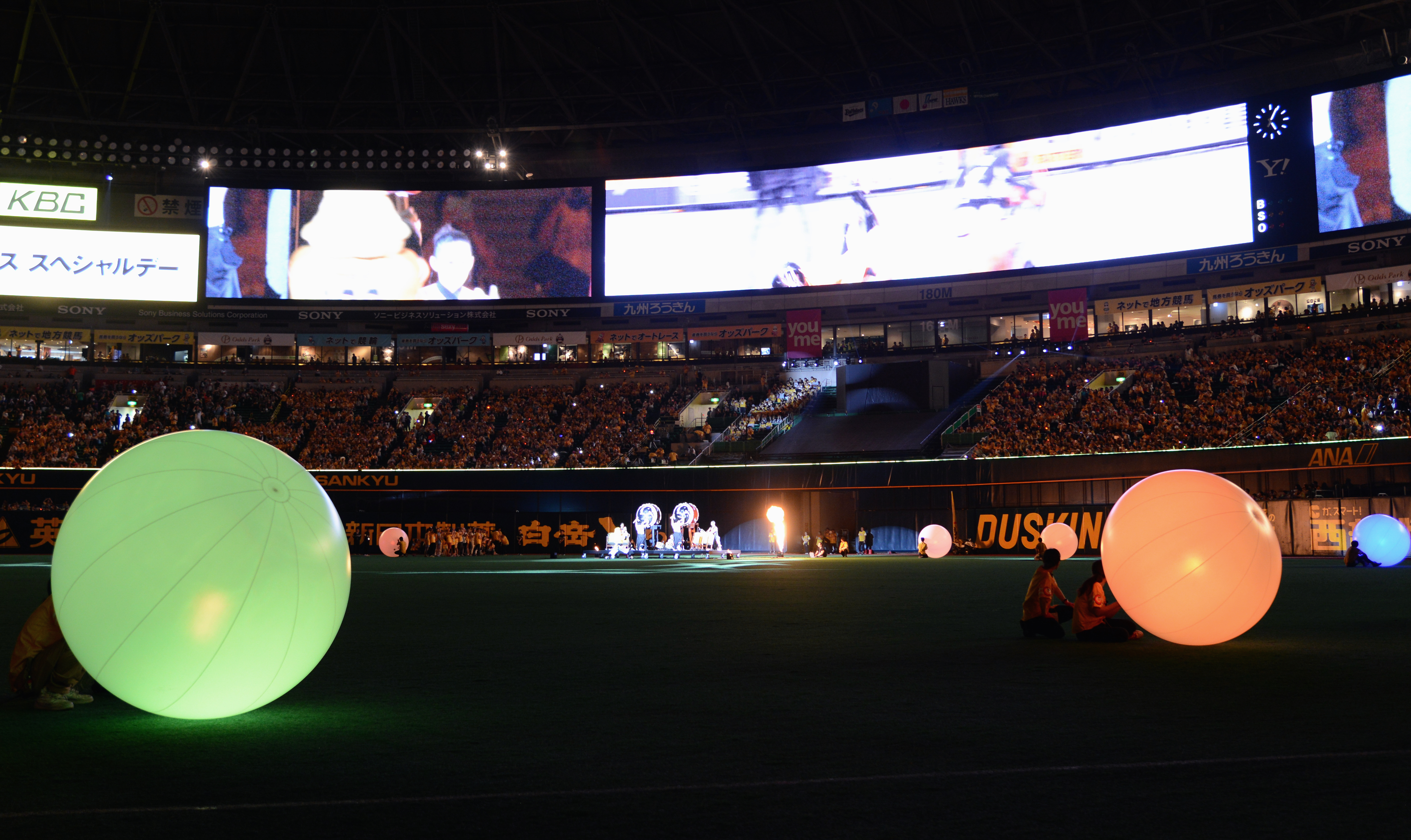
2015年度の鷹の祭典。試合終了後和太鼓演奏と映像、照明、光る球体（チームラボボール）、ホークススターフラッシュが融合したパフォーマンス（光の鼓動）が行われた。（2015年7月26日）。

2004年から、夏休み中のホームゲームで「鷹の祭典」と銘打ったサマーユニフォームを着用したイベントを行っている。このイベントの目玉は入場者全員へのレプリカユニフォームのプレゼントで、ほかにもファン参加型のイベントや市内での大規模なプロモーションが行われる。
ただしレプリカユニフォームの配布に関して問題点も発生している。当初ビジター応援席の観客がユニフォームを受け取ることができるのは球場から帰る時となっており、試合中ビジター席に持ち込めないようにしていた。にもかかわらず、2014年にヤフオクドームで行われた鷹の祭典で、他席種を購入できなかったホークスファンがユニフォーム欲しさにビジター応援席を購入してビジター席に座ったため、本来ビジター席を購入すべきビジターチームのファンがチケットを買えない問題が発生したとされる。また、その苦情に対応したTwitter公式アカウントが「ビジター席の廃止も検討」と発言したことが誤解を招き、後に謝罪した。この発言は「ビジターエリアの幅を事前ではなく、自由席として発売した後の状況に応じて決める」という意味で言ったものだった。
結局、翌2015年からは鷹の祭典以外の試合も含めて、ホークスグッズの入場者全員プレゼントはビジター応援席のみ配布対象外となった。ただし、試合によっては代わりにビジターチームのグッズを配布することもある。
- 2004年は「白のキセキ」と題しホーム用のユニフォームがプレゼントされた。復刻イベントとして2024年には「白のキセキ2024」としてPayPayドーム、京セラドーム、東京ドームで1試合ずつ開催された[274]。
- 2005年は「ブラックホーク降臨!」と題し、ビジター用ユニフォームを着用して試合をおこなった。これに合わせて、ビジター用のユニフォームがプレゼントされた。
- 2006年には3連戦でのイベント開催となり、ホークスは3日間限定の「第三のユニフォーム」を着用して試合を行う。来場者へのユニフォームプレゼントは3日目に行われた。2006年のキャッチフレーズは「BIG YELLOW DREAM」で、ユニフォームは黄色を地色に両腕に黒を配したもの。また、帽子のつばも黄色にした。
- 2007年も前年同様3連戦で開催した。キャッチフレーズは「モエルゼ ナツ! ストロングホークス」で、第三のユニフォームは銀色を地色に両腕が黄色となっている。また、左胸に帽子のShのロゴが用いられた。
- 2008年も前年同様3連戦で開催した。キャッチフレーズは「WE=HAWKS」で、第三のユニフォームはホームユニフォームのレボリューションイエローとホワイトを反転させたものとなっている。前年までは3日目のみであった入場者全員へのユニフォームプレゼントは3日間とも行なわれた他、3日目のみスティックバルーンのプレゼントも行なわれた。また3日目に行なわれたルーフオープンショーではドームの屋根が開くと「WE=HAWKS」の文字が浮かびあがったシーホークホテルが見えるという大掛かりなパフォーマンスも行なわれた。
- 2009年から3年間は、第三のユニフォームはこれまでの黄色を基調としたものではなく「いざゆけ若鷹軍団」の歌詞にちなんだ色を基礎としている。
  - 2009年も前年同様3連戦で開催した。キャッチフレーズは「カツ!ナツ!」で、第三のユニフォームは「玄界灘」（1番）にちなみ紺を基調とした「玄界灘ブルー」に「鷹の爪跡、玄界灘の荒波」をイメージした白のラインが入ったものとなった。前年同様3日間ユニフォームのプレゼントが行われた。最終日はルーフオープンショーでドームの屋根が開くと、今年のホークスのキャッチフレーズである「フリキレ!!」の文字がシーホークホテルに現れた（2日目も勝利はしたが、天候不良によりドームの屋根は開かなかった。この日は平成21年7月中国・九州北部豪雨により山口県で大きな被害に見舞われた）。
  - 2010年のキャッチフレーズは「燃えんといかんばい!!」。第三のユニフォームは「火」（2番）にちなみ燃える赤「勝どきレッド」を下地にして通常のユニフォームのデザインはそのままにしたものとなった。対戦相手は埼玉西武ライオンズ。
  - 2011年のキャッチフレーズは「翔ぶんダ!2011」。第三のユニフォームは「チャンピオンフラッグ」（3番）にちなみ前年に獲得したリーグチャンピオンフラッグの水色（ペナントも同色、ただし年度によって優勝ペナントの色は異なる）を基調とした「チャンピオンブルー」（通常デザインユニホームの地色を水色にしたもの）を使用した。祭典本番を前にした7月1日の対オリックス戦（京セラドーム大阪）で初着用。以降ビジターの試合でも着用する。7月18日から20日の試合は、前年と同じ埼玉西武ライオンズであった。
- 2012年のテーマカラーは「VVグリーン」。南海ホークス時代のユニフォームを彷彿とさせる明るいグリーンを基調としたデザイン（通常デザインユニホームの地色をグリーンにしたもの、帽子やパンツも鮮やかなグリーンの入ったデザイン）で、7月2日に東京ドームでソフトバンクが主催する西武戦（ヤフードーム以外での開催は初となる）と、ヤフードームで行われる15日のロッテ戦、16日 - 18日のオリックス戦など公式戦15試合（ビジターも含む）で着用し、ペナントレース終盤のホーム数試合においても使用された。なお、7月18日のゲームでは緑のサイリウムが来場者に配布された（しかし、同日に一部の者が祭典で配布されたサイリウムを花火終了後にスタンドへ投げ込む事件が発生、ソフトバンクホークス側が公式Twitterで苦言を呈すると共に謝罪する事態となった[275]）。
- 2013年のキャッチフレーズは「超!ガッツメラメラ」。色は「ガッツパープル」。深い青紫色を基調としたデザイン（通常デザインユニホームの地色を紫色にしたもの、帽子やパンツにも紫色の入ったデザインになる）で、発表会には今年のキャッチフレーズである「超!ガッツメラメラ」にちなんで、元ボクシング世界王者のガッツ石松も駆けつけた。
- 2014年のテーマカラーは「勝ちどきレッド2014」。2010年に着用した「勝ちどきレッド」のイメージそのままに勝鬨をあげつつ「ホークス選手」「ホークスファン」が一体となって戦い、突き進むテーマカラーとして採用。2010年の「勝ちどきレッド」より鮮やかなものとなり、前回（2010年）達成出来なかった「日本一」への強い思いをロゴカラーの「チャンピオンゴールド」(「SoftBank HAWKS」のロゴ・帽子の「Sh」のロゴ・背番号・背ネームがゴールド)に託し、帽子やパンツにも赤色の入ったデザインで、7月1日（東京ドーム）・7月21日（北九州）、22日・23日（ヤフオクドーム）のロッテ戦、7月25日 - 27日のオリックス戦（ヤフオクドーム）のほか、福岡ソフトバンクホークス10年目突入を記念して8月18日の西武戦を「鷹の祭典 in 大阪」と銘打ち京セラドーム大阪で開催。また「鷹の祭典 in 大阪」ではユニフォーム右袖のワッペンを「大阪ワッペン」の特別バージョンに変更。なお左袖「キューサイ」のスポンサーロゴは通常の「緑地に白文字」から「白地に緑文字」に仕様変更されている。
  - 当初は上記の8月18日の試合で「カチドキレッド2014」は終了にする予定だったが、この試合で着用した試合で6勝2敗と好成績、特にヤフオクドームでは5連勝を達成し、リーグ優勝に弾みがつくということから、9月中に予定されるホークス主管13試合を対象に再びアンコール着用することが決まった[276]（ただし、優勝を決めた10月2日の対オリックス戦と、以後のポストシーズンは通常仕様のものを着用したため、カチドキレッドでの優勝はならなかった）。
  - この年は子供達の招待事業「スポーツキッズプロジェクト」で協働関係にあるJリーグ・サガン鳥栖とのコラボレーションを実施。鳥栖は7月23日に行われた川崎戦で選手がカチドキレッドを使用したスペシャルユニフォームを着用、入場者全員にカチドキレッドのコラボユニフォーム（前開きの野球ユニフォームに準じたもの）を配布した[277]。同様の企画は2015年・2016年も実施している。
- 2015年は福岡、東京、大阪、北九州の4会場・8試合で実施する予定だったが、7月20日の北九州でのロッテ戦が、試合開始直前に振った集中豪雨によるグラウンドコンディション不良のため中止となり[278]、この段階では3会場・7試合となった（北九州での代替開催日は未定）。本年度のテーマは「アッチッチ!熱男（あつお）」で、特別ユニフォームは「熱男レボリューションイエロー」と名付けた[279]。
  - このユニフォームも本来であれば7月26日のオリックス戦で終了予定だったが、やはり特別仕様のユニフォームで勝ち越し（6勝1敗・中止1）となったことから[280]、前年に続きリーグ優勝に弾みがつくとして、9月4日から20日に予定されている主管7試合でアンコール着用されることが決まり、今回の終盤戦のアンコール着用のテーマは「全員!熱男!」とすることも決めた。しかし「リーグ優勝がかかった場合（マジック2以下で優勝の可能性がある場合）は、通常の白ユニフォームを着用する」という取り決めがあり、9月17日のリーグ優勝決定試合だった西武戦はその白のユニフォームに変更され「熱男」ユニフォームでの胴上げはならなかった[281]。
- 2016年は東京、福岡、北九州、大阪の4会場・8試合で実施。特別ユニフォームは「チャンピオンブルー2016」と名付けた2015年日本シリーズ優勝ペナントをイメージしたカラーリング。
- 2017年は「ワッショイ! ワンダホー!」をテーマに、7月17日から7月23日の福岡県内で行われる主催6試合（ヤフオク5、北九州1）に加え、いずれも北海道日本ハムを相手とした月曜ナイターとして施行される東京ドーム（7月31日）、京セラドーム大阪（8月14日）の合計8試合で行われ[282] 、6勝2敗であった。今回のサマーユニフォームは「1（ワン）ダホー!ストライプ2017」をテーマに、ホームゲーム用に使用する白をベースとしたものに、2010・14年に着用した「カチドキレッド」の縦じまをあしらったものを採用し「Hawksの伝統を受け継ぎ、日本一へ続く道」をアピールしている。なお「鷹の祭典」自体は7月17日からであるが、前半戦最終のホームゲームである7月4・5日のオリックス戦と11・12日の東北楽天戦でお披露目を兼ねて着用が行われている[283]。このユニフォームも、終盤戦の9月13・14日のオリックス戦、23-25日の楽天戦でも終盤戦キャンペーンの一環としてアンコール着用が決まったが[284]、「リーグ優勝が決定するか、リーグ優勝がビジター球場であり、その後の表彰式がホームゲームで行われる場合[285]」は特例で通常のホームゲーム用ユニフォームを着用する取り決めがあり、同9月23日の試合はリーグ優勝の表彰式の都合上、通常ユニフォームで試合を行った。
- 2018年は東京、福岡、北九州、大阪の4会場・10試合で実施。特別ユニフォームは「もう1頂!ゴールデンストライプ2018」としてチームスローガン「もう1頂!」に因み白地に「1」を連続させたゴールドのストライプをあしらったカラーリングとした。
- 2019年は9試合で、水色を基調とした「鷹の祭典2019ユニフォーム」を着用[286]。
- 2020年は8試合で、黄色を基調とした「鷹の祭典2020専用ユニフォーム」を着用[287]。
- 2021年度は7月9-14日に福岡PayPayドームで行われる6試合をはじめ、変則2連戦となった6月28・30日（28日：京セラドーム大阪、30日：北九州）、さらに8月31日の宮崎の地方開催3試合を合わせた9試合で行い「鷹く!レッド」をテーマに、ホークスの勝負テーマカラーである「カチドキレッド」を下地に「ファンとチームが一つになる」という意味を込め、日本一5連覇へ向けて一致団結し「鷹く!=高く」という志をもって戦うホークスの熱い気持ち、そして縁取りのネービーブルーには、エッセンシャルワーカーに対する感謝の気持ちにこたえるという意味合いを込めた[288]。
- 2022年度は7月8-14日に福岡PayPayドームで行われる6試合をはじめ、6月27日の東京ドーム（2019年以来3年ぶり開催）、7月20日の北九州、8月29日の京セラドーム大阪の地方開催3試合を合わせた9試合で実施し[289]、「もっと!もっと!もっと!ホワイト☆」というテーマで、原点回帰のホワイトカラーを下地として、頂点までの道のりを示す縦じまのストライプを施し、また胸元のロゴマークとアンダーシャツにソフトバンクホークスとなってからのチームカラー「レボリューションイエロー」を採用したものを着用する[290]
- 2023年度はエメラルドグリーンをモチーフにした「勝つぞー！エメラルド」のユニフォームを使用し、6月26日の東京ドームを皮切りに、7月10日の京セラドーム、12日の北九州、15-17日と28-30日のpaypayドームの9試合を対象に着用した[291]。しかし2022年以来1勝しか挙げられず「鷹の災典」と揶揄される始末となった[292]。

2024年度からは名称を「鷹祭 SUMMER BOOST」へ変更。みずほPayPayドームでの野球イベントの枠を超え、チームやファン、福岡のまちでともに創り上げる新たな夏のエンターテインメントイベントへと進化する。
また、この「鷹の祭典」の開催期間中には、福岡ドームで行われる特定の1試合を対象として「クラブホークススペシャルデー」と題した、球団公式ファンクラブ「クラブホークス」会員向けの特別企画が行われ、当日の始球式・花束贈呈などのグラウンド内での各種セレモニーへの抽選招待や、会員向けグッズプレゼントなどの特典がもらえる。

### ピンクフルデー（旧称：女子高生デー→タカガール♡デー）
九州朝日放送『アサデス。』の企画で、ファンの女子高生を対象としたイベントを行っており、2006年から毎年5月から6月の主催試合の中の1試合限定で開催されている。イベントでは、Cecil McbeeやX-Girl、moussyといった有名ブランドとコラボレーションした限定ユニフォームをはじめ、ピンク色をメインとした限定グッズが販売される。2011年までは、事前に当日のイベントの中心となる女子高生「ホークスガールズ」を一般募集し、イベント内容の企画、実施を行っていたが、2012年はホークス応援隊のHKT48が中心となったイベント、2013年はDreamとコラボレーションしたイベントが開催された。また、2009年からは乳がんの撲滅、検診の早期受診を啓発・推進する「ピンクリボン活動」にちなみ、一塁・二塁・三塁の各塁に白のリボンをあしらったピンク色のベースが設置されるようになっている。2014年、タカガールデーと名称を一新して行われた。
2023年からは「ピンクフルデー」に名称を変更。

### ドォーモデー
九州朝日放送の深夜番組『ドォーモ』の企画で、2008年から1試合限定でホークスと共同で実施されているイベント。当日はグッズ付きチケットも販売され、購入者は出演者と試合観戦することができ、試合終了後にはグラウンド上で行われるイベントに参加できる。2011年は、ホークスビジョンの映像がドォーモ出演者が登場するものに変更される演出が行われた。

### ASAHI SUPER DRY LIVE POP HAWKS
アサヒビール協賛による、2010年から2013年まで年に数回、試合開始前に開催された1組ないしは2組のアーティストによる音楽ライブ。

## 応援スタイル

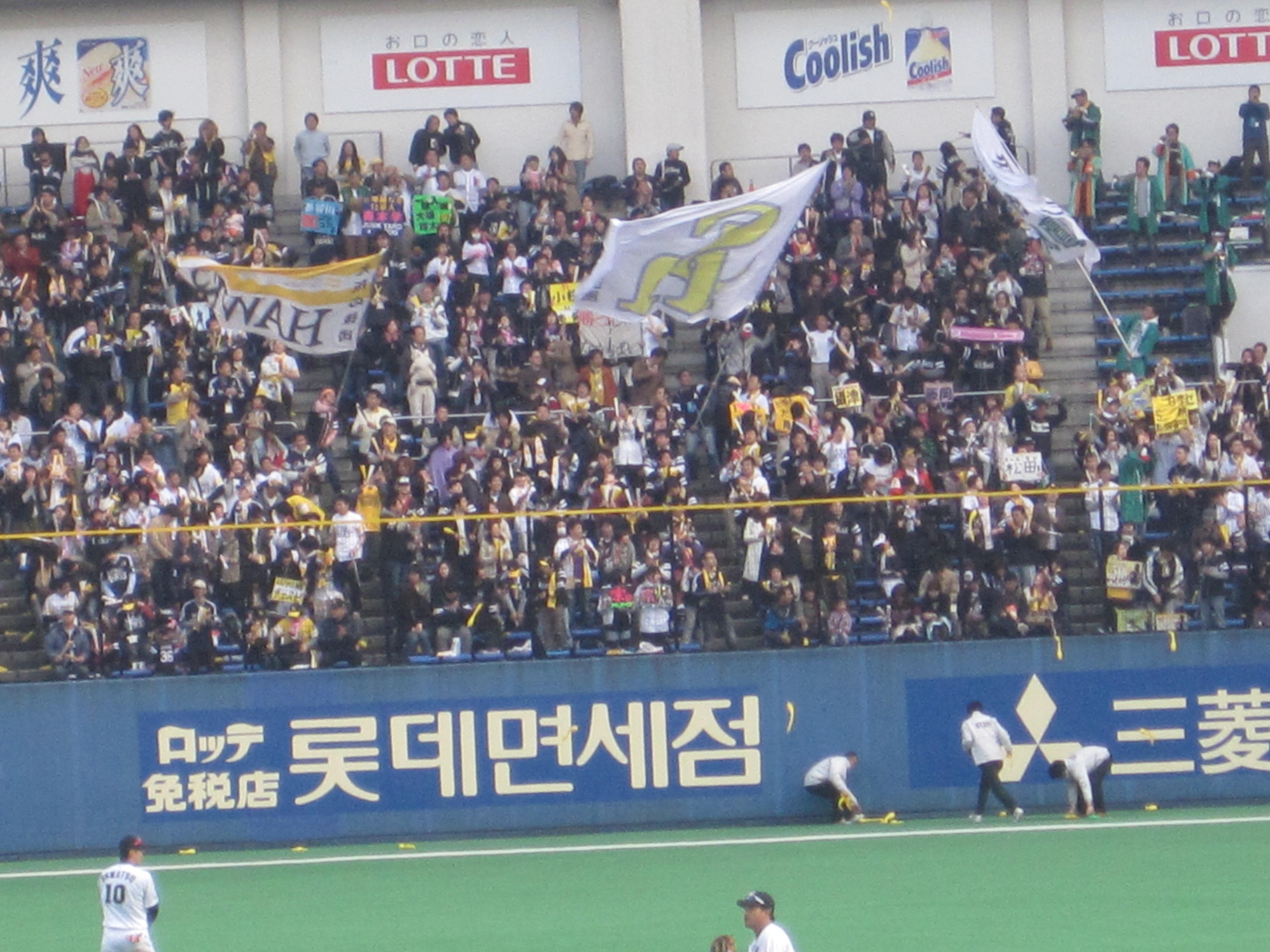
ソフトバンクの応援団
2010年4月24日ロッテ戦

### メガホンダンス
かつて福岡ソフトバンクホークスの応援は、前身のダイエー時代から続く「メガホンダンス」（略称：メガダン）というもので、他の球団では見られない独自の応援スタイルが主流であった。これは主に外野スタンドのファンが、ホークス攻撃時にメガホンを持ち、曲によって異なるダンスを選手応援歌やヒッティングマーチに合わせて踊るものである。振り付けは、主に腕しか動かさないが左右に移動しながら行うものもある。ただし2024年現在ではメガホンダンスで応援しているファンはかなり減っており、応援団のヒッティングマーチに合わせてメガホンやカンフーバットを打ち付ける動きのみのファンの方が多いようである。
1999年より、球団から「選手別応援振付（メガホンダンス）」が収録された『応援パフォーマンスビデオ・DVD』が毎年販売されていたが、現在は販売されていない（2005年からDVDでも販売開始、2007年からVHS販売なし）。

### ジェット風船
7回のホークス攻撃前の「いざゆけ若鷹軍団」演奏後に黄色のジェット風船を飛ばす（イベントの関係で異なる色の風船を飛ばす場合もある）。また、ホークスが勝利した場合はヒーローインタビュー後に「白星」にかけて白いジェット風船を飛ばす。
また、2020年には、新型コロナウイルス(COVID-19)感染防止のため、ジェット風船の使用が禁止された。

### アウトテーマ
2017年まではアウトテーマが原則的に使用されていた。テーマ曲は大阪道頓堀の飲食店「くいだおれ」のCM曲のアレンジであり、これは大阪にフランチャイズを置いた南海ホークスからの名残である。後半部分は1アウトなら1回、2アウトなら2回、3アウトなら3回鳴らす。但し、進塁打や犠牲バント成功のときは鳴らさない。2018年シーズンより廃止となった。

### 伝統を引き継ぐ動き
上述の通り、かつての南海ホークス時代から継続して使用されている応援テーマも多い。現在のチームカラーは親会社のソフトバンクの企業カラーである黄色と黒であるが、全国的に（特に関西・東日本では）応援席で応援団の使用する法被や応援旗は旧南海ホークスのチームカラーである濃緑や球団旗に使用されていたマゼンタを基調としたものが圧倒的に多い。
2008年には、球団創設70周年及び福岡移転20周年という節目の年に当たることから南海電鉄とダイエーにも趣旨を説明した上で、南海時代（南海ホークスとして最後に日本一になった昭和39〈1964〉年当時のもの）とダイエー時代（1999年と2003年に日本一になった当時のもの）のユニフォームが復刻された。2013年にも、球団創設75周年を記念して南海時代（福岡移転直前の1984年から1988年当時のもの）のユニフォームが復刻された（#特別ユニフォームを参照）。南海のユニホームの時には、スタンドでも南海ホークスの球団旗が振られ、ラッキー7の時には「南海ホークスの歌」が流された。またダイエーのユニホームの時には、ラッキー7の時にはダイエー時代の「いざゆけ若鷹軍団」が流されている。

### その他
2011年の東日本大震災を受け、この年に限り通常の球団旗を使った応援以外に、福岡Yahoo!JAPANドームでの主管試合において、地震で被災した県（青森県・岩手県・宮城県・福島県・茨城県・千葉県）を激励するためにそれぞれ白地に黒文字で「がんばろう!!○○（都道府県名）」と書かれた大旗を私設応援団員が振るシーンがあった（試合開始前、および勝利して試合を終了したときなど）。

## ファンクラブ
オフィシャルファンクラブは「クラブホークス（ClubHAWKS）」。有料会員の入会・継続特典はファンクラブカードのほか、レプリカユニフォームなど数種類から選べるグッズ、ファンクラブ専用ピンバッジとなっている。
そのほか有料会員は、年4回発行の会報、チケットの先行販売、福岡PayPayドームでのホークス主催試合開催時の優先入場、試合前のホークス選手の打撃練習見学、選手のサイン会やトークショーなど球団イベントへの参加権などの特典を受けられる。かつては観戦やオフィシャルショップ「ホークスストア」での買い物でポイントがたまるポイントプログラムもあった（付与は2007年度まで、使用は2008年度まで）。
現在は、オフィシャルショップ「ホークスストア」での買い物の際、ファンクラブカードの提示により、5%割引になる。
「ダグアウト」専用（インターネットのみ）のショップ会員（無料）もあるが、有料会員の特典は受けられない。

## ショップ
オフィシャルグッズショップはHAWKS STORE（ホークスストア）2019年にそれまでのダグアウトからリニューアルされた。以前は福岡市の中心部天神（大丸→天神西通り）、マリノアシティ福岡、キャナルシティ博多や北九州市のコレット井筒屋8階のI'm専門店街内にも出店していたが、現在は撤退している。
HAWKS STORE PayPayドーム店
福岡県福岡市中央区地行浜2-2-2 福岡PayPayドーム 8番ゲート正面
HAWKS STORE 筑後店
福岡県筑後市津島757-1 タマホームスタジアム筑後 3塁側階段前
上記のオフィシャルショップ以外にも福岡県内各地、ホークス以外の11球団の各本拠地球場などにホークスグッズ取扱店がある。

## 関連書籍
- 南海ホークス 編『南海ホークス四十年史』南海ホークス、1978年。
- ベースボール・マガジン社 編『HAWKS the 70th ホークス栄光の軌跡』ベースボール・マガジン社、2008年。ISBN 978-4-583-10119-4。
- 『ホークス九州20年史 1989-2008 飛翔!若鷹軍団』ベースボール・マガジン社〈B.B.MOOK 553 スポーツシリーズNo.427〉、2008年。ISBN 978-4-583-61543-1。
- 『南海ホークス栄光の歴史 1938-1988』ベースボール・マガジン社〈B.B.MOOK 847 スポーツシリーズNo.717〉、2012年。ISBN 978-4-583-61887-6。
- 『ホークス75年史 南海、ダイエー、ソフトバンク 継承される栄光の歴史』ベースボール・マガジン社〈B.B.MOOK 962〉、2013年。ISBN 978-4-583-62022-0。